# Wilno
Wilno (lit. Vilnius wymowaⓘ, biał. Вільня, ros. Вильнюс, Вильна, łot. Viļņa, jid. ‏ווילנע‎ = Wilne, hebr. ‏וילנה‎ = Wilna, łac. Vilna) – stolica i największe miasto Litwy, położone na Pojezierzu Litewskim u ujścia rzeki Wilejki do Wilii.
Historyczna stolica Wielkiego Księstwa Litewskiego, a następnie jedno z większych miast I Rzeczypospolitej. Już za czasów I Rzeczypospolitej w Wilnie, obok Krakowa i Lwowa, działał jeden z najważniejszych polskich uniwersytetów założony w 1579 przez polskiego króla Stefana Batorego. Uniwersytet Wileński był drugim najstarszym polskim uniwersytetem, po krakowskim założonym w 1364 oraz przed lwowskim założonym w 1661 i warszawskim założonym w 1816, pozostałe ważne polskie uniwersytety zostały otwarte już po odzyskaniu niepodległości po 1918 oraz po II wojnie światowej od 1945.
Miejsce obrad Sejmów Wielkiego Księstwa Litewskiego. Wilno po unii lubelskiej nie utrzymało formalnych funkcji stolicy Rzeczypospolitej Obojga Narodów. Miejsce obrad sejmików ziemskich powiatu wileńskiego od XVI w. do pierwszej połowy XVIII w., po III rozbiorze Polski w 1795 Wilno znalazło się w zaborze rosyjskim, od 12 października 1920 do 22 kwietnia 1922 jako stolica tzw. polskiej Litwy Środkowej, w latach 1922–1945 w granicach II RP (jako stolica województwa wileńskiego). Po agresji sowieckiej na Polskę 17 września 1939 przekazane przez ZSRR Litwie i okupowane przez nią do 3 sierpnia 1940, kiedy to w wyniku aneksji państw bałtyckich przez ZSRR znalazło się pod okupacją sowiecką. Po ataku III Rzeszy na ZSRR od czerwca 1941 do lipca 1944 pod okupacją niemiecką (Komisariat Rzeszy Wschód). Od lipca 1944 do 16 sierpnia 1945 ponownie pod okupacją sowiecką. W konsekwencji decyzji mocarstw wielkiej trójki zapadłych na konferencji jałtańskiej znalazło się ostatecznie w granicach Litewskiej SRR, a większość polskich mieszkańców Wilna została wysiedlona przez władze sowieckie m.in. do Gdańska, Olsztyna, Szczecina, ale i też bardziej na południe przykładowo do Wrocławia, Opola, Bytomia czy Gliwic oraz wielu innych miejscowości. Od 1990 jest stolicą niepodległej Litwy.
Liczba ludności miasta w 2024 wyniosła 605 tys. mieszkańców, wraz z aglomeracją ok. 820 tys. Nawet współcześnie, mimo powojennego wysiedlenia większości polskich mieszkańców, prawie 16% ludności Wilna to Polacy, a w okolicach Wilna Polacy stanowią nawet 30–90% wszystkich mieszkańców zależnie od gminy.
Pod względem powierzchni największe miasto w krajach bałtyckich, duży ośrodek gospodarczy, finansowy, przemysłowy oraz węzeł komunikacyjny kolejowy i drogowy, port lotniczy, ośrodek kulturalny i naukowy; 8 uniwersytetów, w tym Uniwersytet Wileński (1579); cenny zespół obiektów zabytkowych wpisany na listę światowego dziedzictwa UNESCO w 1994. W Wilnie znajduje się agencja Unii Europejskiej – Europejski Instytut ds. Równości Kobiet I Mężczyzn (EIGE).
Wielki ośrodek religijny; ponad 40 kościołów rzymskokatolickich, w tym: sanktuarium Matki Bożej Ostrobramskiej, sanktuarium Miłosierdzia Bożego, Bazylika archikatedralna, a także ok. 20 cerkwi prawosławnych, kościoły protestanckie, 3 synagogi żydowskie, kienesa karaimska, cerkiew staroobrzędowców.
Wilno jest głównym ośrodkiem polskiej kultury i nauki na Litwie, ze szczególnym uwzględnieniem kultury literackiej, miastem, które dało początek epoce romantyzmu i zawsze było związane z literaturą, działają tam m.in. Polskie Studio Teatralne w Wilnie (1960), Polski Teatr w Wilnie (1963), Fundacja Kultury Polskiej na Litwie im. Józefa Montwiłła (1989), Stowarzyszenie Naukowców Polaków Litwy (1989), Związek Harcerstwa Polskiego na Litwie (1989), Związek Polaków na Litwie (1990), Uniwersytet Polski w Wilnie (1998), Dom Kultury Polskiej w Wilnie (2001), Wydział Ekonomiczno-Informatyczny w Wilnie Uniwersytetu w Białymstoku (2007), odbywają się Wileńskie Spotkania Teatralne Sceny Polskiej (2004), Międzynarodowe Spotkania Poetyckie „Maj nad Wilią". W Wilnie siedzibę ma także Akcja Wyborcza Polaków na Litwie (AWPL).
Siedziba władz rejonu miejskiego Wilno, w skład którego wchodzą gminy tworzące miasto, oraz rejonu wileńskiego, otaczającego miasto.

## Nazwa
Po raz pierwszy nazwa miasta pojawiła się w formie Vilna w 1323 w napisanym po łacinie liście księcia Gedymina, w którym prosił o przysłanie księży znających języki polski, semigalski (łotewski) i ruski: „Volumus enim episcopos, sacerdotes, religiosos ordinis [...], quibus iam ereximus duas ecclesias in civitate nostra regia, dicta Vilna, et aliam Novgardia, ad quas nobis hoc anno quatuor fratrem scientes polonicum, semigallicum ac ruthenicum [...]”. W 1325 pojawiła się forma Wilno w liście do biskupa i mieszkańców Rygi: „Datum Wilno in die sancti trinitatis”. Najstarsze zapisy nazwy miasta zgromadził litewski uczony Aleksandras Vanagas, który jako nazwy łacińskie wymienił: Vilna (1323), ante Vilnam (1365), in castro nostro Vilnensi (1387). Nazwy niemieckie: Vilne (1323), Wille (1365, 1385), Wilne (1367). Ruskie: v Vilne, u Vilni (1421), k Vilni, vo Vilni, iz Vilni, gorodu Vilni, u Vilni (1446 i n.), a w języku polskim: Wilno w 1325 roku, Wylno 1382, 1387, 1397.

## Klimat
| Miesiąc                                                  | Sty  | Lut  | Mar  | Kwi   | Maj   | Cze   | Lip   | Sie   | Wrz   | Paź   | Lis  | Gru  | Roczna |
| -------------------------------------------------------- | ---- | ---- | ---- | ----- | ----- | ----- | ----- | ----- | ----- | ----- | ---- | ---- | ------ |
| Średnie temperatury w dzień [°C]                         | -3,5 | -1,7 | +3.3 | +10.7 | +18.2 | +21.1 | +22.1 | +21.6 | +16.4 | +10.2 | +3.5 | -0,5 | +10,1  |
| Średnie temperatury w nocy [°C]                          | -8,7 | -7,6 | -3,8 | +1.6  | +7.5  | +10.8 | +12.3 | +11.5 | +7.7  | +3.4  | -0,9 | -5,2 | +3,4   |
| Opady [mm]                                               | 41   | 38   | 39   | 46    | 62    | 77    | 78    | 72    | 65    | 53    | 57   | 55   | 683    |
| Źródło: The World Meteorological Organization 17.05.2009 |      |      |      |       |       |       |       |       |       |       |      |      |        |

## Historia
Pierwsza pewna wzmianka o mieście pochodzi dopiero z 1323 z listu wielkiego księcia Giedymina do papieża Jana XXII. W czasie rządów Olgierda nastąpił w 1365 najazd Krzyżaków na Wilno, podczas którego spłonęła większość zabudowy. Następny najazd Krzyżaków miał miejsce w 1383. Po oblężeniu ponownie zdobyli miasto i je spalili. Przełomowym rokiem dla Wilna był 1387. Wielki książę litewski i król polski Władysław Jagiełło w tym właśnie roku w konsekwencji zawartej unii z Polską w Krewie w 1385 zorganizował w Wilnie uroczystość chrztu Litwy. W 1387 roku Wilno uzyskało prawa miejskie magdeburskie od Władysława Jagiełły.
Zaczęto sprowadzać osiedleńców, ustanowiono podporządkowaną Gnieznu katolicką diecezję wileńską na której czele stanął biskup Andrzej Jastrzębiec. Wilno rozwijało się dynamicznie. Jesienią 1390 Krzyżacy i Witold Kiejstutowicz ponownie spalili miasto i Zamek Dolny; Klemens Moskarzewski obronił Zamek Górny. Ponowny najazd miał miejsce w 1394.
W 1413 wielki książę Litwy Jagiełło ustanowił w Wilnie województwo wileńskie, które do 1793 wchodziło w skład Wielkiego Księstwa Litewskiego.
Po pożarze w 1419 książę Witold rozpoczął budowę pierwszego murowanego zamku (zwanego później Zamkiem Górnym) na Górze Zamkowej. Potem powstał obok katedry murowany Zamek Dolny. W styczniu 1429 na zjeździe władców Europy Wschodniej i Środkowej w Łucku cesarz Zygmunt Luksemburski złożył propozycję koronowania Witolda na króla Litwy. Planowane na 29 września 1430 uroczystości koronacji Witolda w Wilnie nie doszły do skutku. 27 października 1430 Witold zmarł. Pochowany został w katedrze wileńskiej.
Także po śmierci Witolda (1430) Wilno pozostało siedzibą wielkich książąt litewskich. Wilno uzyskało prawo składu w 1432. Po okresie walk wewnętrznych za rządów księcia Świdrygiełły i Zygmunta Kiejstutowicza wielkim księciem litewskim został (1440) syn Jagiełły, Kazimierz Jagiellończyk, który nadał miastu kolejne prawa i przywileje. Dla Wilna nastał długotrwały okres pokoju.
W 1441 Kazimierz Jagiellończyk potwierdził prawa miejskie. W latach 1503–1522 wybudowano mury obronne. Najświetniejszy okres w dziejach miasta to czasy zygmuntowskie. Powstały wówczas mennica, arsenał, młyny, most na Wilejce, liczne szpitale i pałace. Pracowali tu architekci i rzeźbiarze włoscy. Wilno stało się miastem wielu narodowości.

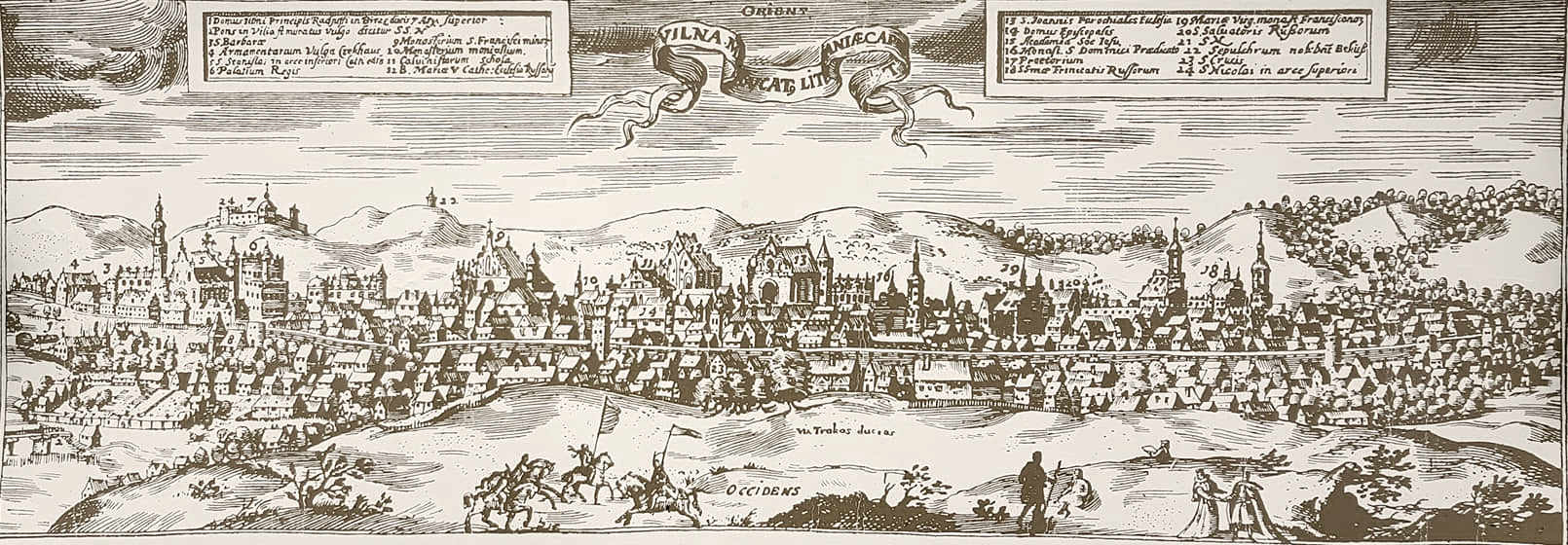
Wilno ok. 1600 (Tomasz Makowski)

W 1579 na mocy przywileju króla Zygmunta II Augusta z 1568, Wilno uzyskało zrównanie swych praw z Krakowem. Zaczyna wysyłać na wszystkie sejmy zwyczajne i elekcyjne dwóch lub trzech posłów z rady mieszczan, którzy zajmują drugie miejsce po posłach krakowskich. Wszyscy piastujący urzędy miejskie wójtowie, burmistrzowie, rajcy itd. zrównani zostali stanowi rycerskiemu i szlachcie, posiadając prawo do używania herbów za zgodą odpowiednich rodzin szlacheckich.
Około 1551 Wilno uzyskało przywilej de non tolerandis Judaeis. Od 1568 obywatelstwo Wilna dawało przywilej do posiadania ziemi.
Król Stefan Batory założył Akademię prowadzoną przez jezuitów, co stało się zalążkiem Uniwersytetu Wileńskiego. Miasto stało się dla Żydów „Jerozolimą Północy” (hebr. Jeruszalaim szel cafon). Działała tu jedna z najwybitniejszych szkół talmudycznych na świecie.

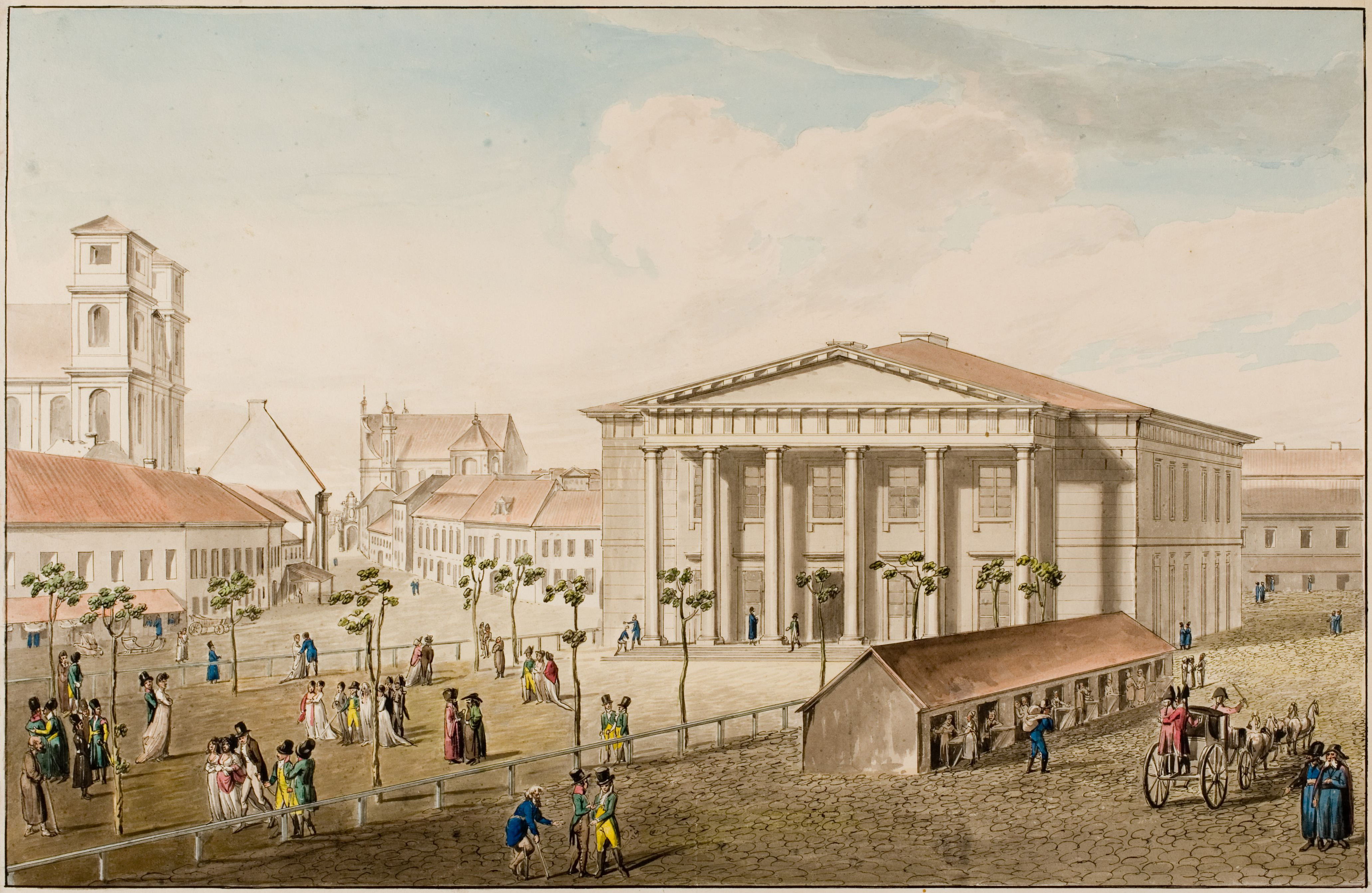
Wilno w XVIII w. (Józef Peszka)

Rozwój miasta poważnie zahamował wielki pożar w 1610 W 1639 miały miejsce zamieszki na tle religijnym; Kalwini zostali zmuszeni do opuszczenia miasta. W dniu 7 sierpnia 1655 w trakcie wojny polsko-rosyjskiej po zajęciu miasta, w którym schroniła się okoliczna ludność z wielu grodów, Rosjanie wymordowali około 25 tysięcy ludzi. Pożary w stolicy Litwy trwały przez 17 dni. Kolejnym ciosem była III wojna północna.
Miasto posiadało prawo do czynnego uczestnictwa w akcie wyboru króla. W 1782 było miastem królewskim.

Wilno w XIX w. (Zygmunt Vogel)

W trakcie insurekcji kościuszkowskiej, w nocy z 22/23 kwietnia 1794 doszło w Wilnie do walk, w trakcie których wyparto z miasta Rosjan. W 1795 po III rozbiorze Polski Wilno znalazło się w zaborze rosyjskim i stało się stolicą guberni. Podczas wojen napoleońskich w 1812 pomimo grabieży armii napoleońskiej był to dla miasta okres ponownej krótkotrwałej wolności (lipiec – grudzień 1812). Już 10 grudnia 1812 Wilno znowu zajęli Rosjanie.

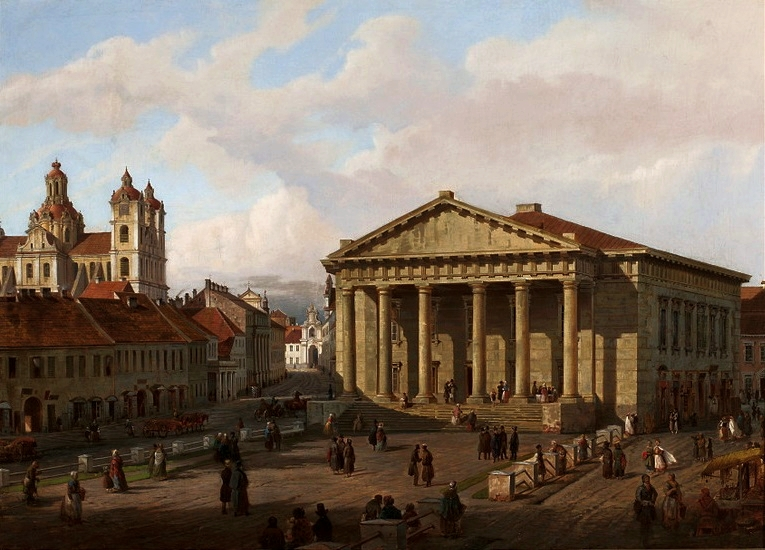
Wilno w XIX w. (Marcin Zaleski)

W XIX w. Wilno było miejscem rozwoju licznych patriotycznych polskich organizacji np. filaretów, filomatów, Związku Patriotycznego i Szubrawców. Po powstaniu listopadowym z 1831 Rosjanie zamknęli uniwersytet. Od 1861 sytuacja w mieście zaczęła być coraz bardziej napięta, gdy podczas polskich pochodów patriotycznych kozacy zaatakowali manifestację (masakra w Wilnie 1861). Wybuchło powstanie styczniowe, podczas którego w okolicy Wilna trwały zacięte walki. Według spisu ludności z 1897 w Wilnie Litwini stanowili 2% ludności, a Polacy 30% (choć w rzeczywistości liczba Polaków w Wilnie była znacznie wyższa niż ukazana w spisie z 1897, ponieważ wielu z nich zapisano m.in. jako Rosjan i szacuje się, że liczba Polaków w Wilnie w tym czasie mogła wynosić 40–50%), Żydów zaś było około 40%.

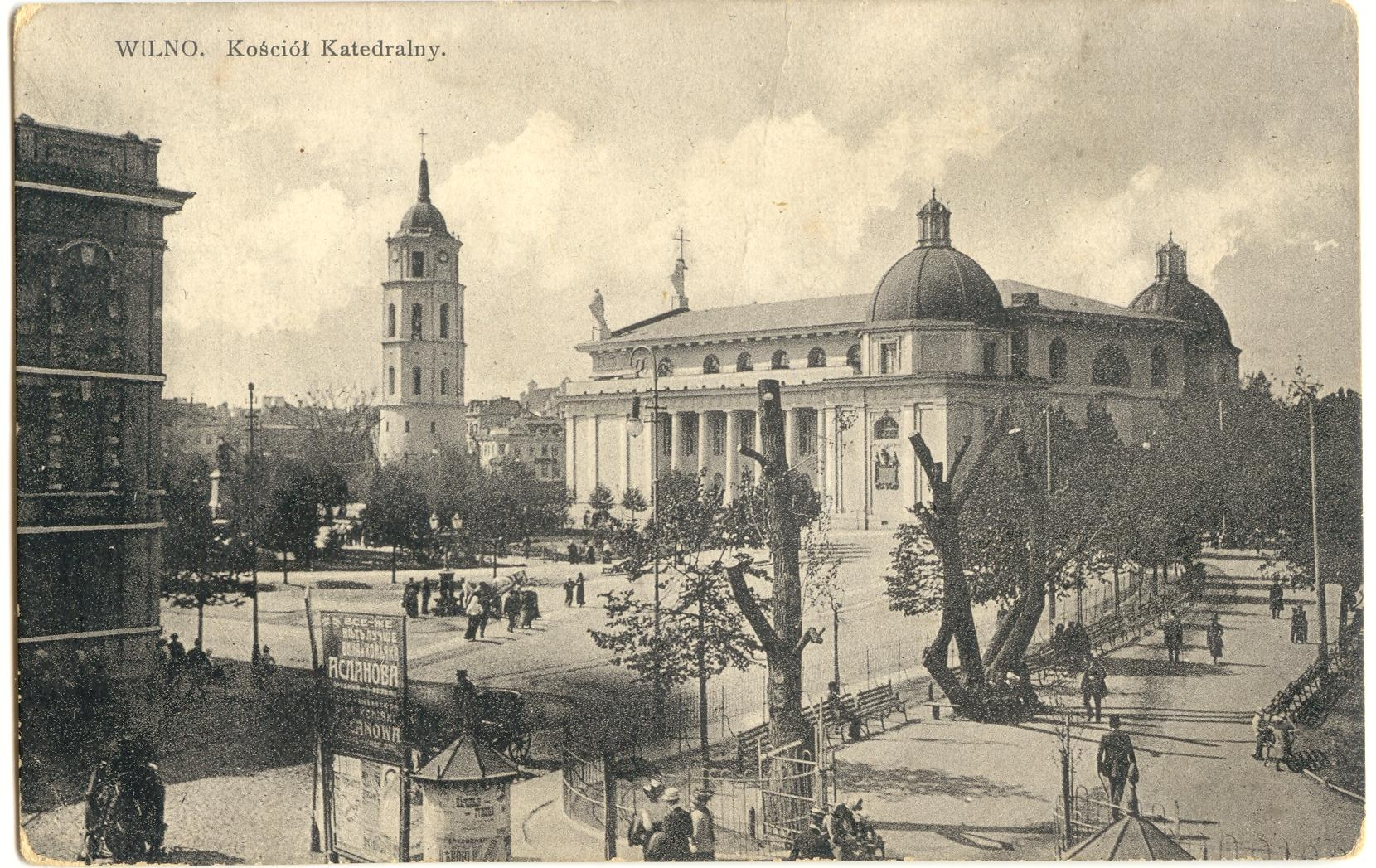
Katedra w Wilnie na pocz. XX w.

W grudniu 1862 uruchomiono Kolej Warszawsko-Petersburską, której Wilno stało się ważnym węzłem. W 1906 z inicjatywy Alfonsa Parczewskiego powstało polskie Towarzystwo Przyjaciół Nauk w Wilnie, w 1912 Tadeusz Wróblewski założył Bibliotekę Wróblewskich w Wilnie.

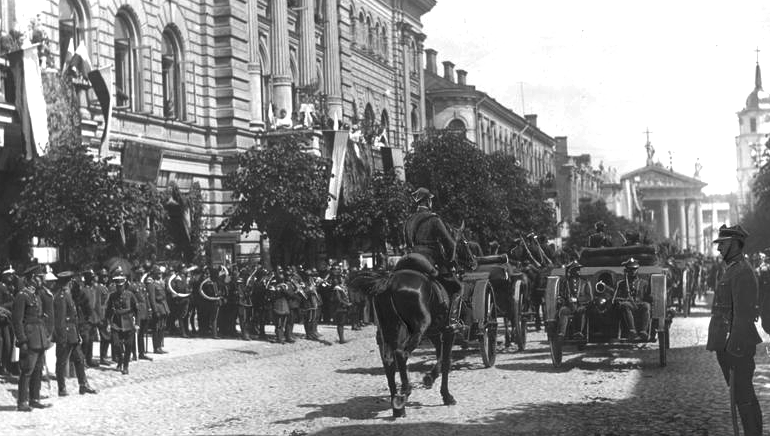
Uroczystość przyłączenia Wileńszczyzny do Polski w 1922 r.

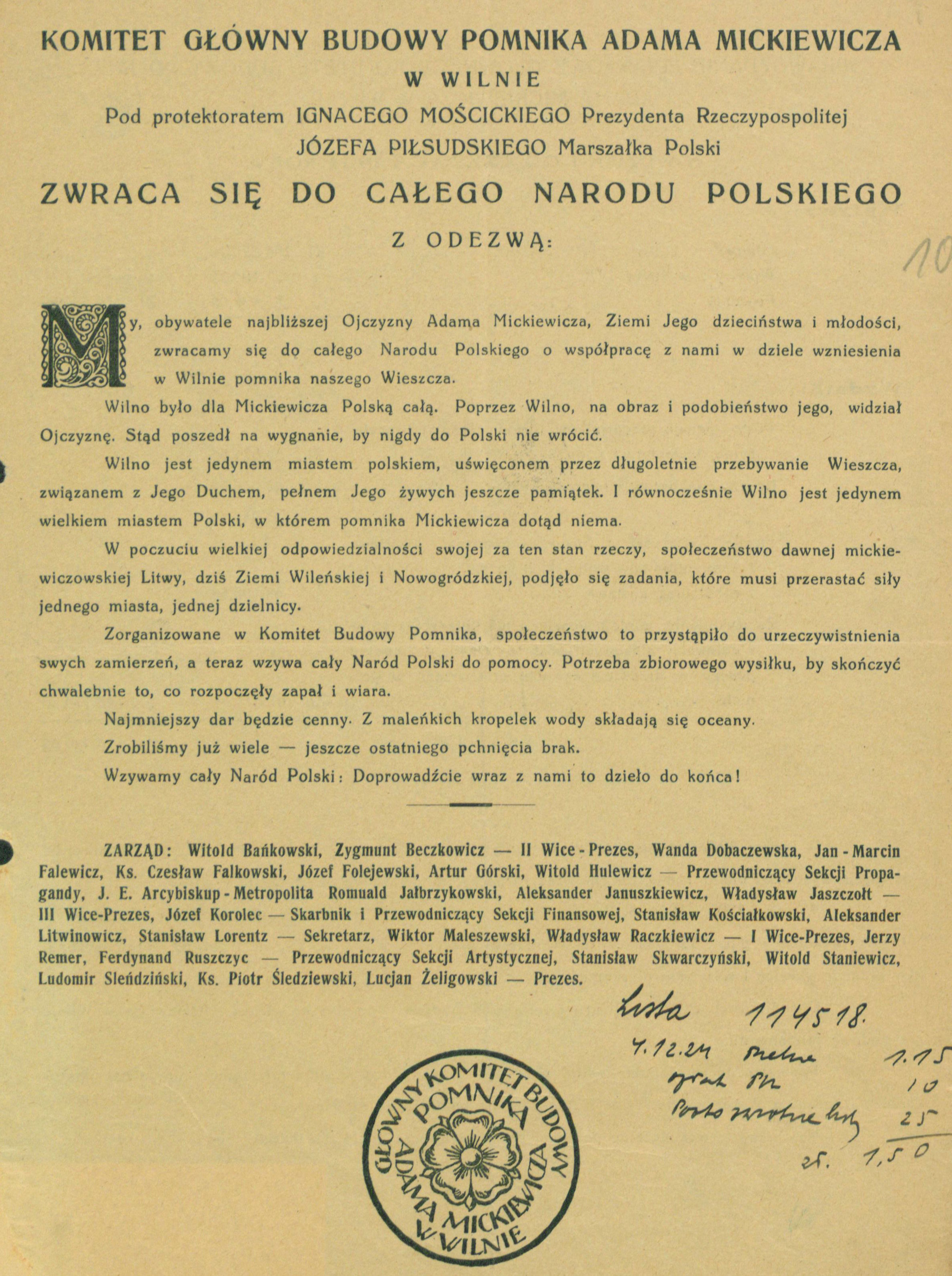
Odezwa Komitetu Głównego Budowy Pomnika Adama Mickiewicza w Wilnie z lat 30. XX wieku (miejsce przechowywania: Archiwum Państwowe w Poznaniu).

W latach 1915–1918 Wilno było okupowane przez Niemców. Po ustąpieniu Niemców rozgorzał polsko-litewski konflikt o Wilno, większość miejscowej ludności opowiadała się po polskiej stronie. Podczas wojny 1920 miasto zostało zdobyte dwukrotnie przez Armię Czerwoną (zob. m.in. zajęcie Wilna). 12 lipca 1920 rząd sowiecki zawarł układ z rządem litewskim na mocy którego m.in. Wilno i Suwalszczyzna miały być oddane Litwie. Sowieci, uciekając, przekazali Wilno Litwinom. Józef Piłsudski w celu zajęcia Wilna, posunął się do podstępu, zlecając gen. Lucjanowi Żeligowskiemu, dowódcy Litewsko-Białoruskiej Dywizji Piechoty, upozorować „bunt” i wkroczyć do Wilna. 9 października 1920 oddziały Żeligowskiego weszły do miasta. Proklamowano utworzenie etnicznie polskiej Litwy Środkowej zależnej od Polski. 20 lutego 1922 Sejm Litwy Środkowej przyjął uchwałę o włączeniu Litwy Środkowej do Polski; Wilno zostało stolicą województwa wileńskiego i powiatu wileńsko-trockiego (choć samo Wilno nie wchodziło w skład powiatu). W 1922 otwarto Państwową Szkołę Techniczną, w 1928 odbyły się pierwsze Targi Północne. W 1931 roku Wilno było zamieszkiwane w 65,9% przez Polaków, 28% przez Żydów, 3,8% przez Rosjan, tylko 0,8% przez Litwinów i 1,5% przez innych. Natomiast powiat wileńsko-trocki był zamieszkały w aż 84,9% przez Polaków.

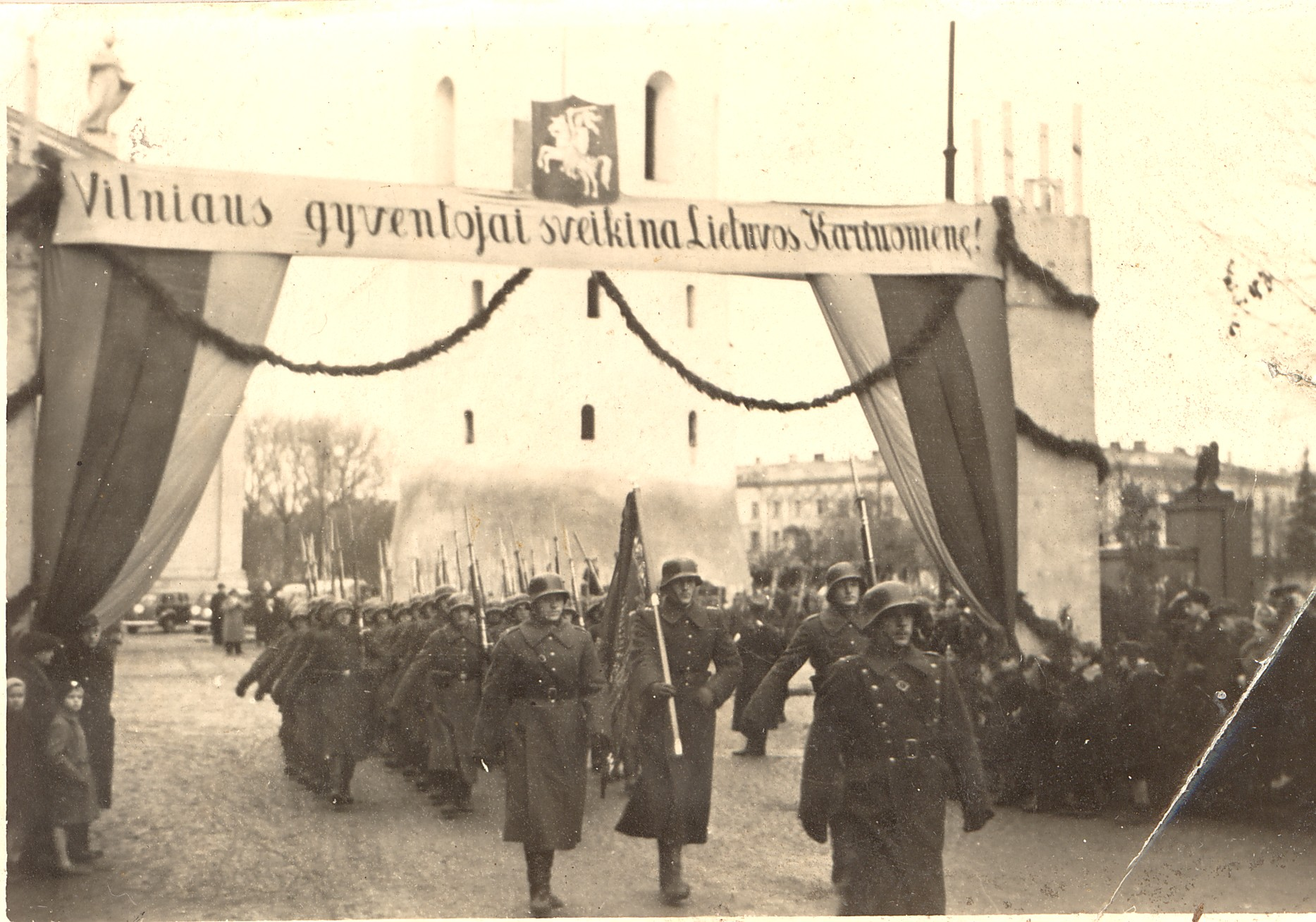
Uroczystość przyłączenia Wilna do Litwy w pobliżu katedry wileńskiej w 1939 roku

19 września 1939, po krótkiej obronie, Wilno zajęła Armia Czerwona. 28 października 1939 Sowieci przekazali miasto oraz 1/5 część Wileńszczyzny Litwinom. Ludność – w zdecydowanej większości polska – niechętnie odnosiła się do władz litewskich, ponieważ zaczęto prześladować i szykanować Polaków, zwolniono wielu polskich profesorów z Uniwersytetu Wileńskiego, nauczycieli szkół czy polskich pracowników, wprowadzono język litewski jako urzędowy, choć litewski znało mniej niż 1% mieszkańców miasta, co wiązało się z protestem Polaków. Wielu rdzennym mieszkańcom Wilna zabrano obywatelstwo (szczególnie Polakom i propolskim Żydom), a do miasta ściągano Litwinów, którzy praktycznie go nie znali. Zaczęto stosować metodę, w której rdzenną ludność Wilna zaczęto traktować jako obcych, a tak naprawdę obcych Litwinów jako rdzenną ludność. W świetle prawa międzynarodowego zajęcie Wilna przez Litwinów było nielegalne i była to litewska okupacja. 15 czerwca 1940  jednak ponownie Sowieci zajęli Wilno wraz z aneksją państw bałtyckich. 14 lipca 1940 zaczęły się wywózki na Syberię. W czasie wojny prześladowania i deportacje objęły ok. 35 tys. mieszkańców Wileńszczyzny, głównie polskiego pochodzenia. 22 czerwca 1941 Niemcy zbombardowali miasto, a 24 czerwca 1941 Wilno zajął Wehrmacht. Wycofujący się Sowieci zamordowali co najmniej kilkuset więźniów z wileńskich więzień i aresztów. W latach 1941–1944 we wsi Ponary niemiecka SS i litewskie Ypatingasis būrys (YB) zamordowały ok. 100 tys. osób, w tym 72 tys. Żydów i około 1,5–2 tys. Polaków. 7 lipca 1944 skoncentrowana pod miastem polska Armia Krajowa rozpoczęła atak na Wilno (operacja Ostra Brama). W kilka dni po nadejściu Armii Czerwonej NKWD aresztowało wszystkich polskich żołnierzy i oficerów oraz wydarło Wilno z rąk polskich. Następnie Litwę razem z Wilnem ponownie włączono do Związku Radzieckiego. Po 1944 większość polskich mieszkańców została przesiedlona. Od tego czasu w Wilnie zaczęli masowo osiedlać się Litwini i Rosjanie.
Ruchy niepodległościowe zapoczątkowane w czerwcu 1988 przez Litewski Ruch na Rzecz Przebudowy (Sąjūdis) nasiliły się w 1990, a w styczniu 1991 doszło do starć pod wieżą telewizyjną. 11 marca 1990 Litwa ogłosiła deklarację niepodległości, a Wilno stało się stolicą niepodległej Litwy.
W 2023 siedemsetleciu Wilna poświęcone są wydawnictwo „Znad Wilii” i XXX Międzynarodowy Festiwal Poezji „Maj nad Wilią”. Z okazji 700-lecia miasta powstają rozmaite utwory, 25 stycznia opublikowany został wiersz Tomasza Snarskiego z okazji jubileuszu miasta Małe okienko w niebie zarówno w języku polskim, jak i w języku litewskim, w tłumaczeniu Birute Jonuskaite.

### Przynależność państwowa Wilna

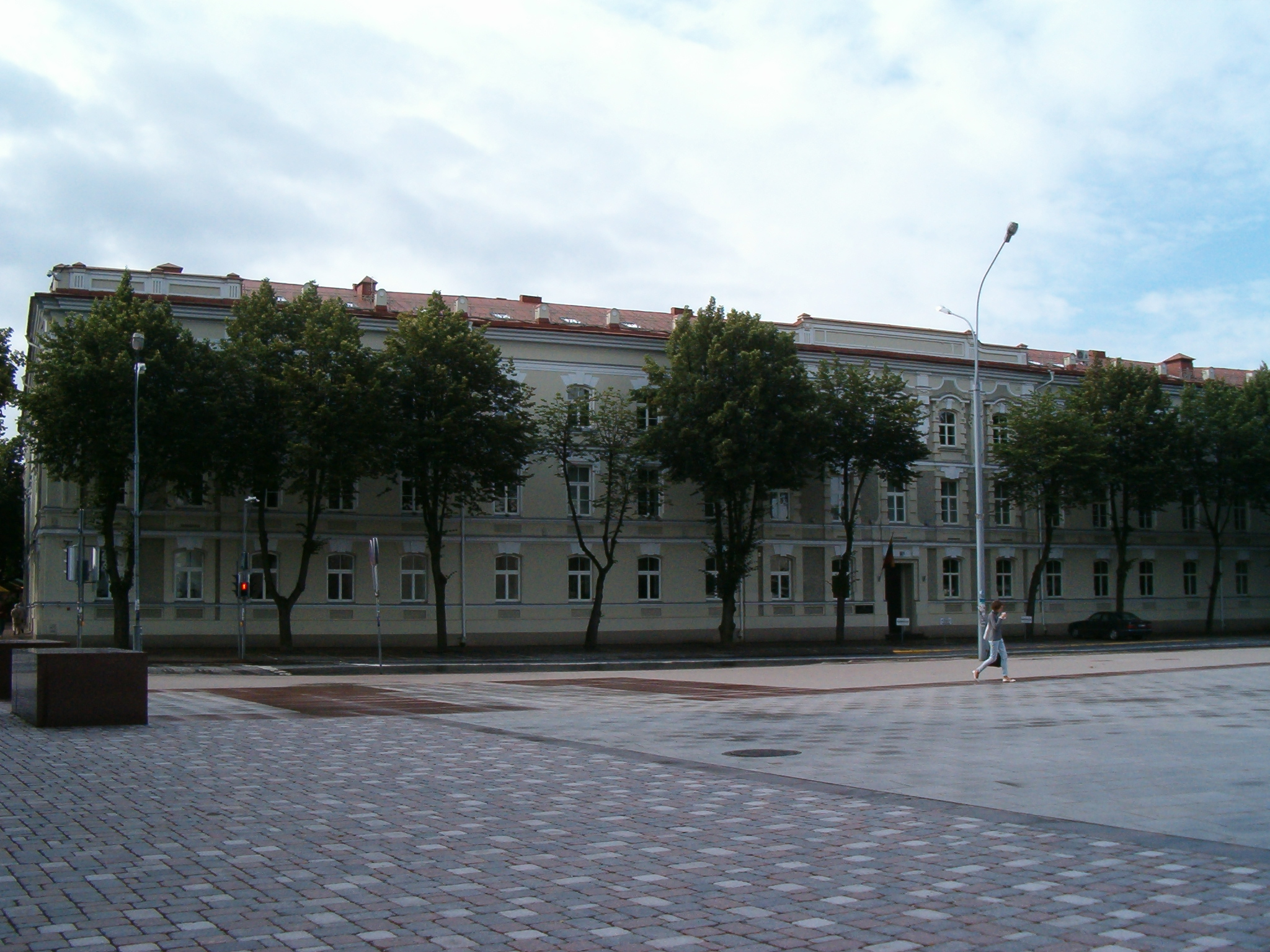
Gmach przedwojennego Urzędu Wojewódzkiego Wileńskiego

- do 1323 – tereny należące do Wielkiego Księstwa Litewskiego. Miasto wówczas nie istniało, bowiem pierwsze źródła na temat Wilna pochodzą z 1323 r., gdy książę litewski Giedymin zaadresował list do miast niemieckich zapraszając Niemców i Żydów do osiedlania się.
- 1323–1569 – Wielkie Księstwo Litewskie (stolica państwa)
- 1569–1795 – Rzeczpospolita Obojga Narodów (I Rzeczpospolita, stolica Wielkiego Księstwa Litewskiego i województwa wileńskiego)
- 1795–1918 – Imperium Rosyjskie (stolica guberni, zabór rosyjski)
- 1918 – Królestwo Litwy (stolica państwa)
- 1918–1919 – Republika Litewska (stolica państwa) / II Rzeczpospolita Polska (polsko-litewski spór)
- 1919 – Litewsko-Białoruska SRR (stolica państwa)
- 1919–1920 – polski Zarząd Cywilny Ziem Wschodnich
- 1920 – Republika Litewska (konstytucyjna stolica państwa przez cały okres dwudziestolecia)
- 1920–1922 – zależna od Polski i etnicznie polska Litwa Środkowa – okres sporów o przynależność państwową Wileńszczyzny między Polską a Litwą.
- 1922–1945 – II Rzeczpospolita Polska (stolica województwa)
  - 1939–1940 – okupacja litewska (28 października 1939 przekazane przez ZSRR, stolica Republiki Litewskiej)
  - 1940–1941 – okupacja sowiecka, Litewska SRR w ramach ZSRR (stolica Litewskiej SRR)
  - 1941–1944 – okupacja niemiecka, Komisariat Rzeszy Wschód (stolica Wilna-Land)
  - 1944–1945 – ponownie okupacja sowiecka
- 1945–1990 – Litewska SRR w ramach ZSRR (stolica republiki sowieckiej)
- od 1990 – Republika Litewska (stolica państwa)

## Kultura i historia kultury
W 2009 Wilno było Europejską Stolicą Kultury. W tym samym roku miały miejsce obchody 1000-lecia Litwy. W 2021 Wilno – historyczne miasto poetów i poezji otrzymało tytuł Miasta Literatury UNESCO, wzmacniającego międzynarodowe więzi społeczności literackiej, piszącej  o Wilnie jako o swoim mieście.
Miasto jest miejscem dorocznych Międzynarodowych Spotkań Poetyckich „Maj nad Wilią”.

### Muzyka w dawnym Wilnie

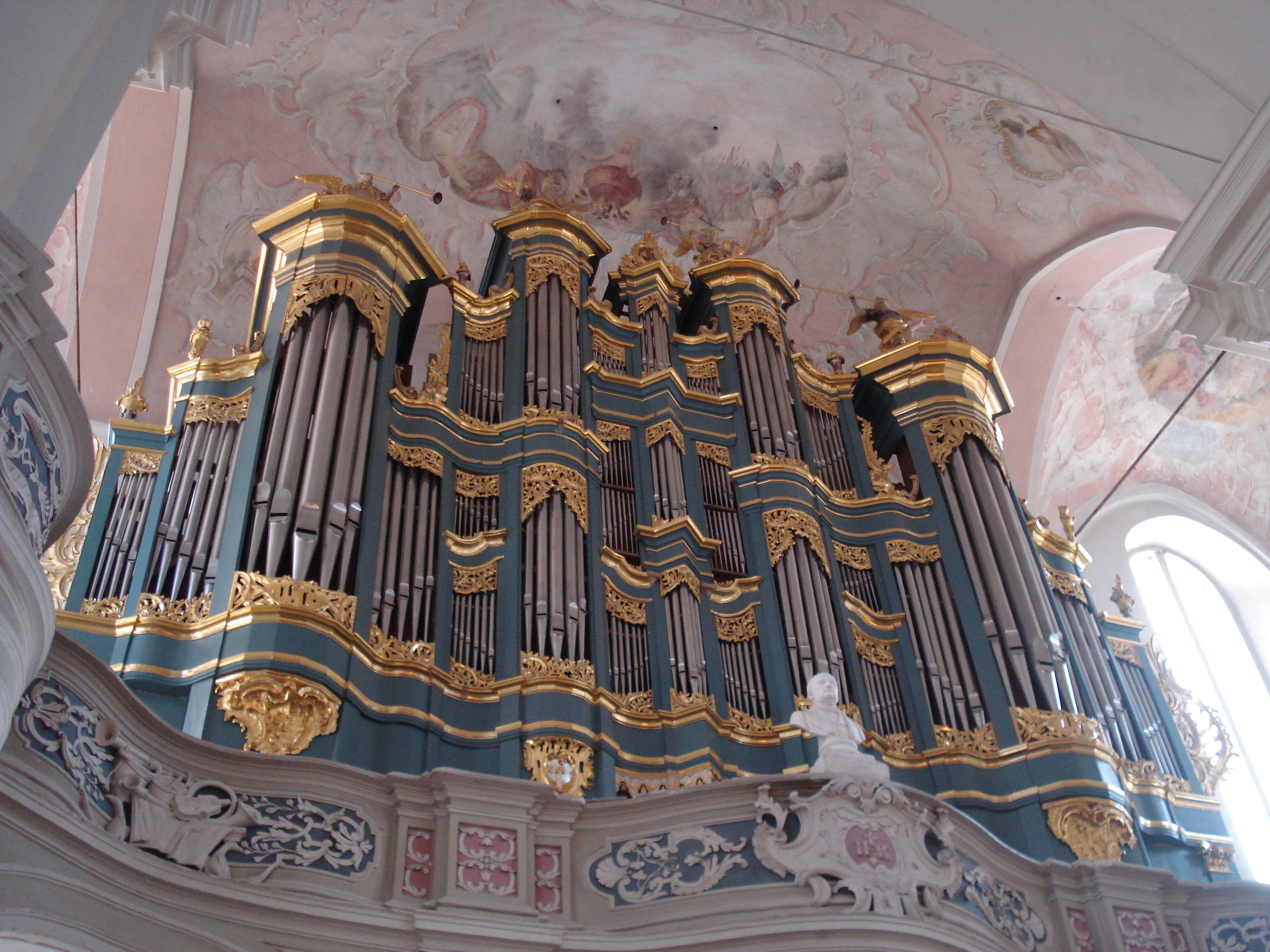
Organy w kościele św. Jana Chrzciciela i św. Jana Ewangelisty w Wilnie, na których grał Stanisław Moniuszko

W XIV w. w Wilnie działały chór katedralny oraz kapela na dworze książęcym. W 1387 powstał cech muzyków. W XVI w. miasto stało się ważnym ośrodkiem budowy organów. Przy kościele św. Janów powstała szkoła muzyczna (śpiewu) dla chłopców, w Akademii nauczano śpiewu wielogłosowego. Znakomitą opinią cieszyła się kapela dworska Władysława IV, w której śpiewali włoscy soliści. W 1634 w Wilnie wystawiono pierwszą operę. Była to Il ratto di Helena, której kompozytorem przypuszczalnie był Marco Scacchi.
Poczynając od końca XVIII w. coraz częściej organizowano publiczne koncerty i przedstawienia operowe. W 1827 powstał pierwszy stały zespół operowy, wystawiający głównie repertuar włoski, a w latach 1835–1844 działał niemiecki zespół operowy.
W latach 1802–1826 w Akademii wileńskiej nauczał Jan Dawid Holland. W latach 1840–1858 główną postacią wileńskiego życia muzycznego był Stanisław Moniuszko. To właśnie w Wilnie wystawiona była po raz pierwszy Halka: w 1848 w wersji estradowej, w 1854 w wersji scenicznej. Miasto odwiedzali wybitni wirtuozi, m.in. Henryk Wieniawski i Antoni Kątski. W 1867 powstała pierwsza szkoła muzyczna.
Wydarzeniem ważnym dla kultury litewskiej było wystawienie w 1906 sztuki teatralnej Biruta z muzyką Mikasa Petrauskasa, uważanej za pierwszą litewską operę narodową. W 1907 w Wilnie zamieszkał na kilka lat Mikalojus Konstantinas Čiurlionis, który przez Litwinów ceniony jest jako twórca narodowej sztuki litewskiej.
W latach 1919–1939 w Wilnie dominowało środowisko polskich i żydowskich muzyków. Działały Konserwatorium (od 1921) i Żydowski Instytut Muzyki (od 1924). Najbardziej aktywnymi postaciami w środowisku polskim byli: Tadeusz Szeligowski, Stanisław Szpinalski, Witold Rudziński.

## Demografia

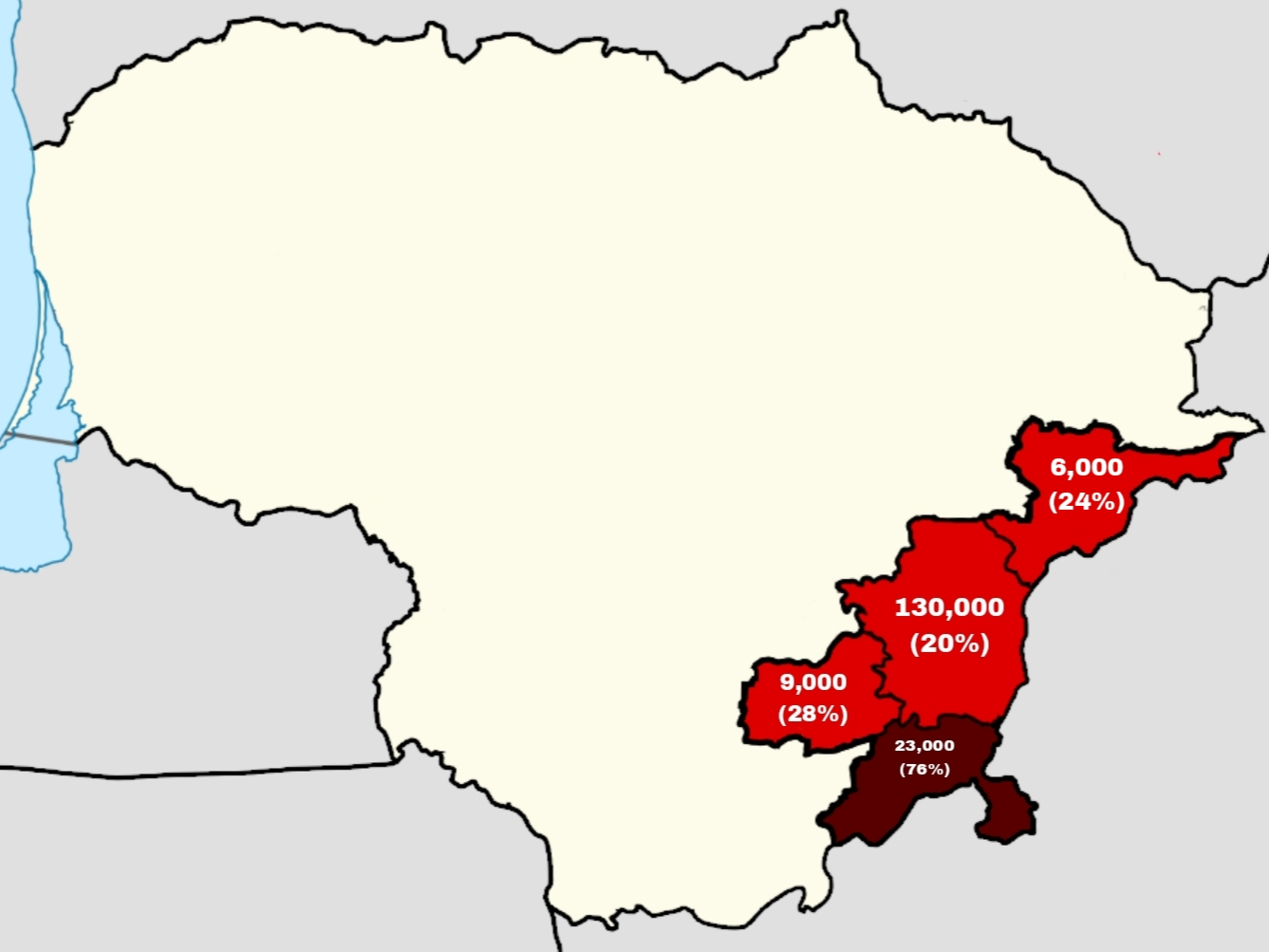
Udział procentowy Polaków na Litwie (według spisu ludności z 2011 roku)

Wilno zamieszkuje ok. 605 tys. osób (2024), a skład narodowościowy mieszkańców w 2011 wynosił: Litwini 63,2%, Polacy 16,5% (co daje ponad 87 tys. Polaków w Wilnie); Rosjanie 12%; Białorusini 3,5%; Żydzi 0,4%; inne narodowości 4,4%.
Pierwszego spisu ludności miasta dokonano w 1873. Według tego spisu ówczesne Wilno liczyło 96 tys. mieszkańców, z których więcej niż połowę stanowili Żydzi.
W 1899 miasto liczyło około 159 500 mieszkańców.
Według spisu dokonanego przez okupacyjne władze niemieckie 14 grudnia 1916 w Wilnie mieszkało 74 466 (53,67%) Polaków, 57 516 (41,45%) Żydów, 2909 (2,09%) Litwinów, 2212 (1,59%) Rosjan, 611 (0,44%) Białorusinów, 880 (0,63%) Niemców i 193 (0,13%) osoby innych narodowości. Łączna liczba ludności wyniosła wówczas 138 787.
Według spisu powszechnego z 9 grudnia 1931 Polacy stanowili 65,9% mieszkańców miasta (128,6 tys. osób), Żydzi 28% (54,6 tys. osób), Rosjanie 3,8% (7,4 tys. osób), Białorusini 0,9% (1,7 tys. osób), Litwini 0,8% (1579 osób), Niemcy 0,3% (600 osób), Ukraińcy 0,1% (200 osób), inni 0,2% (ok. 400 osób). Wiarygodność spisu jest podważana przez niektórych historyków.

## Podział administracyjny

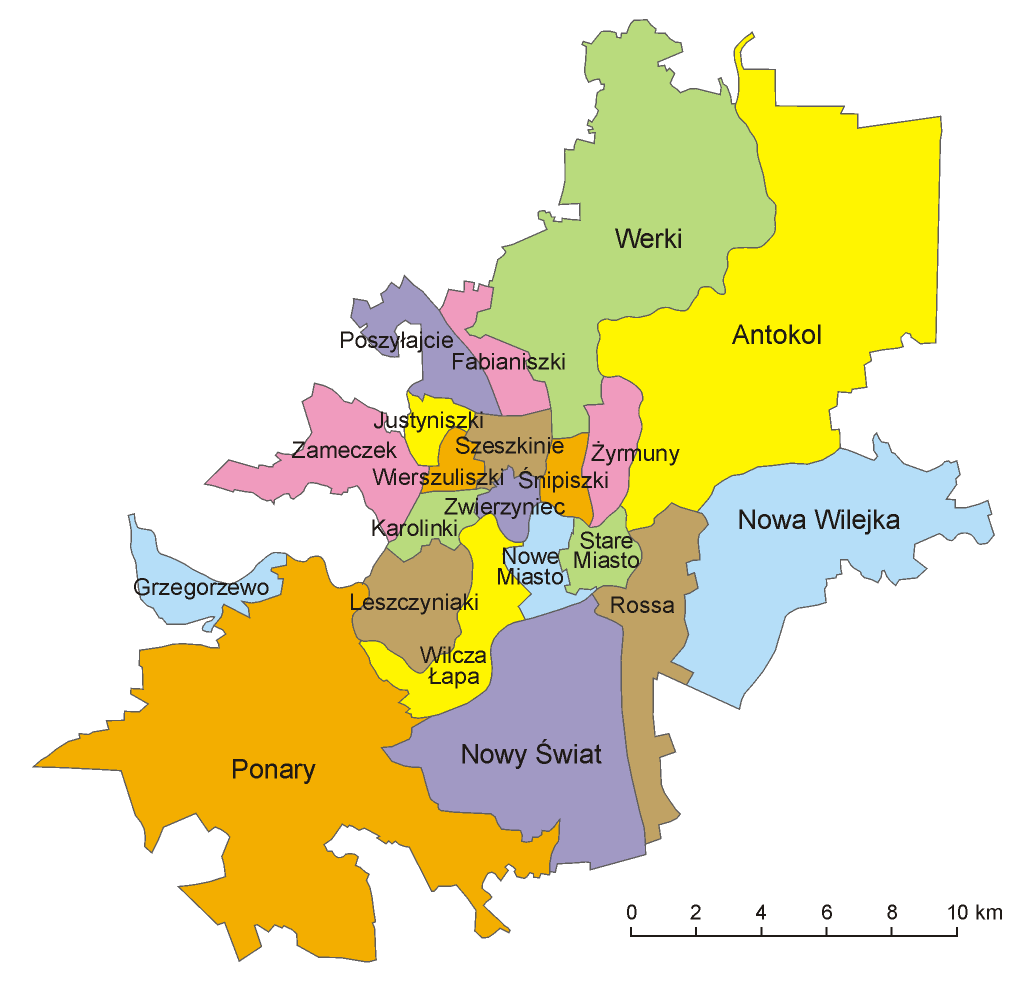
Mapa podziału administracyjnego Wilna

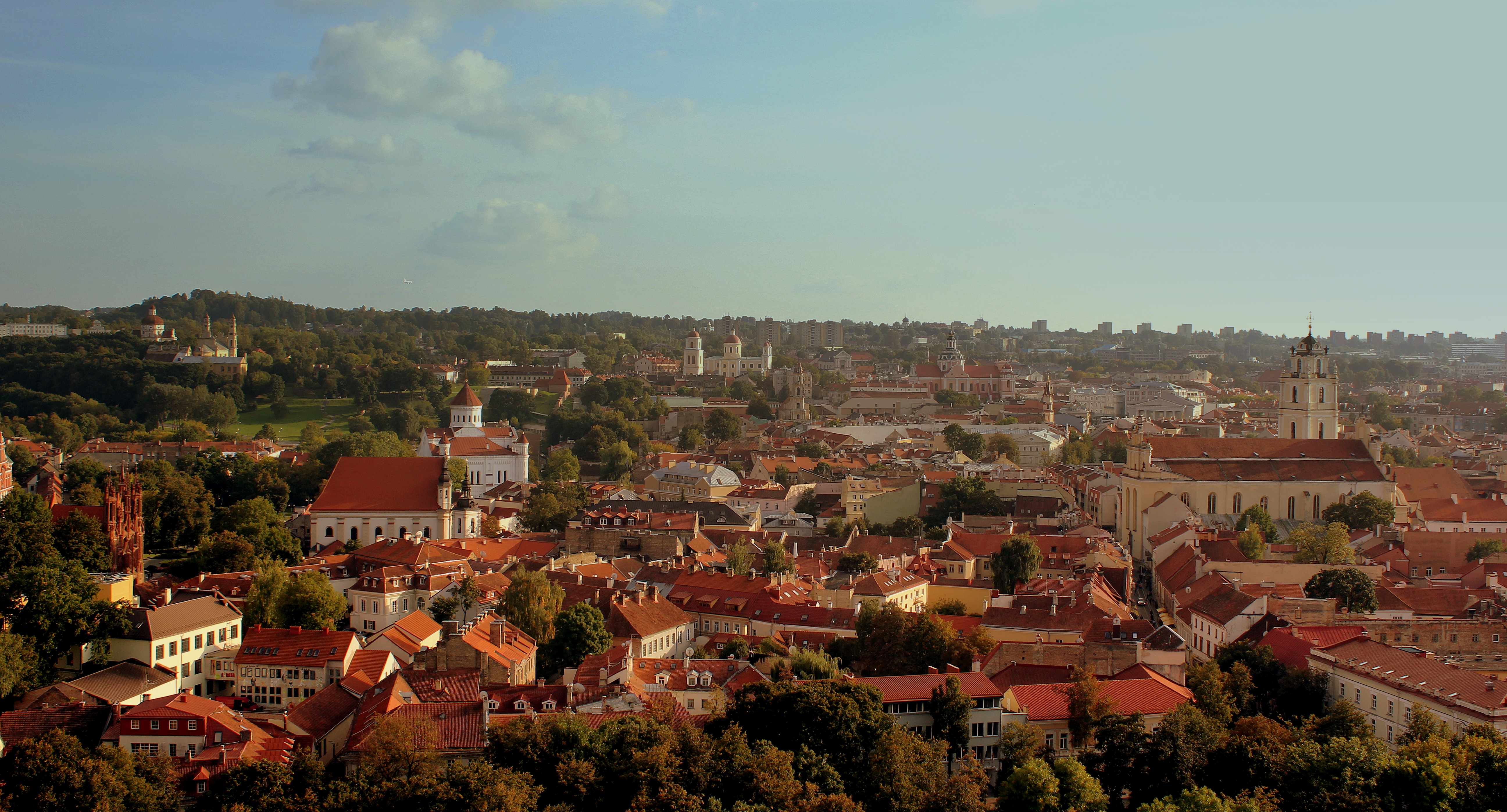
Stare Miasto

Wilno dzieli się na 20 dzielnic (gmin):
- Antokol
- Fabianiszki
- Justyniszki
- Karolinka
- Leszczyniaki
- Nowa Wilejka
- Nowe Miasto
- Nowy Świat
- Ponary
- Poszyłajcie
- Rossa
- Stare Miasto
- Szeszkinia
- Śnipiszki
- Werki
- Wierszuliszki
- Wilcza Łapa
- Zameczek
- Zwierzyniec
- Żyrmuny

## Zabytki

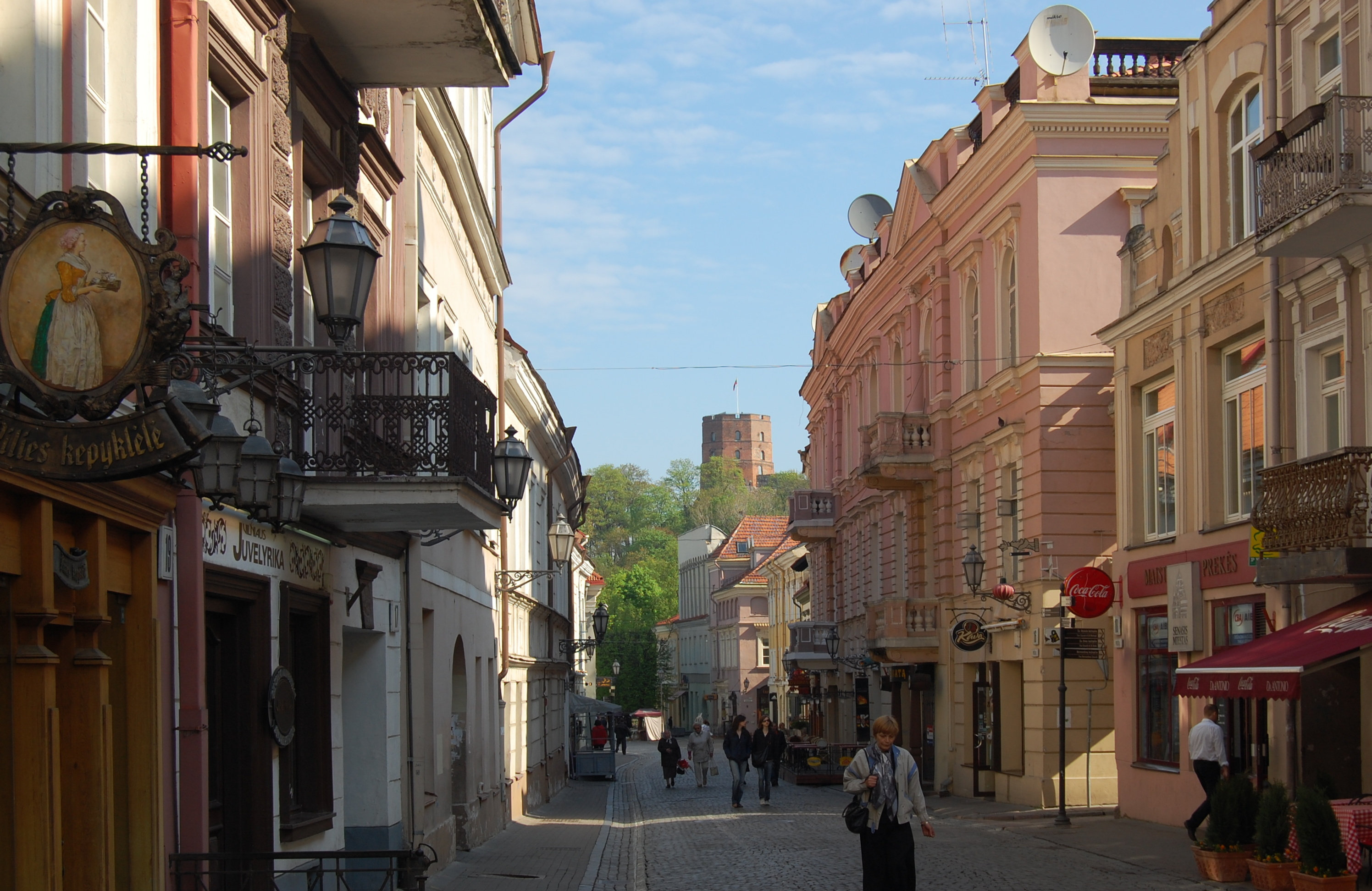
Ulica Zamkowa

W 1994 Stare Miasto w Wilnie zostało wpisane na listę światowego dziedzictwa UNESCO.
W Wilnie jest 40 kościołów, z których najbardziej okazałe, to barokowy kościół św. Piotra i Pawła na Antokolu (1668–1676) zawierający ponad 2000 rzeźb oraz kaplica w Ostrej Bramie (Bramie Miednickiej) ze słynnym obrazem Matki Boskiej Ostrobramskiej. Miasto leży na trasie Europejskiego Szlaku Gotyku Ceglanego.

### Zabytki gotyckie
- Baszta Giedymina – pozostałości Zamku Górnego
- Kościół św. Anny (XVI w.)
- Kościół św. Franciszka i św. Bernarda (Bernardynów) (XVI w.)
- Kościół św. Mikołaja (XV w.) – najstarsza gotycka budowla miasta
- Kościół św. Trójcy (XVI w.) – znajduje się tu pierwszy obraz Jezusa Miłosiernego

### Zabytki renesansowe
- Zamek Dolny (rekonstrukcja)
- Alumnat papieski
- Kościół św. Michała (Bernardynek)

Przykładowe zabytki gotyckie i renesansowe:
Kościół św. Mikołaja (gotycki)
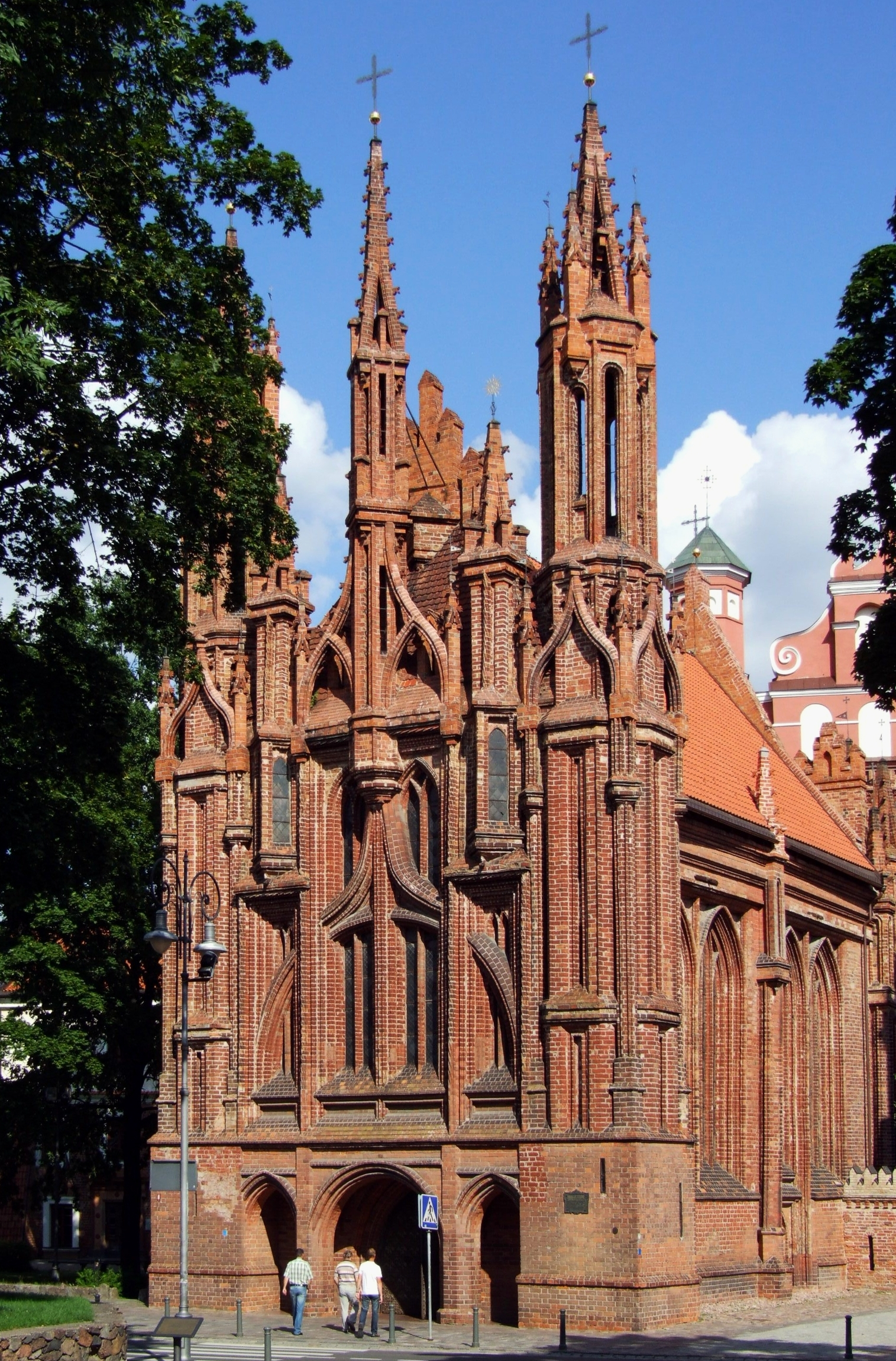
Kościół św. Anny (gotycki)
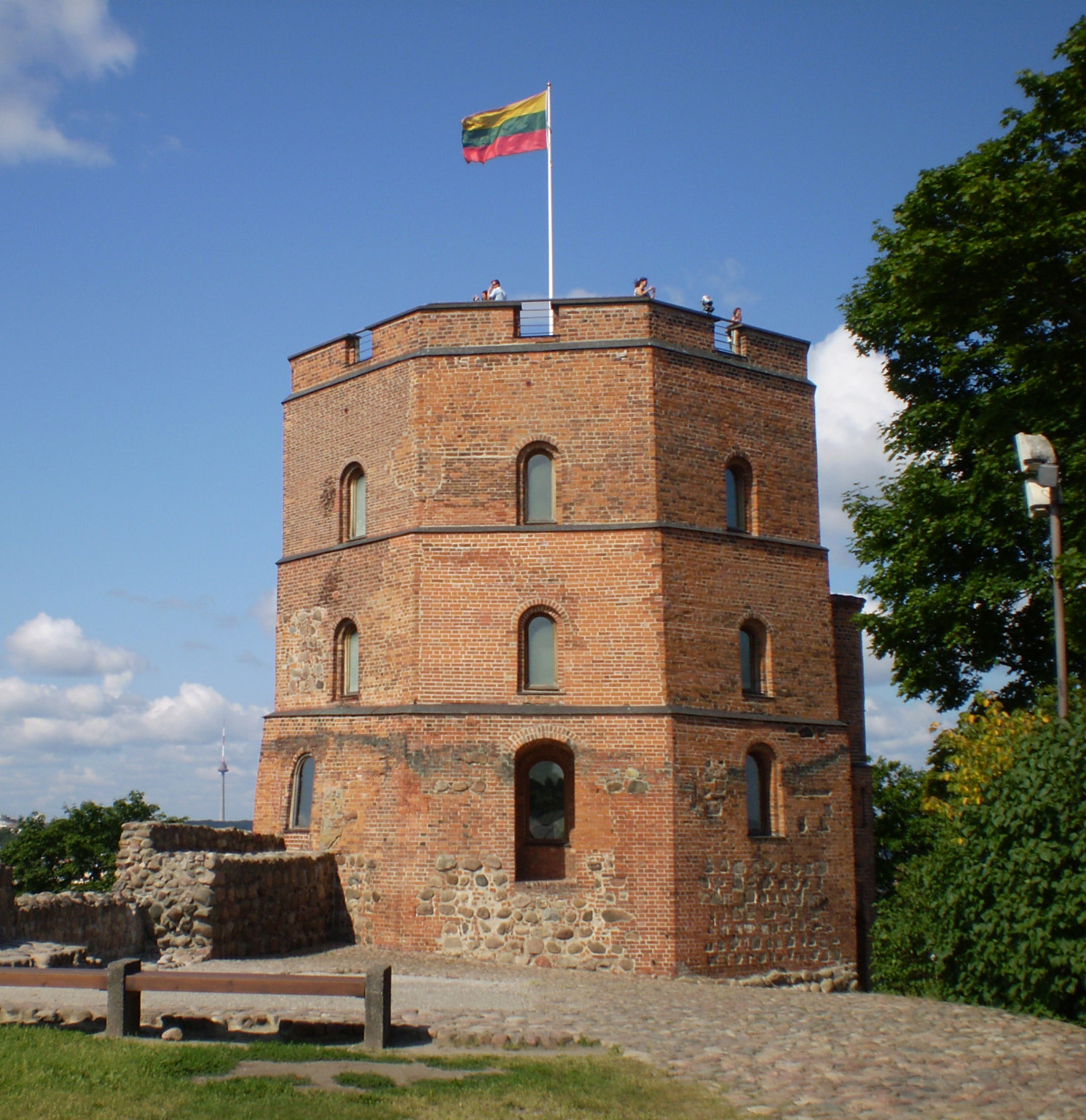
Baszta Giedymina (gotycka)
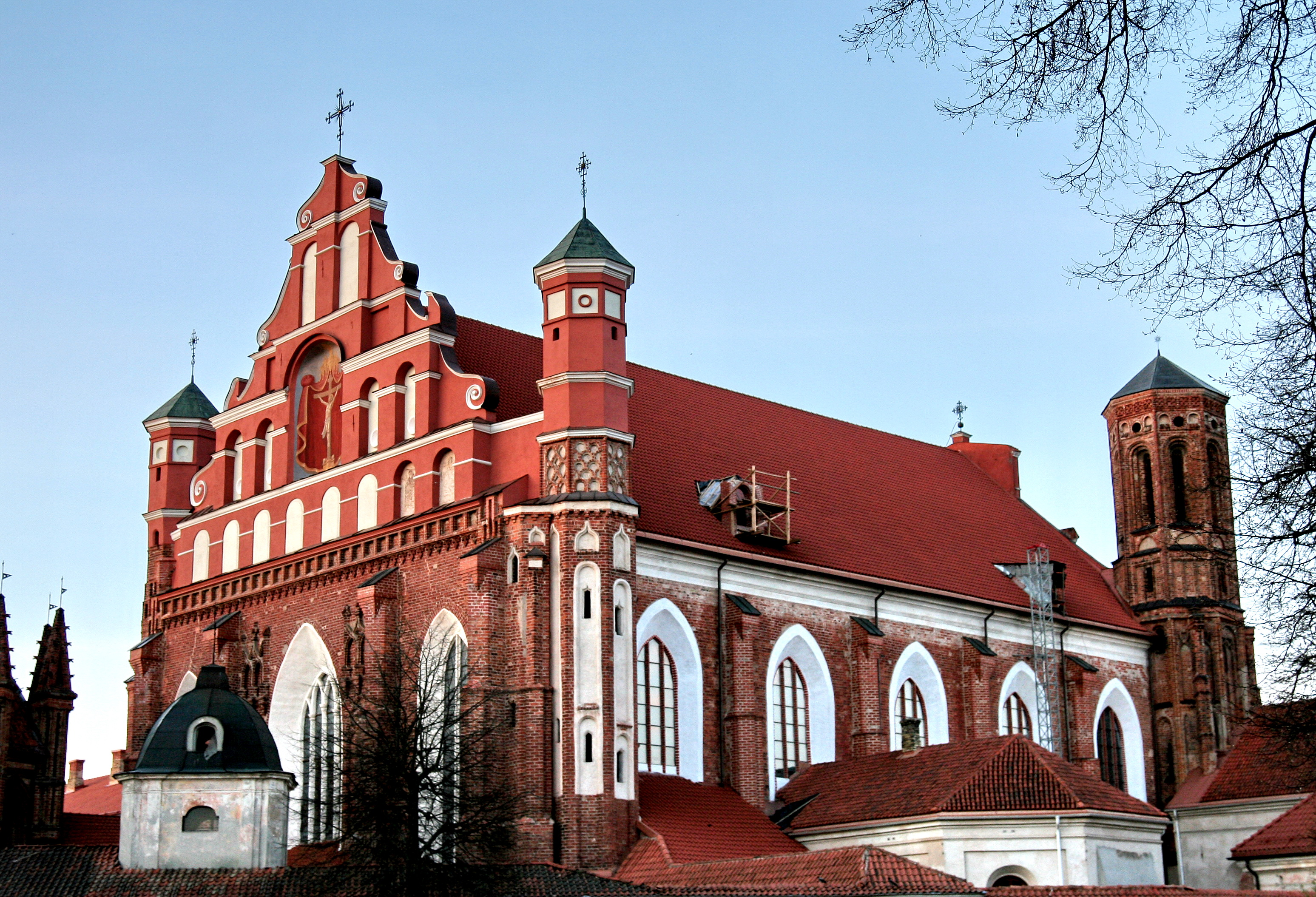
Kościół bernardynów (gotycko-renesansowo-barokowy)
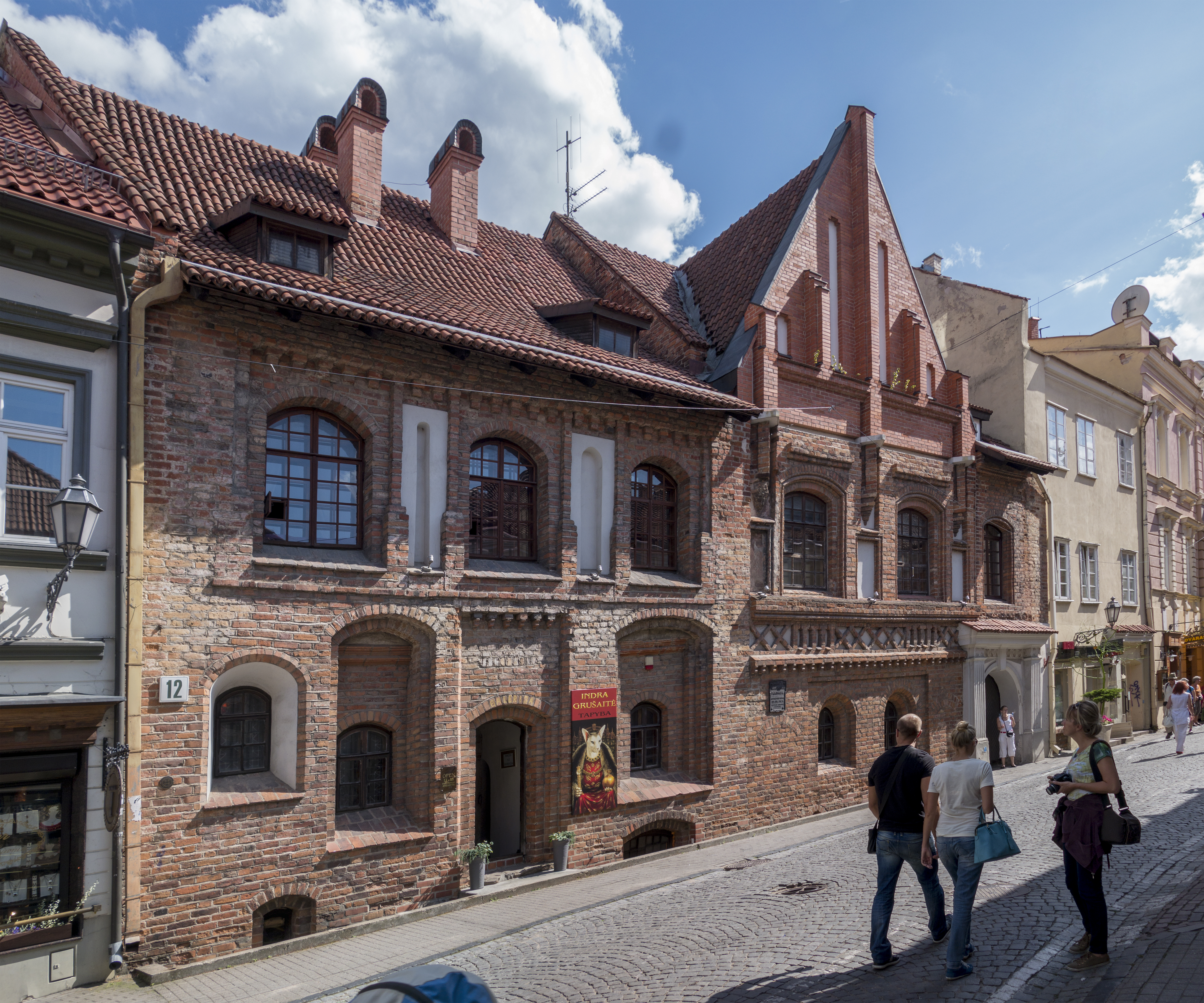
Gotycka kamienica przy ul. Zamkowej
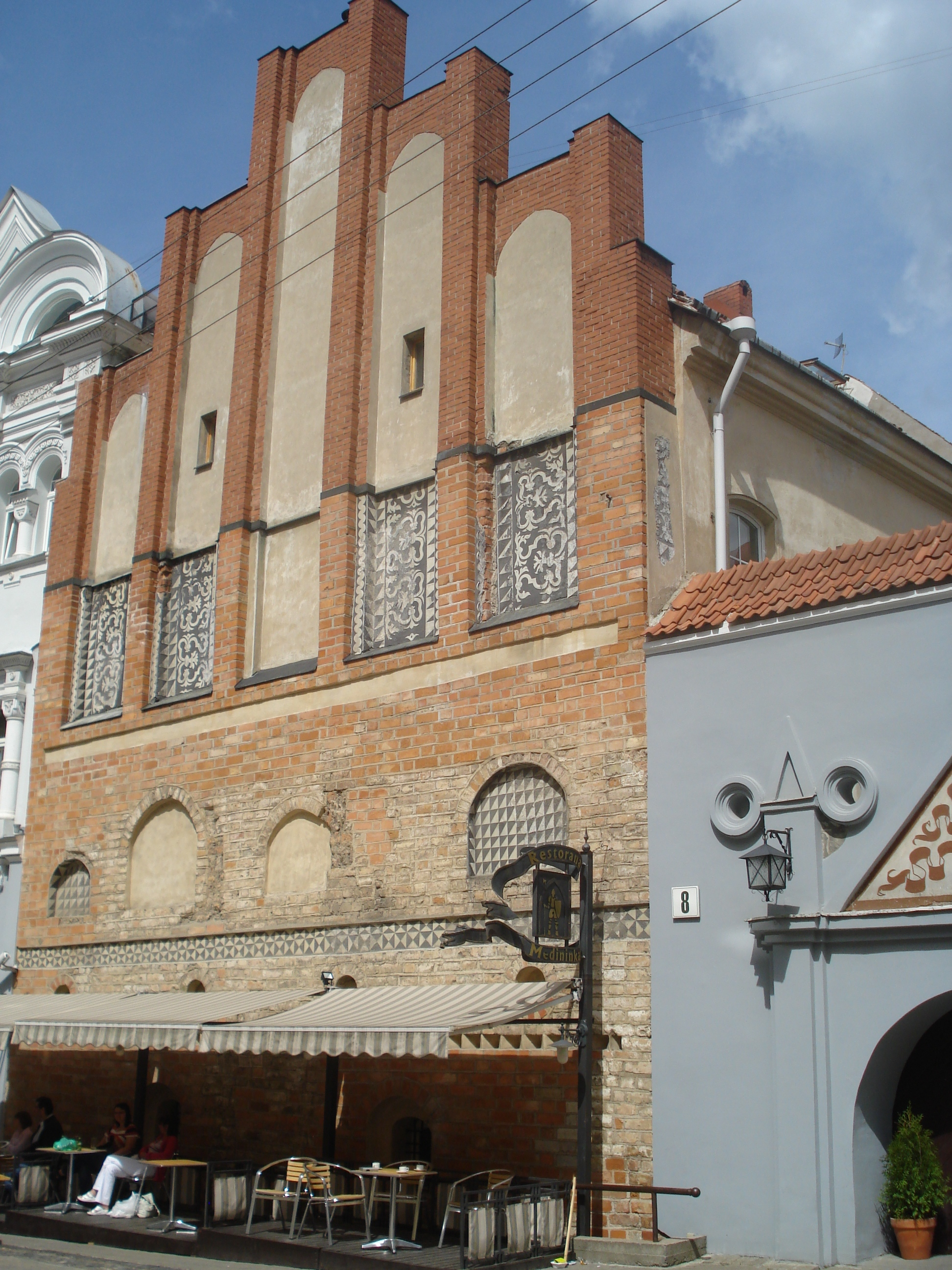
Kamienica gotycka przy ul. Ostrobramskiej
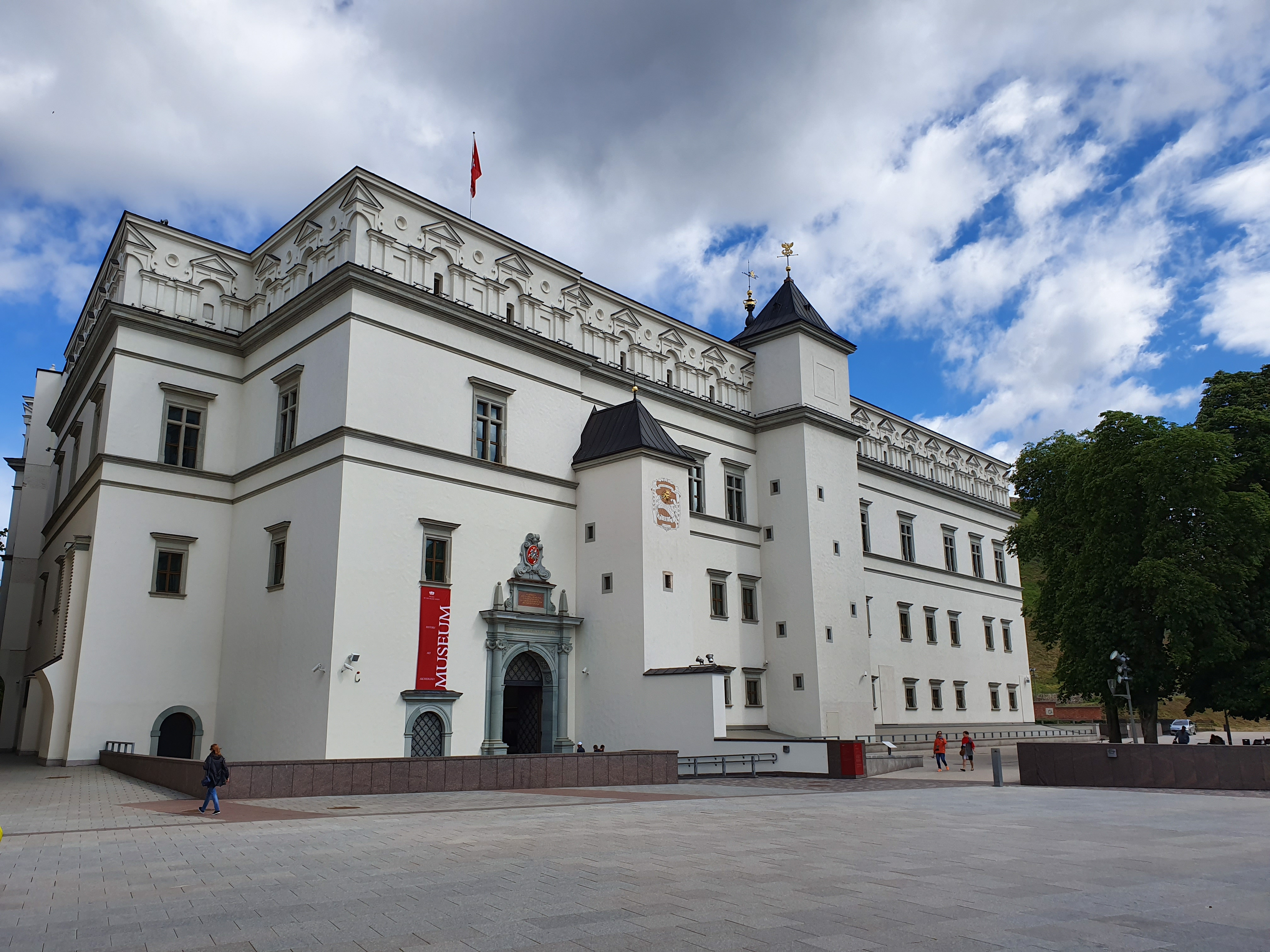
Zrekonstruowany Zamek Dolny (renesansowy)

### Zabytki barokowe

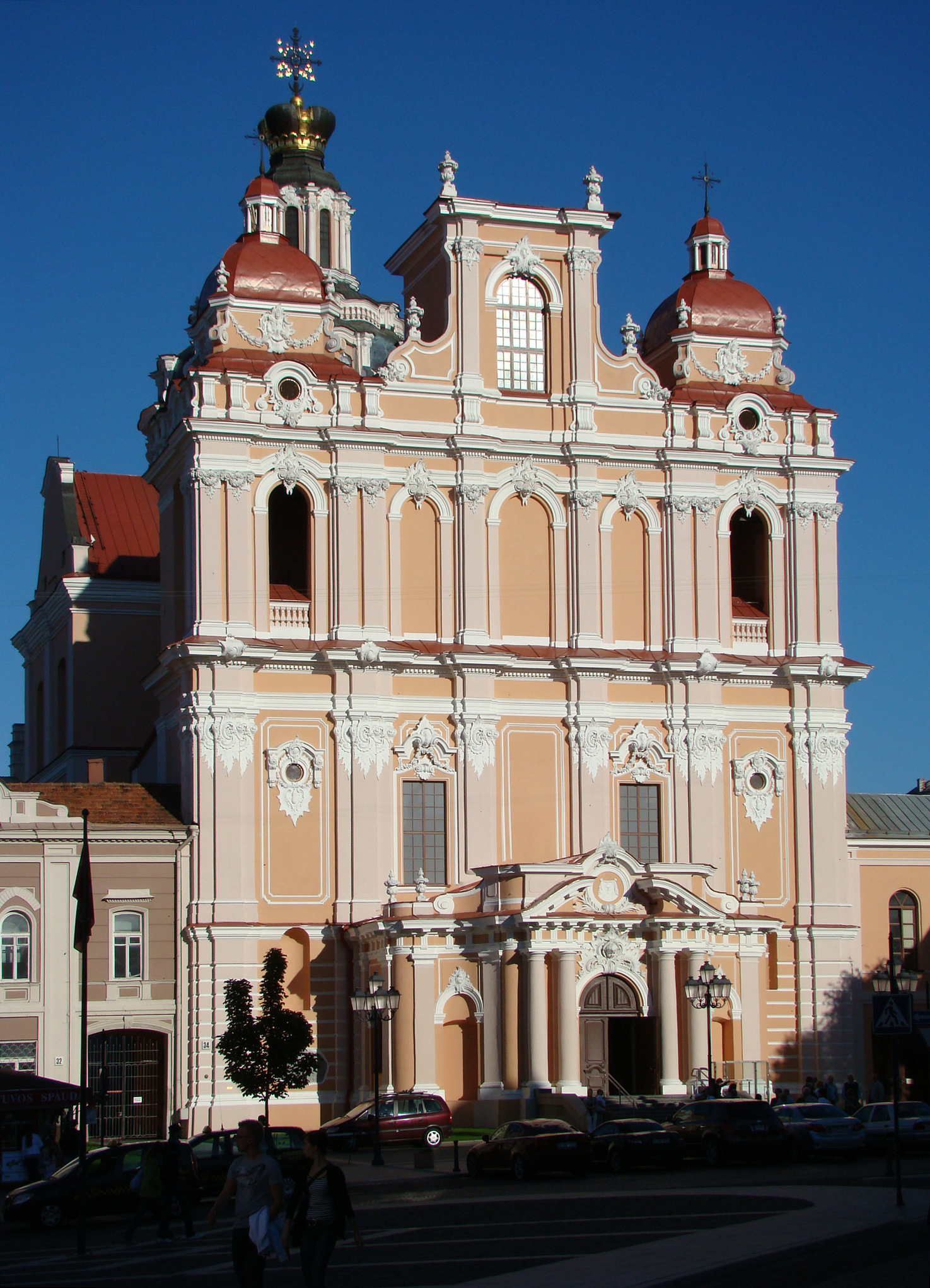
Kościół św. Kazimierza w Wilnie – pierwsza barokowa świątynia miasta

- Kaplica św. Kazimierza w katedrze św. Stanisława
- Uniwersytet Wileński
- Kościół pw. Wniebowzięcia NMP (pierwotnie gotycki z pocz. XV w., po zniszczeniach odbudowany w stylu barokowym w latach 1773–1780)[48]
- Monaster Świętego Ducha, XVII w.
- Cerkiew i klasztor Bazylianów (XVII w.)
- Kościół Misjonarzy (1695–1730)
- Kościół św. Jakuba i Filipa (1690–1737)
- kościół św. Jana Chrzciciela i św. Jana Ewangelisty (przebudowany 1738–1749)
- Kościół św. Katarzyny (1622)
- Kościół św. Kazimierza (1604–1616) przebudowany XVII-XIX w.)
- Kościół św. Rafała (XVIII w.)
- Kościół św. Piotra i Pawła na Antokolu
- Kościół św. Szczepana w Wilnie (ok. 1600)
- Kościół św. Teresy (1635–1650)
- Kościół Trynitarzy na Antokolu (1694–1717) cerkiew do 1919 r.
- Kościół Wizytek (1715–1760)
- Kościół Wszystkich Świętych i klasztor karmelitów w Wilnie (1620–1631, rozbudowany XVIII w.)
- Kościół Świętego Ducha, pierwotnie gotycki, w 2 połowie XVIII w. po zniszczeniu przez pożar wzniesiony na nowo
- Kaplica św. Kazimierza w katedrze wileńskiej
- Pałac Sapiehów na Antokolu (w 2018 roku przekazany Centrum Sztuki Współczesnej[49])
- Pałac Radziwiłłów
- Pałac Paców (obecnie Ambasada RP[50], Instytut Polski)

Przykładowe zabytki barokowe:
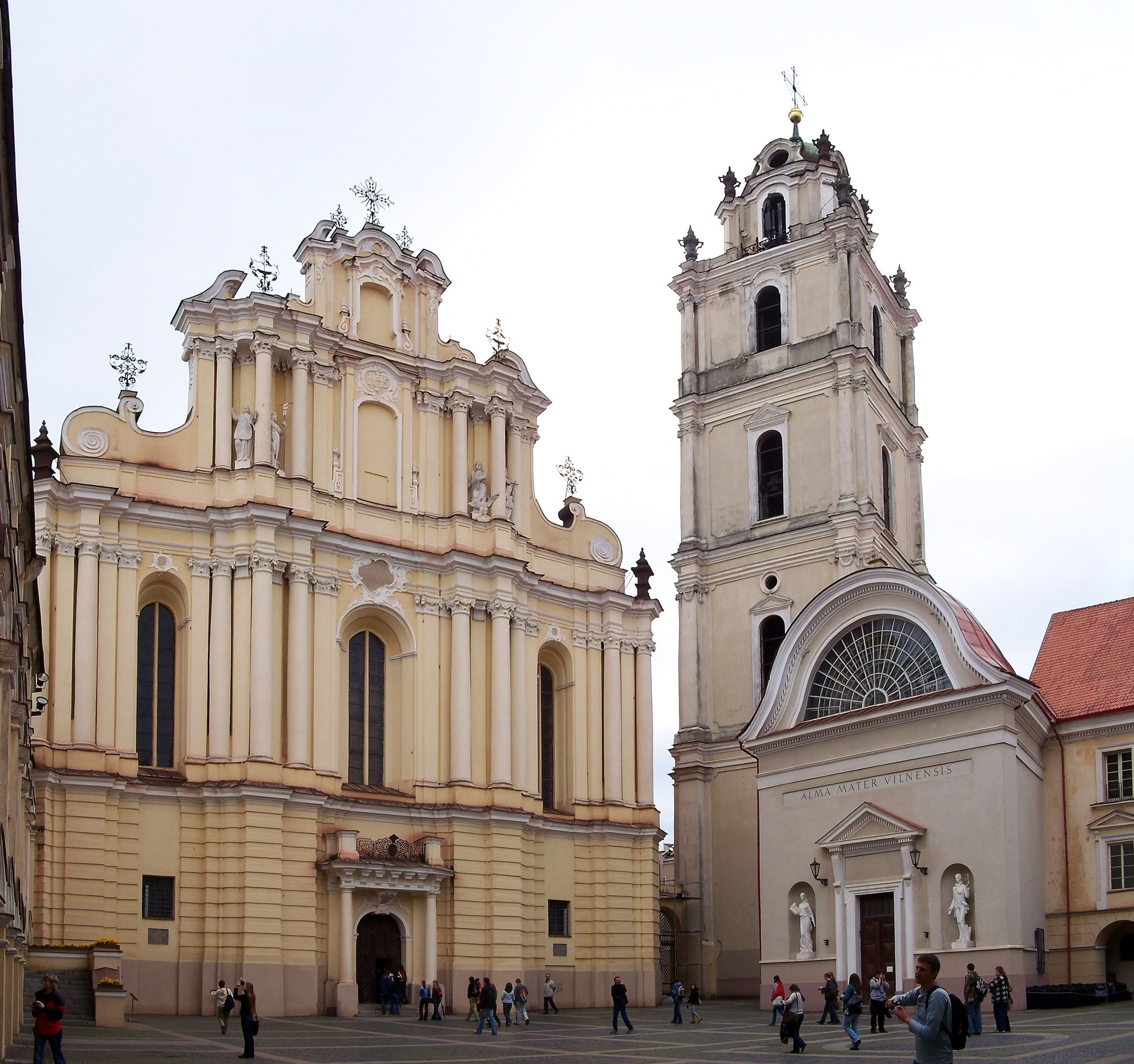
Kościół uniwersytecki św. Jana
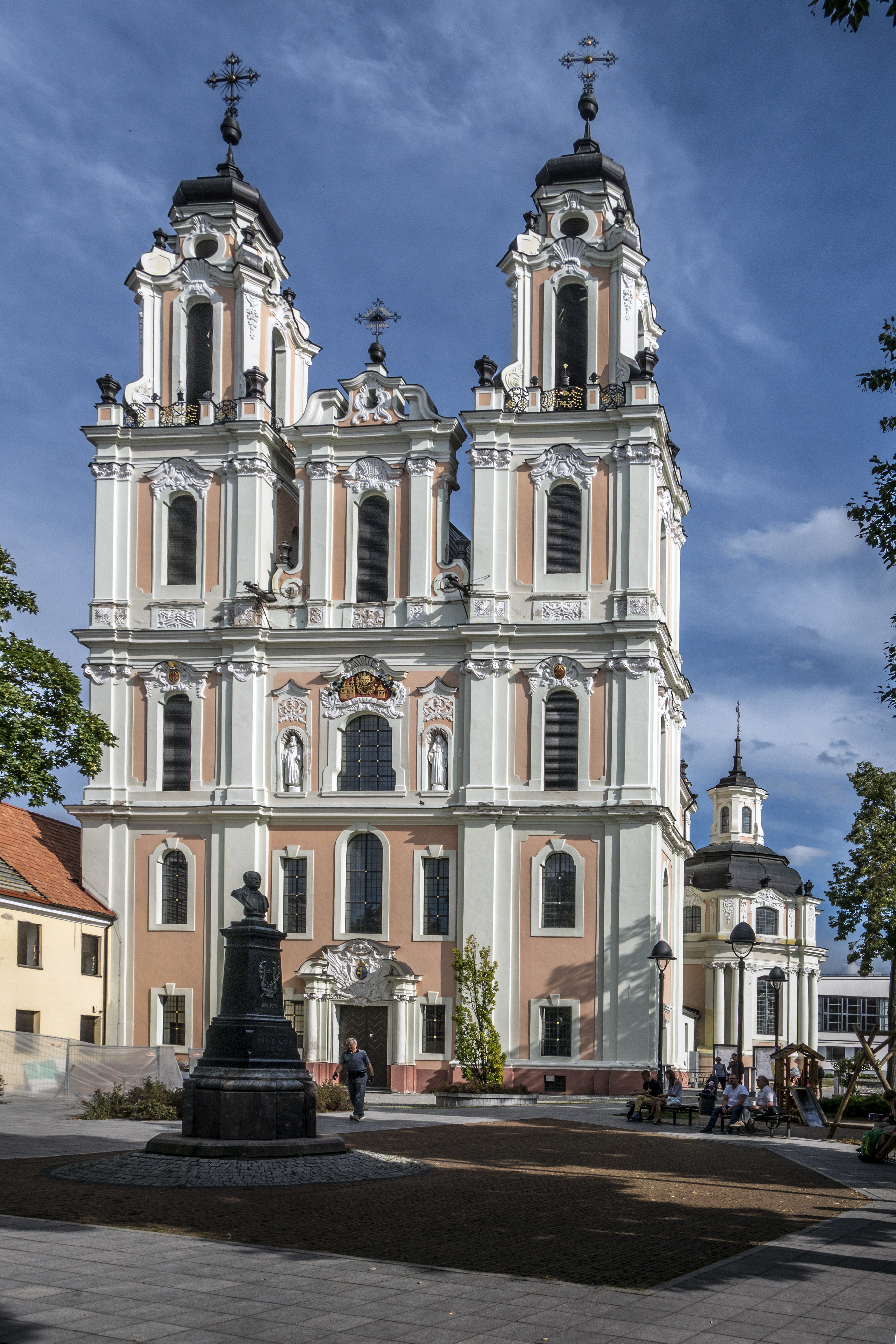
Kościół św. Katarzyny
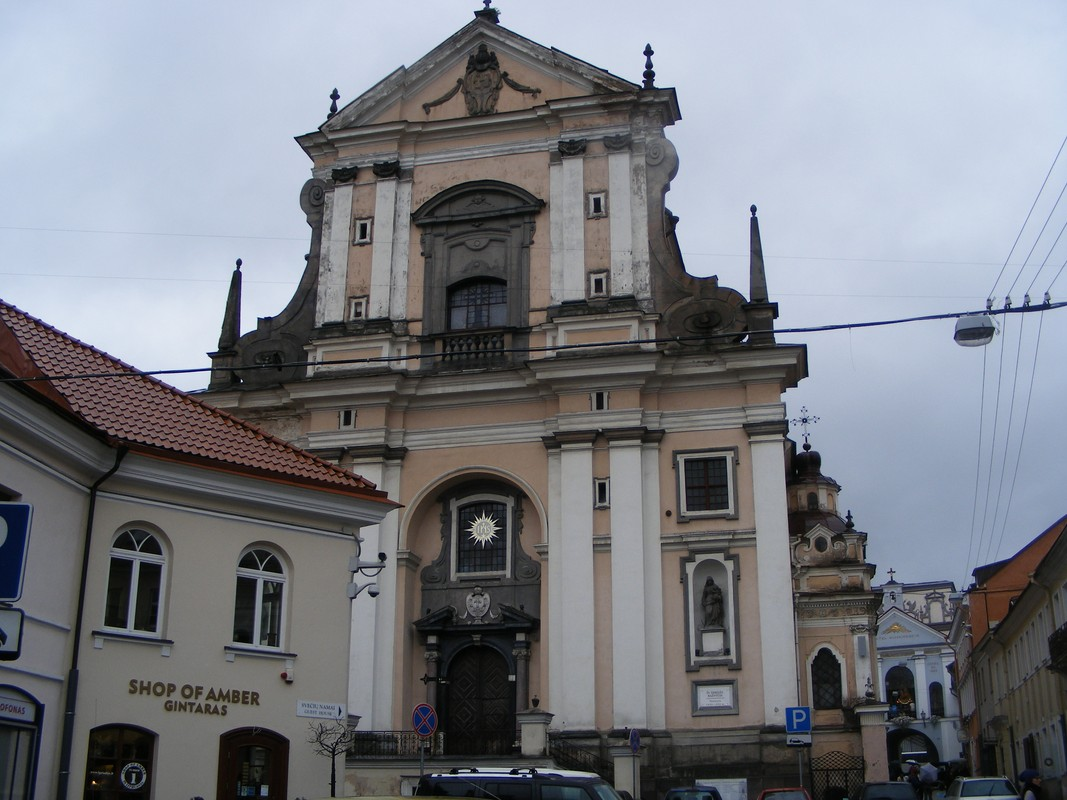
Kościół św. Teresy
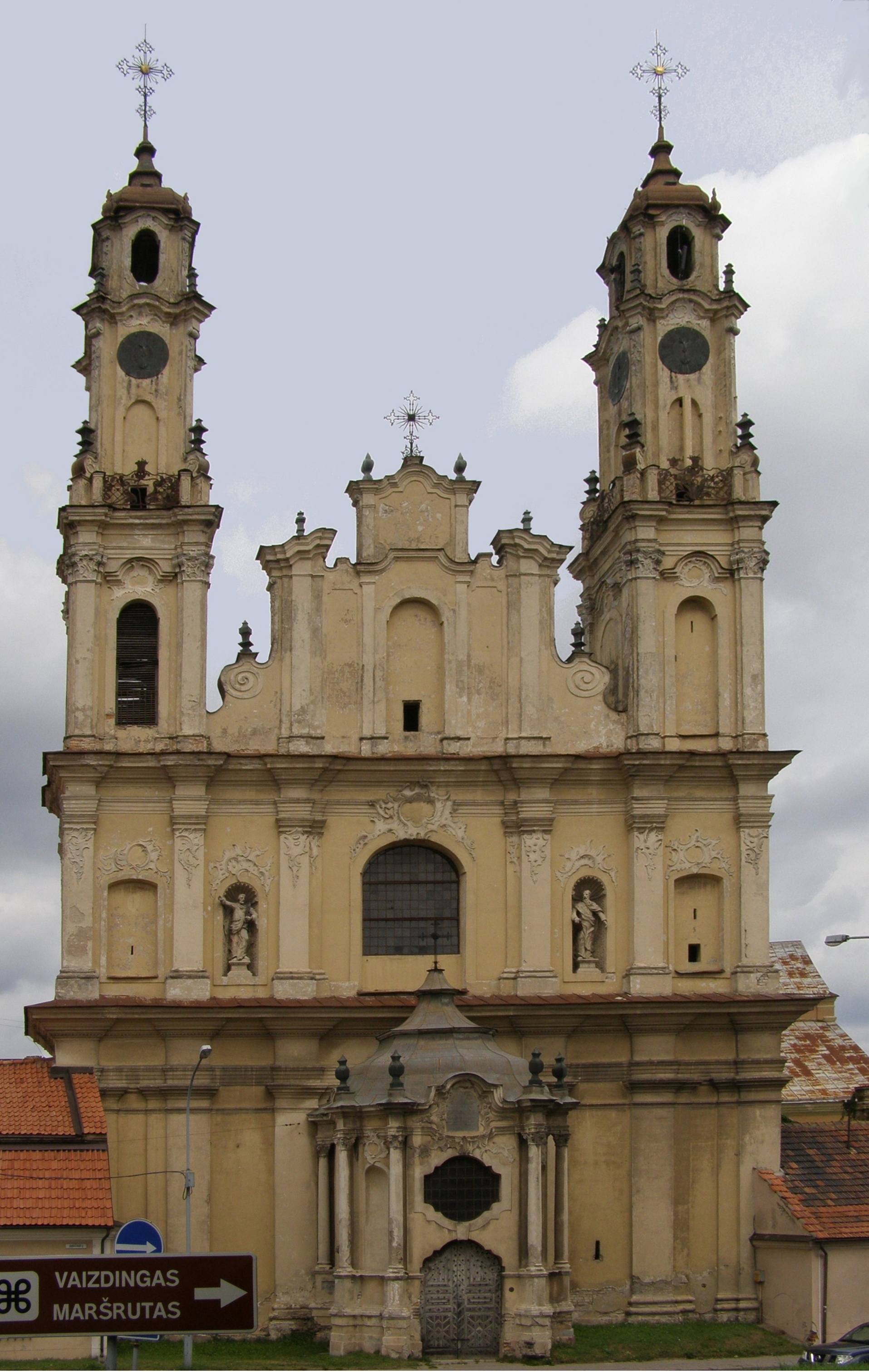
Kościół Misjonarzy
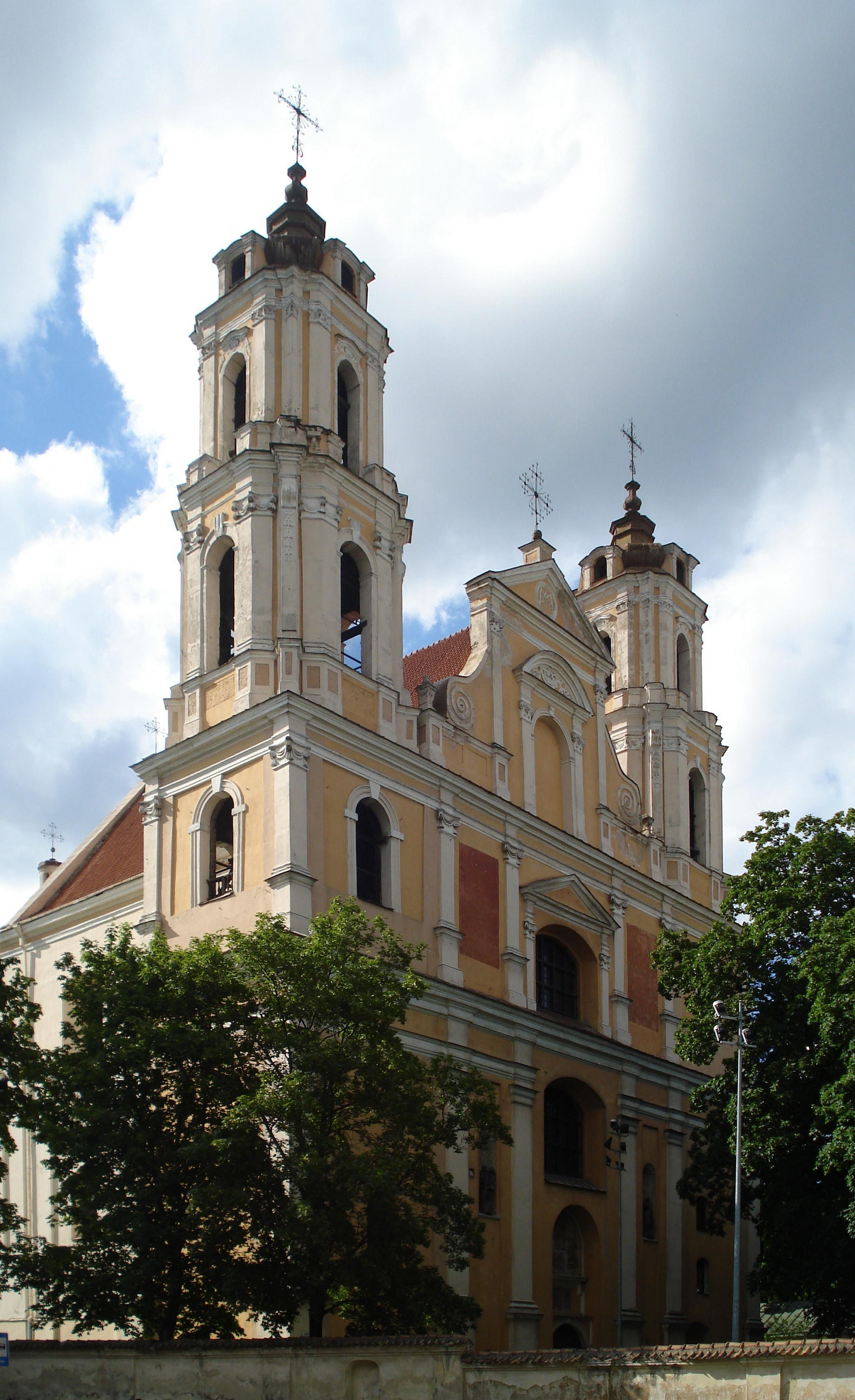
Kościół św. Jakuba i Filipa
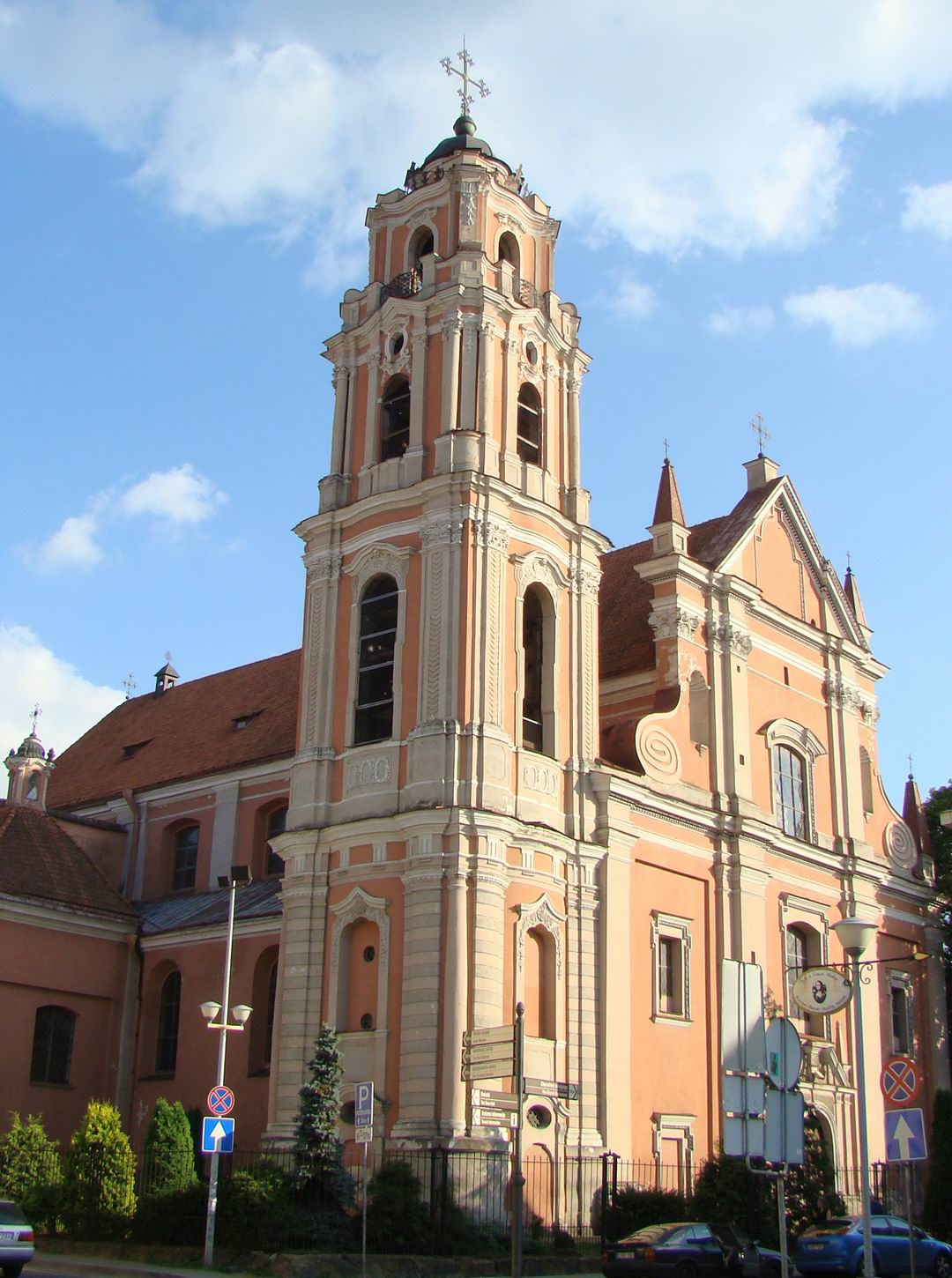
Kościół karmelitów
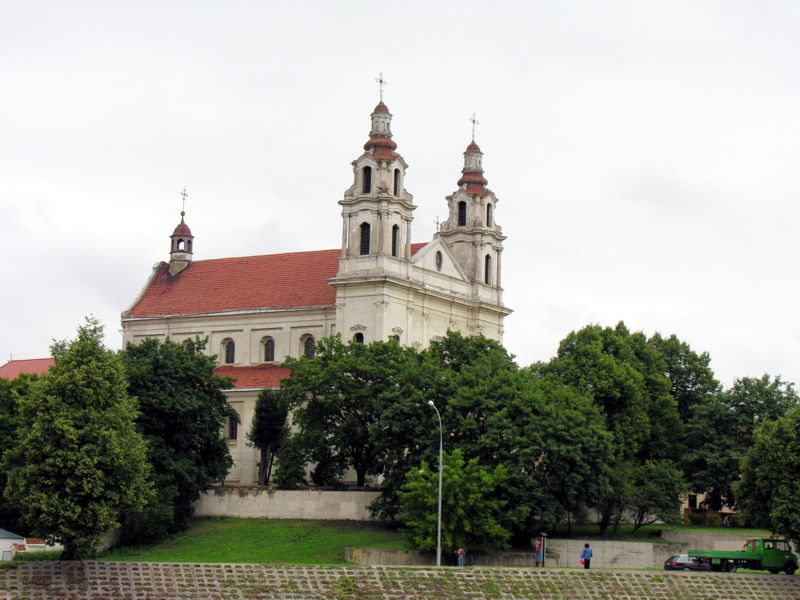
Kościół św. Rafała

### Zabytki klasycystyczne

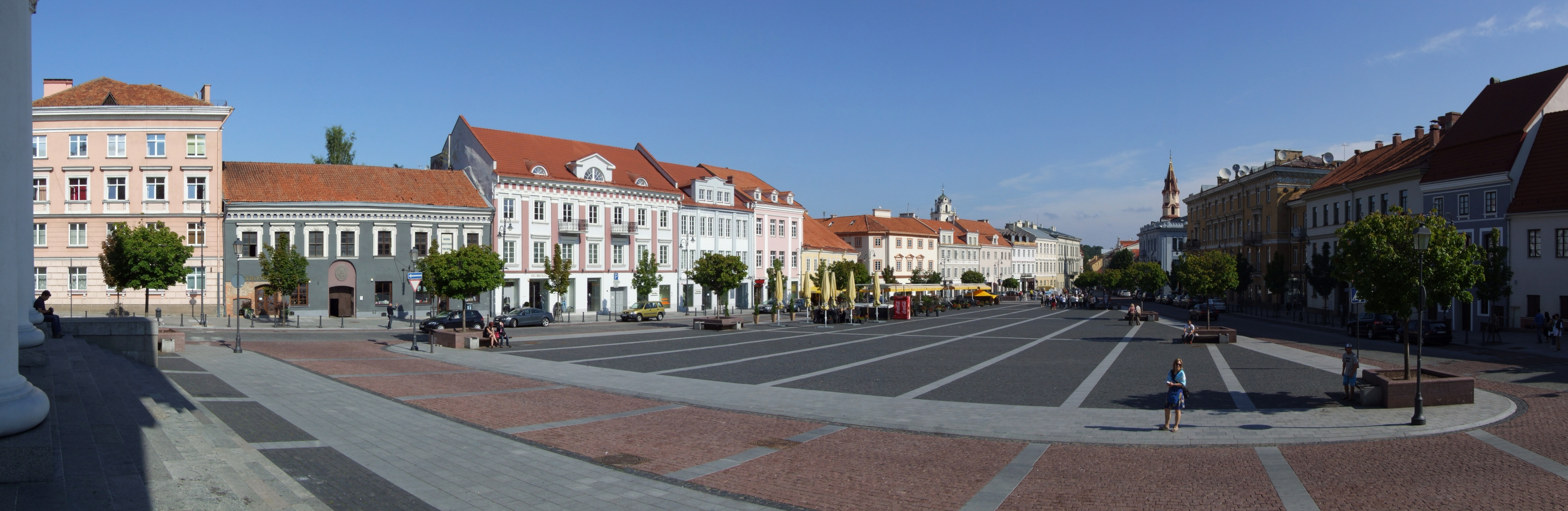
Plac Ratuszowy

- Bazylika archikatedralna św. Stanisława Biskupa i św. Władysława – jedno z miejsc spoczynku królów Polski
- Ratusz
- Pałac w Werkach
- Ostra Brama (późnogotycko-renesansowa brama z klasycystyczną kaplicą)
- Kościół ewangelicko-reformowany (XVI–XVIII w.)
- Pałac Tyszkiewiczów
- Pałac Chodkiewiczów
- Pałac Tyzenhauzów
- Pałac Paców przy ul. Wielkiej
- Cerkiew Świętego Ducha

Przykładowe zabytki klasycystyczne:
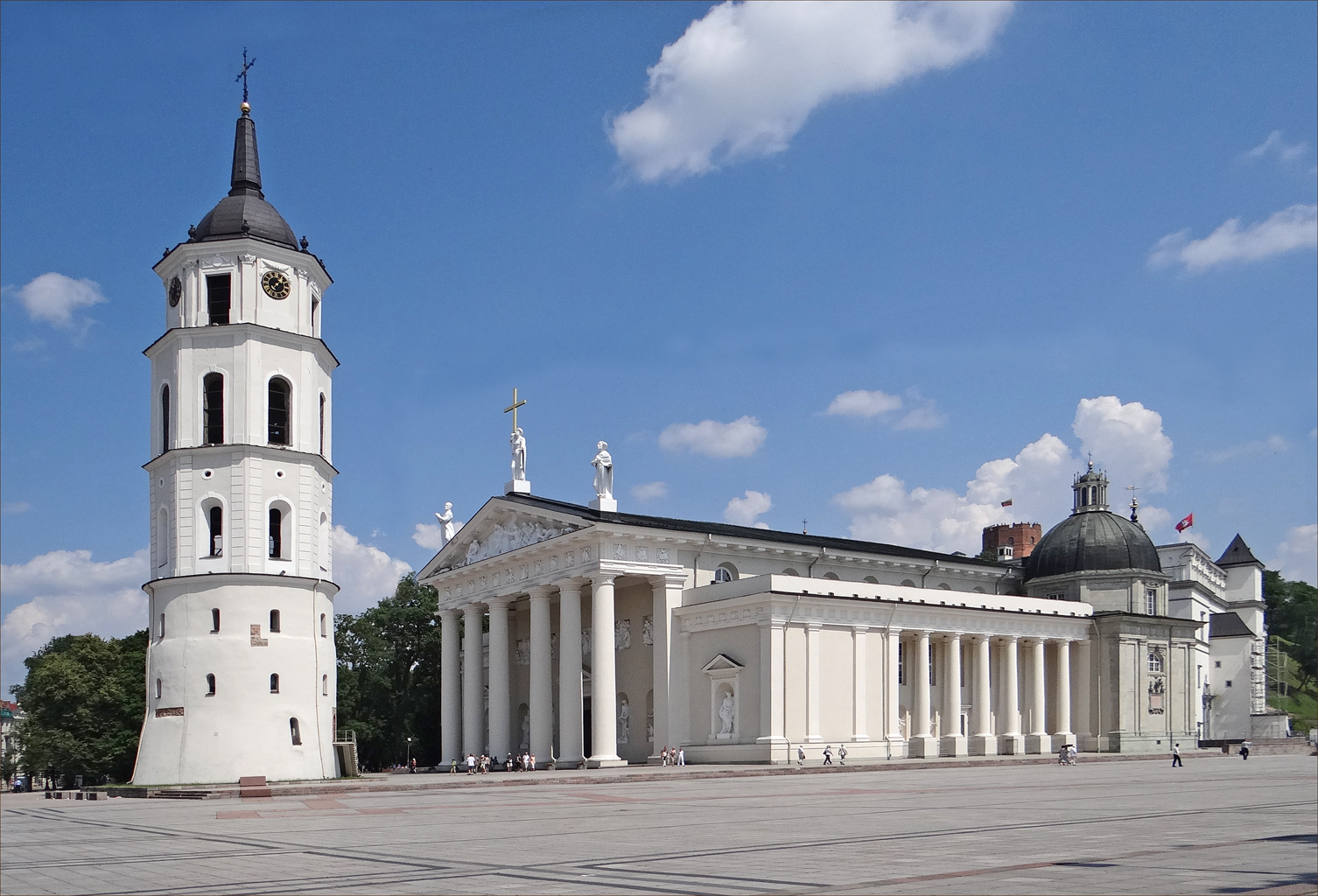
Bazylika archikatedralna św. Stanisława Biskupa i św. Władysława
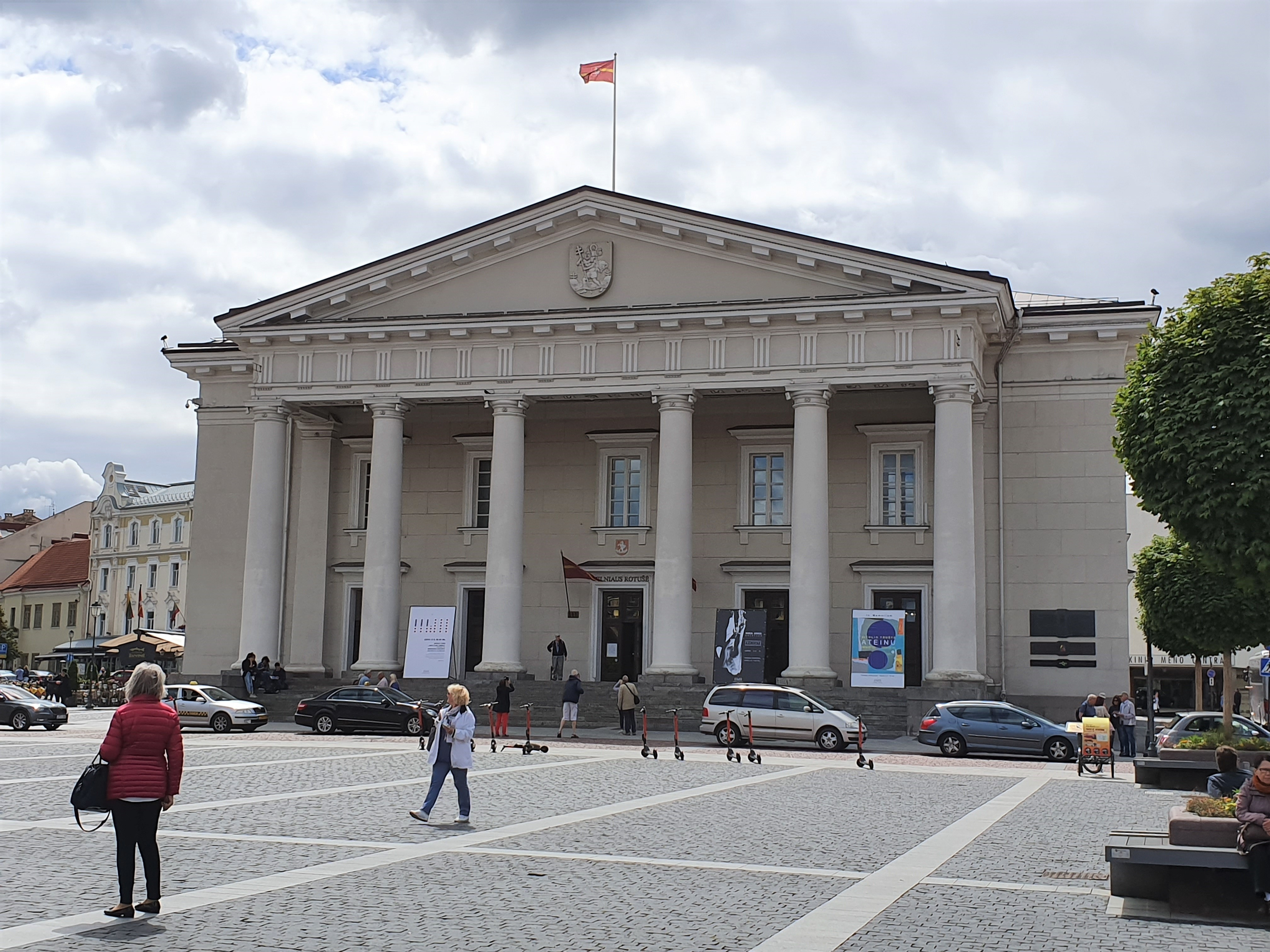
Ratusz
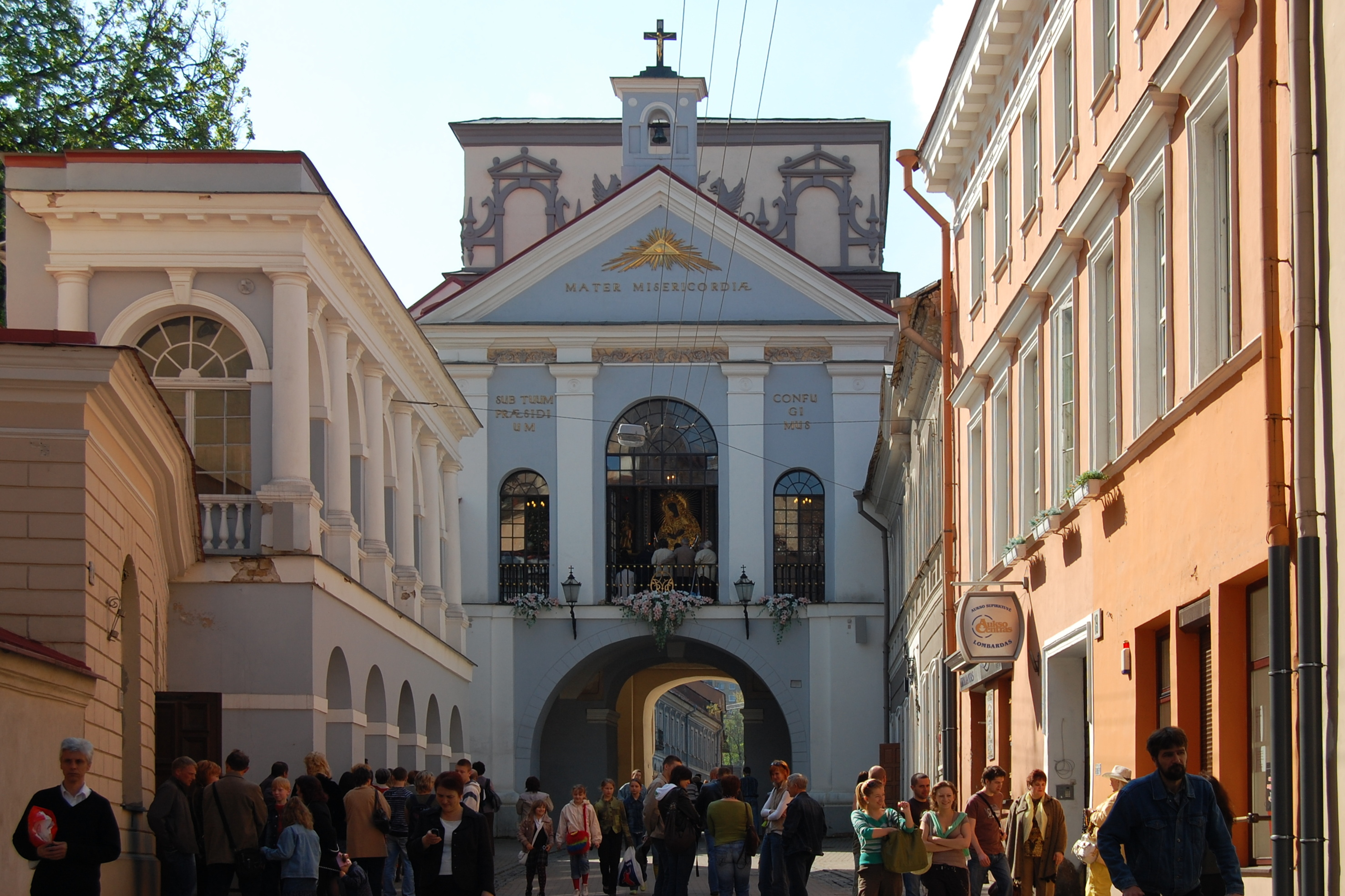
Kaplica Ostrobramska
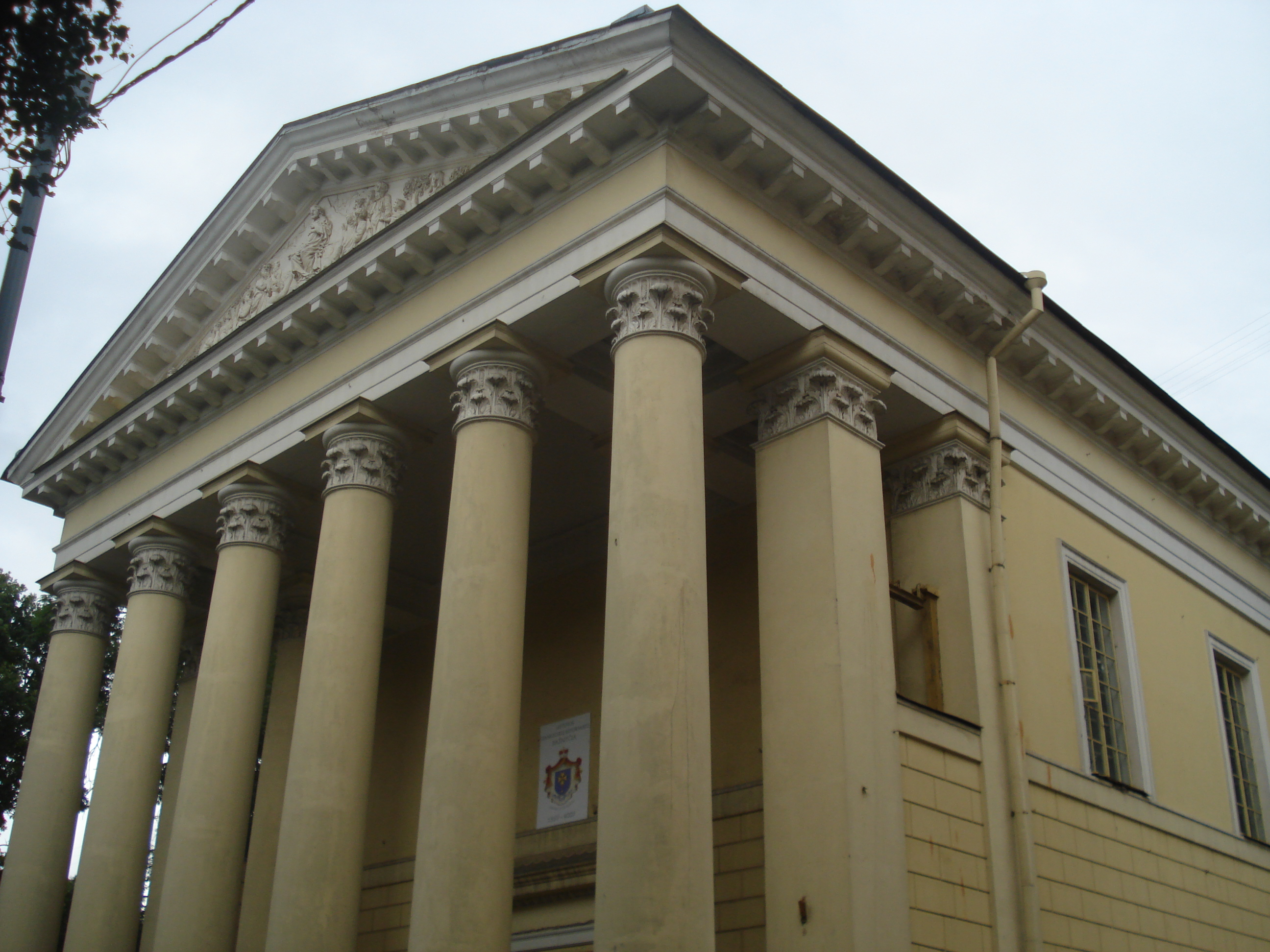
Kościół ewangelicko-reformowany
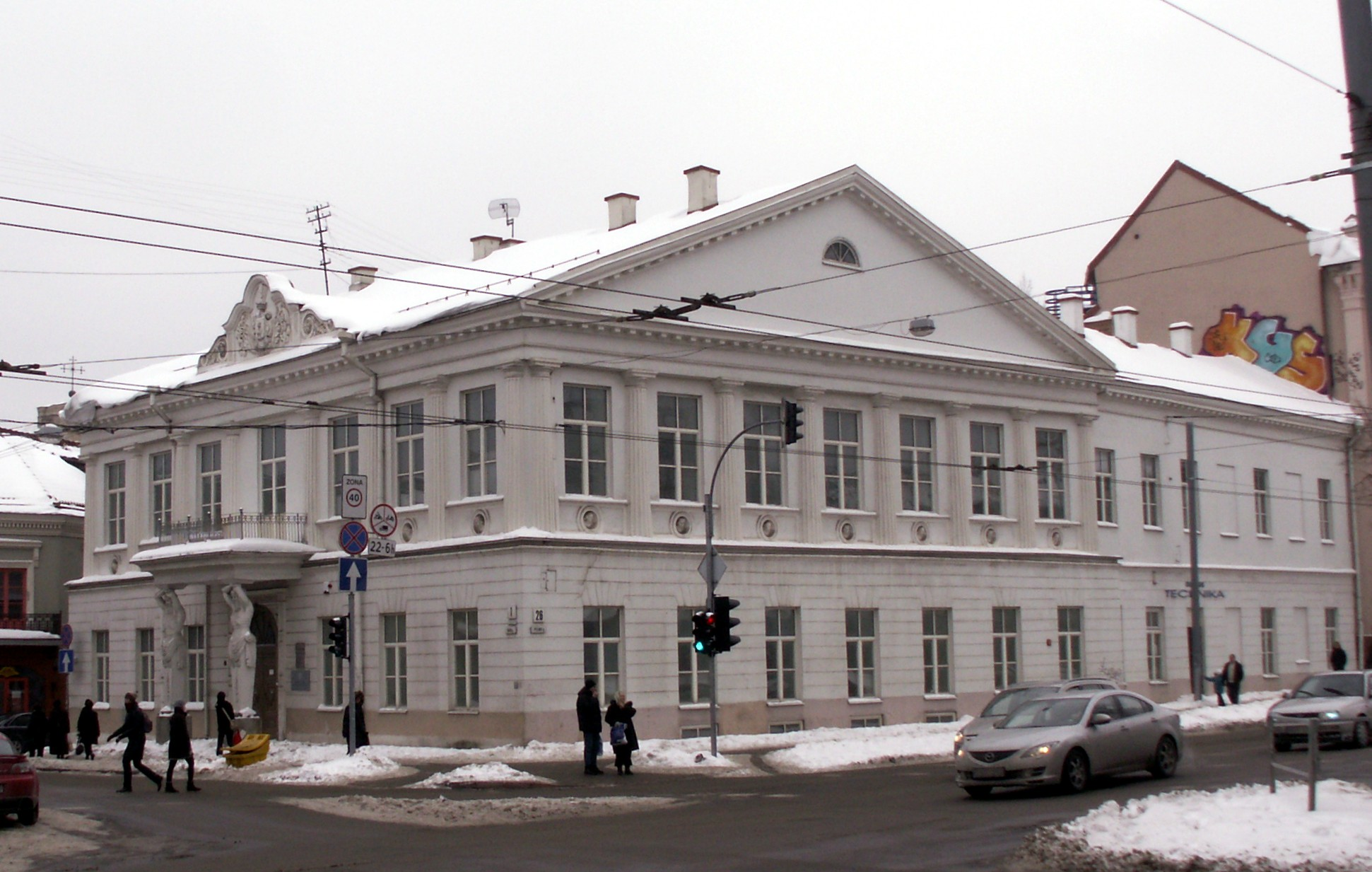
Pałac Tyszkiewiczów
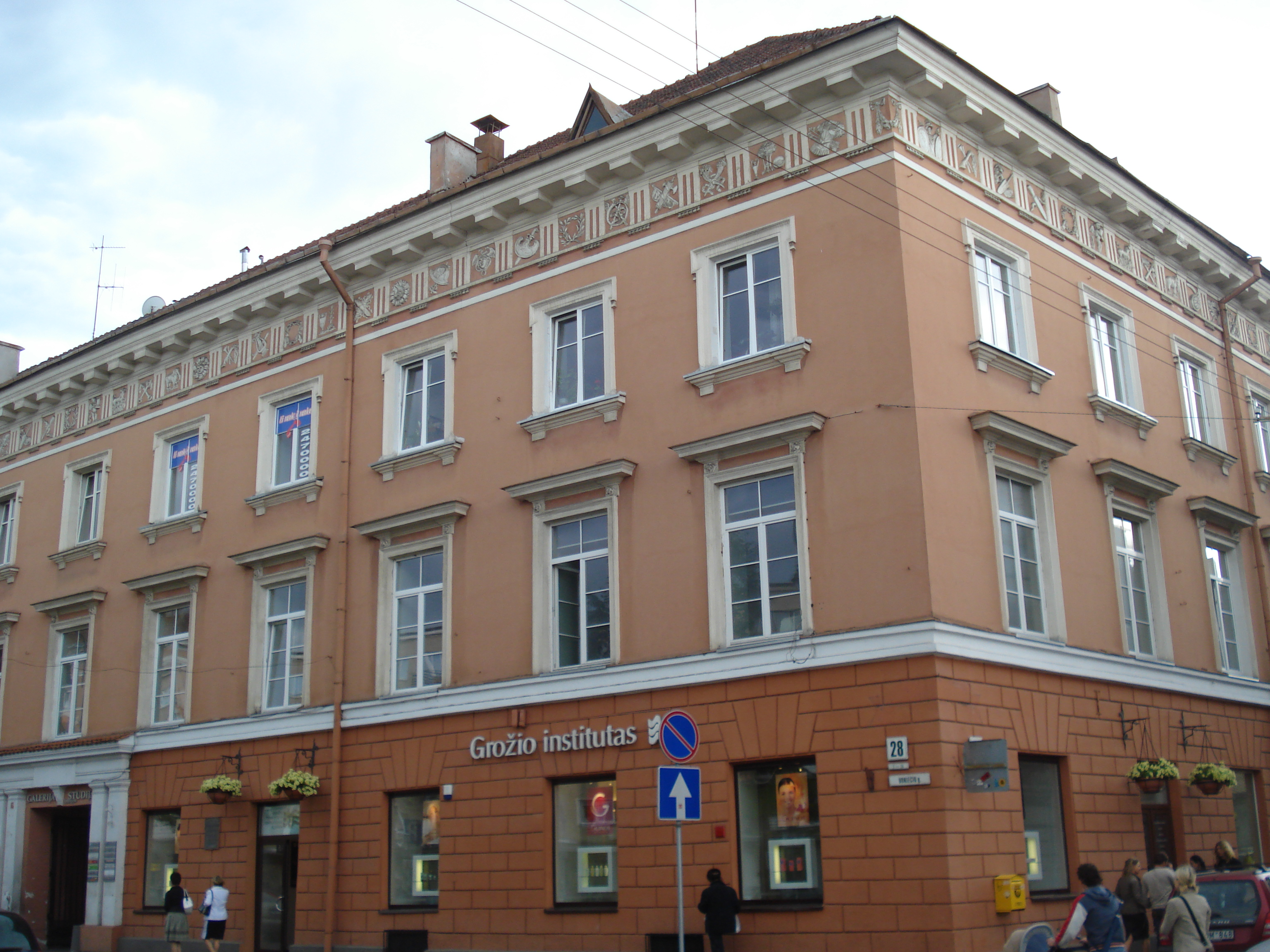
Pałac Tyzenhauzów

### Zabytki eklektyczne i neostylowe
- Synagoga Chóralna (1903)

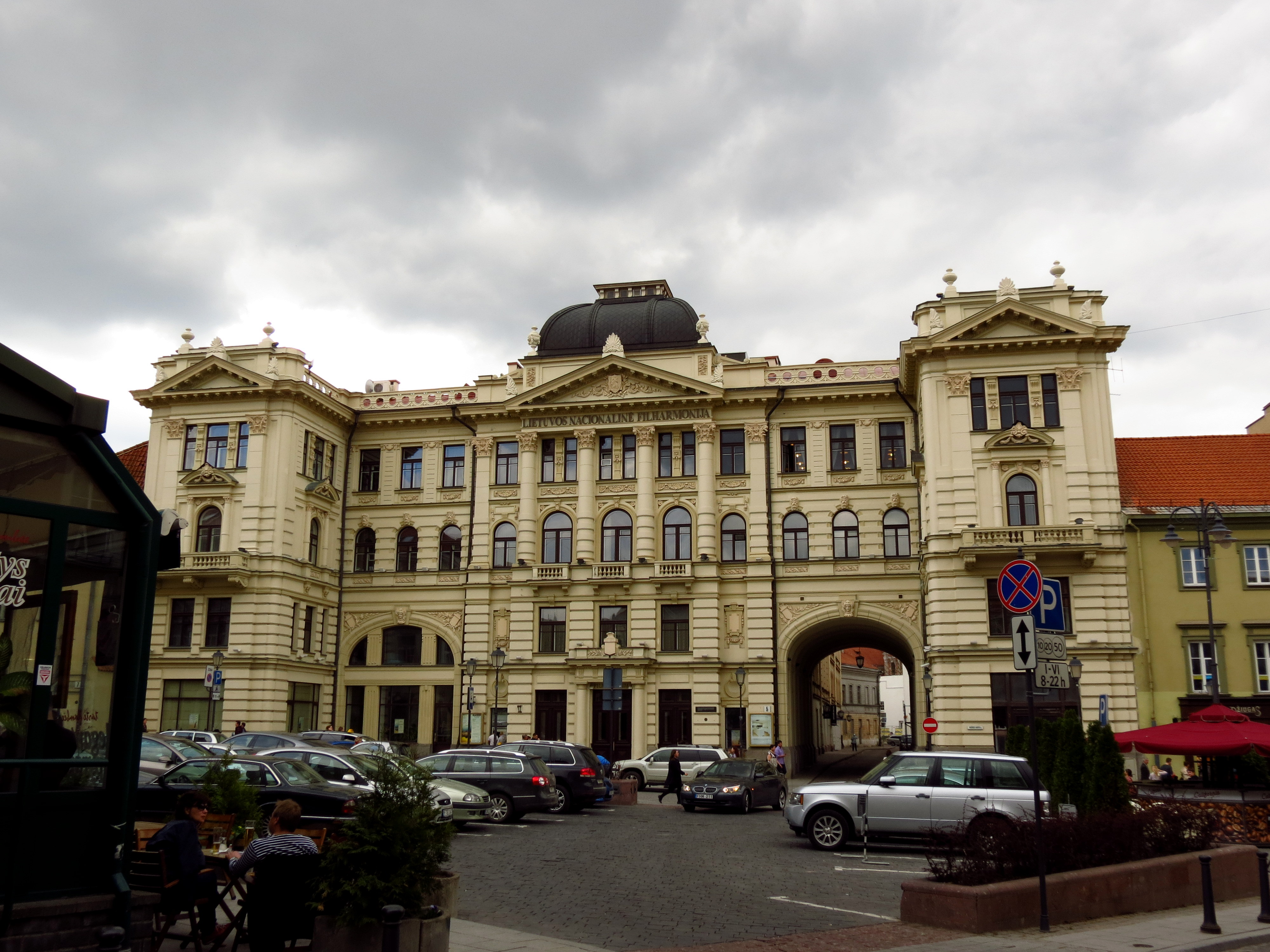
Filharmonia

- Kościół ewangelicko-augsburski (XIX w.)
- Filharmonia (1899–1902)
- „Zameczek” (1894–1900, J. Januszewski, A. Filipowicz-Dubowik)
- Więzienie na Łukiszkach
- Muzeum Ofiar Ludobójstwa (w Wilnie)

### Zabytki XIX- i XX-wiecznej architektury cerkiewnej – stylebizantyjsko-rosyjskii eklektyczny

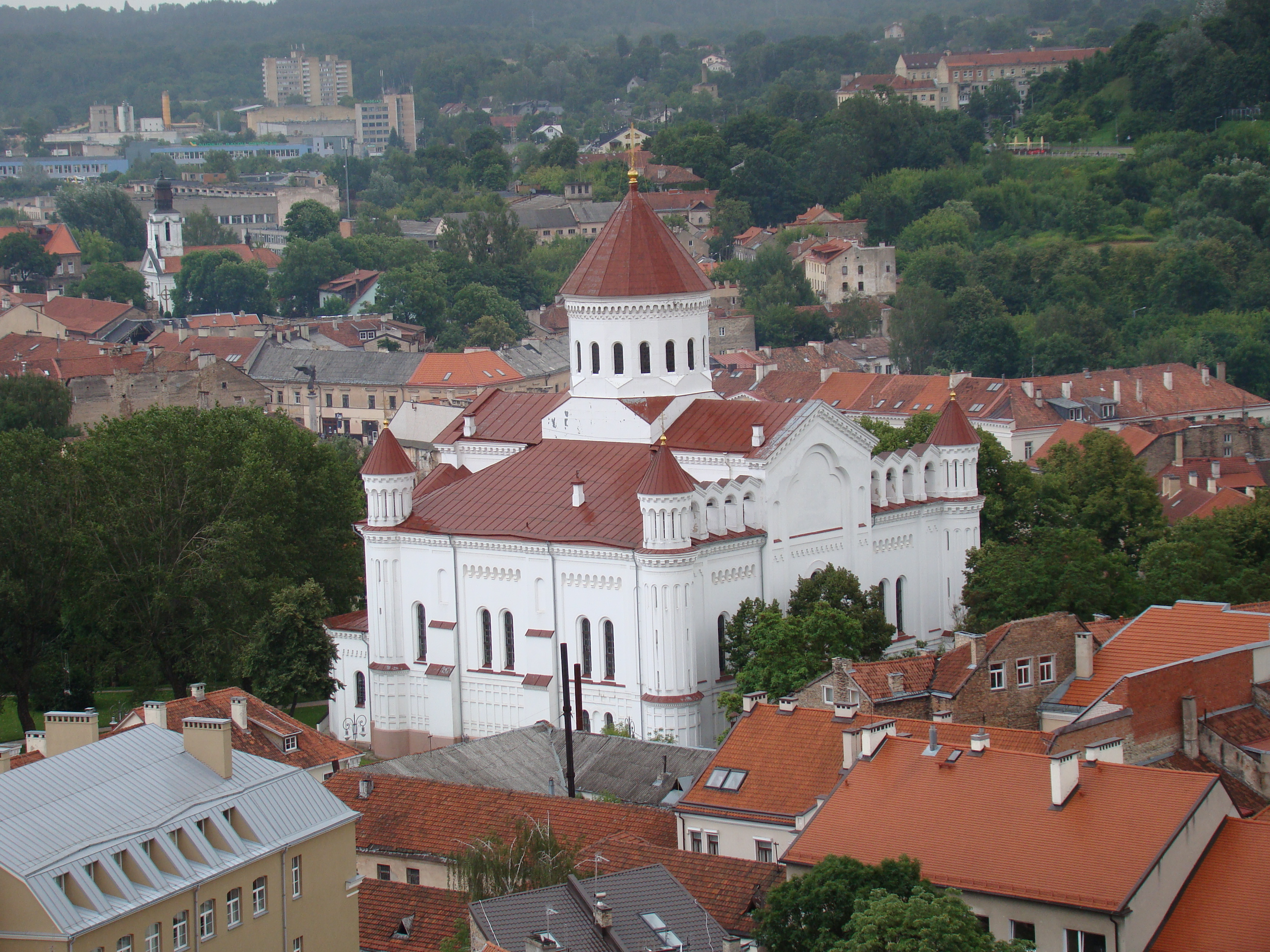
Sobór Przeczystej Bogurodzicy

- Sobór Przeczystej Bogurodzicy (1868 – rekonstrukcja i przebudowa budowli średniowiecznej)
- Cerkiew Świętych Konstantyna i Michała (pocz. XX w.)
- Cerkiew św. Aleksandra Newskiego (pocz. XX w.)
- Cerkiew Ikony Matki Bożej „Znak” (XIX–XX w.)
- Cerkiew św. Michała Archanioła (XIX w.)
- Cerkiew św. Katarzyny (XIX w.)
- Cerkiew św. Mikołaja (XIX-wieczna przebudowa starszej cerkwi)
- Molenna, XIX w.

### Zabytki modernistyczne sprzed 1939

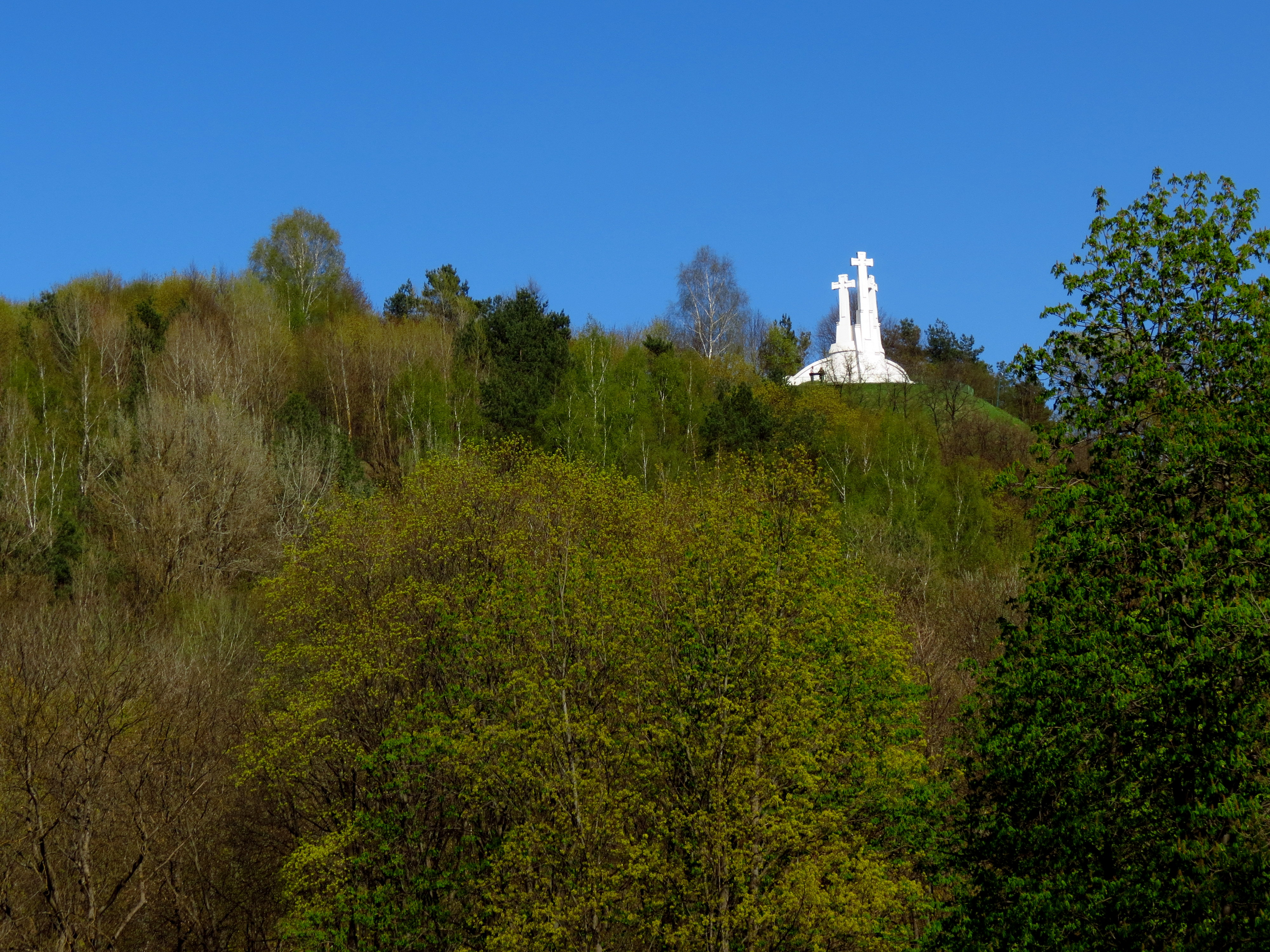
Wzgórze Trzech Krzyży

- Wzgórze Trzech Krzyży (1916, Antoni Wiwulski)
- Dom Towarowy Braci Jabłkowskich (1921–1923, Karol Jankowski, Franciszek Lilpop)
- Osiedle mieszkaniowe na Antokolu inspirowane Bauhausem (1930–1931, F. Wojciechowski)
- Izba Przemysłowo-Handlowa (1931, Z. Tarasin)
- Dom Akademicki (1931, Aleksander Kodelski)
- Bank Gospodarstwa Krajowego (1937–1938, Józef Pańkowski, Stanisław Gałęzowski)
- Gmach PKO (1936–1938, Z. Puget, Juliusz Żórawski, przeb. 1996, A. Nasvytas)
- Ubezpieczalnia Społeczna (1938–1939, S. Murczyński, Jerzy Sołtan)
- Lombard (1938, I. Helman-Zatorska)
- Szkoła (1938–1939, Romuald Gutt)

### Inne zabytki

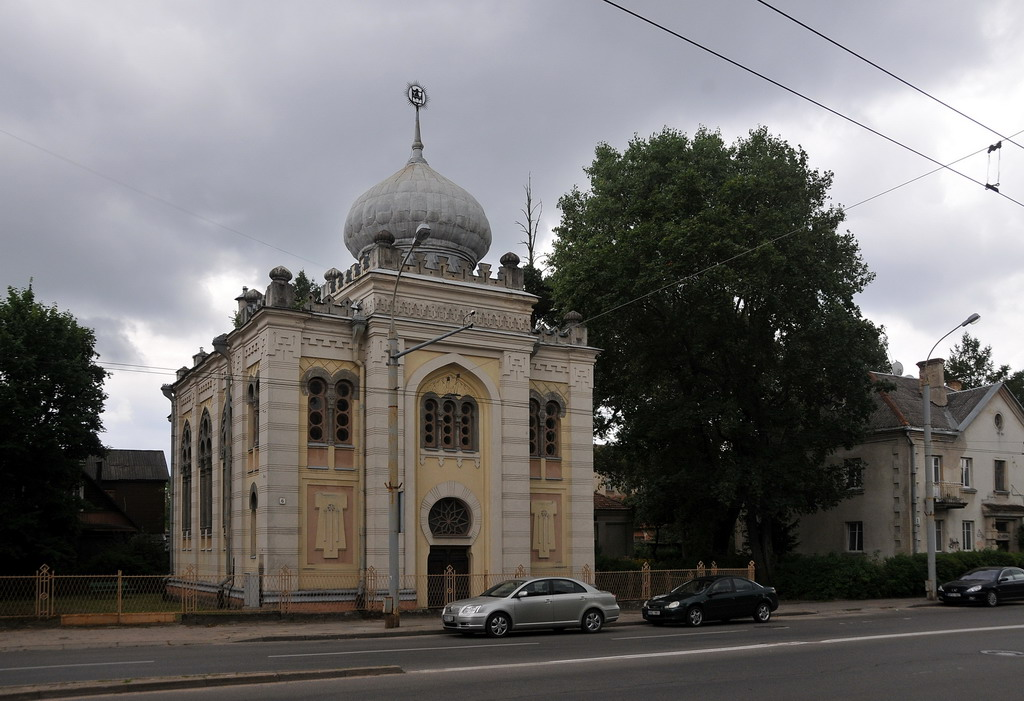
Kienesa karaimska

- Meczet (XIX w.) zburzony w latach pięćdziesiątych
- Kienesa karaimska (1922)
- Dom św. Faustyny (pocz. XX w.)

### Nekropolie

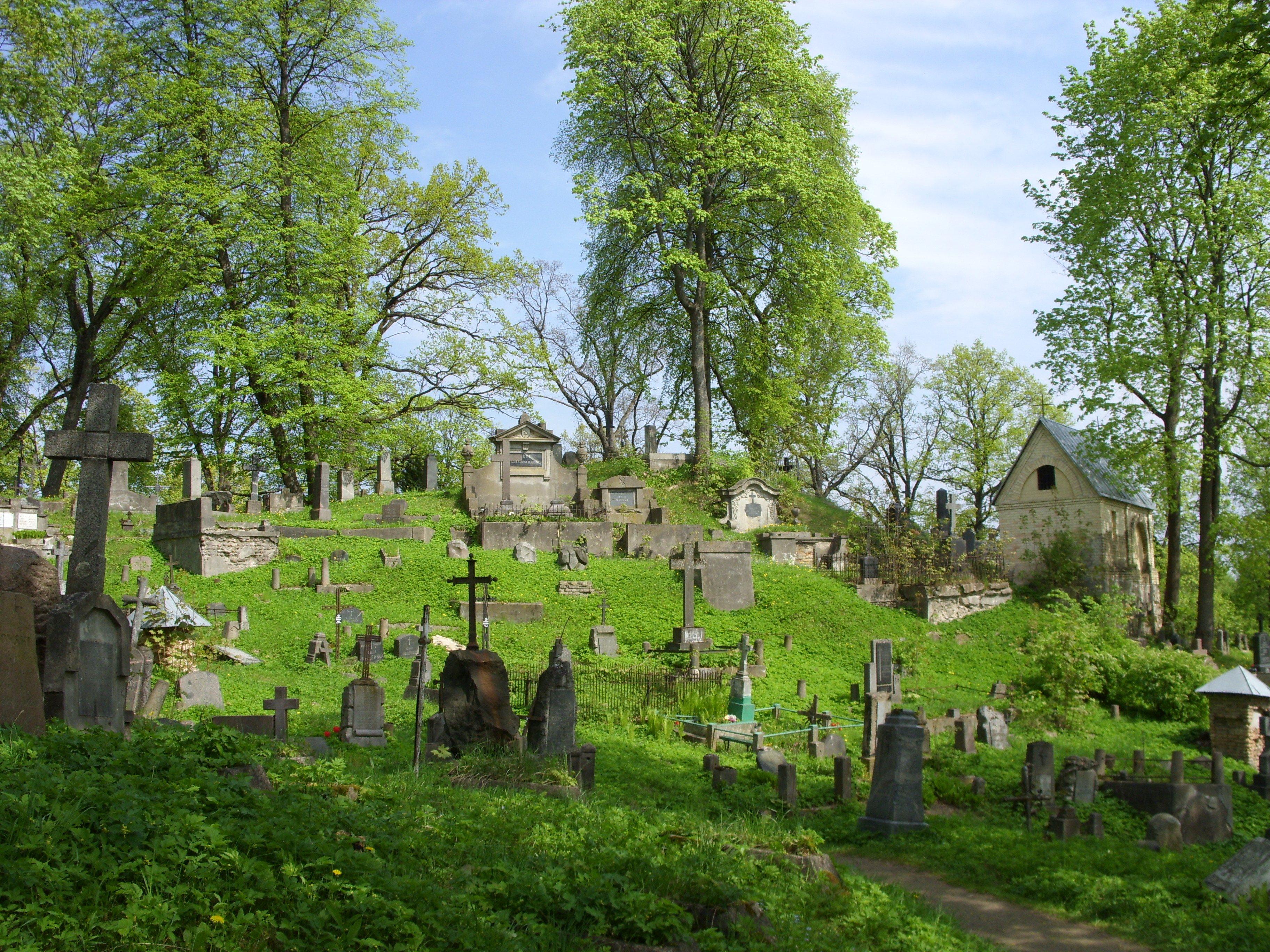
Cmentarz na Rossie

- Cmentarz na Rossie, gdzie pochowana jest matka Józefa Piłsudskiego oraz gdzie spoczywa jego serce
- Cmentarz Bernardyński na Zarzeczu
- Cmentarze na Antokolu
- Cmentarz Piotra i Pawła
- Cmentarz św. Rafała na Pióromoncie
- Cmentarz w Kalwarii
- Cmentarz ewangelicki
- Cmentarz prawosławny
- Cmentarz muzułmański
- Cmentarz karaimski
- Cmentarze żydowskie

## Transport

Wieżowiec Europa – najwyższy wieżowiec w krajach bałtyckich o wysokości 148 m.

Biurowce w centrum biznesowym, 2016

Miasto posiada bezpośrednie połączenie kolejowe m.in. z Kownem, Szawlami, Kłajpedą, Kiejdanami, Turmontem, Mariampolem, Szostakowem, Święcianami, Oranami, Trokami. Dzięki współpracy przygranicznych regionów uruchomiono połączenie kolejowe Kraków – Warszawa – Białystok – Kowno – Wilno z przesiadką w Maćkowie.
Dworzec autobusowy zapewnia połączenia bezpośrednie ze wszystkimi ważniejszymi miastami Litwy. Można stąd dotrzeć również m.in. do Warszawy, Gdańska, Suwałk, Sejn, Białegostoku, Rygi, Tallinna, Dyneburga, Mińska, Kijowa, Lwowa, Poznania, Berlina. Główni przewoźnicy autobusowi to TOKS, Kautra, Eurolines, Busturas, Meteorit, Flixbus oraz Ecolines.
Istnieje możliwość zakupu biletu na autobus przez Internet. W 2009 wprowadzono połączenia autobusowe z podwyższonym komfortem na linii Wilno – Ryga oraz na linii Wilno – Kowno – Warszawa – Poznań – Berlin.

## Oświata
W mieście Wilnie w składzie okręgu wileńskiego ZCZW w roku szkolnym 1919/1920 działało 128 szkół powszechnych, 14 szkół średnich, 6 szkół zawodowych, 3 seminaria nauczycielskie i 4 kursy. Ogółem w szkołach uczyło się 21 302 dzieci i pracowało 732 nauczycieli.

## Media
Na terenie Wilna swą działalność prowadzą wszystkie ważniejsze wydawnictwa czasopism i gazet litewskich, a także pisany w języku polskim Kurier Wileński. Swą siedzibę w Wilnie mają także liczne stacje telewizyjne, m.in.:
- LRT,
- LNK,
- Viasat,
- BTV,
- Lietuvos ryto TV,
- MTV Litwa,
- Balticum TV,
- Sport1
- TVP Wilno

i radiowe, m.in.:
- LRT Radijas(inne języki),
- Radio Centras,
- Radijo Marija,

a także nadawane w języku polskim Radio znad Wilii.

## Sport

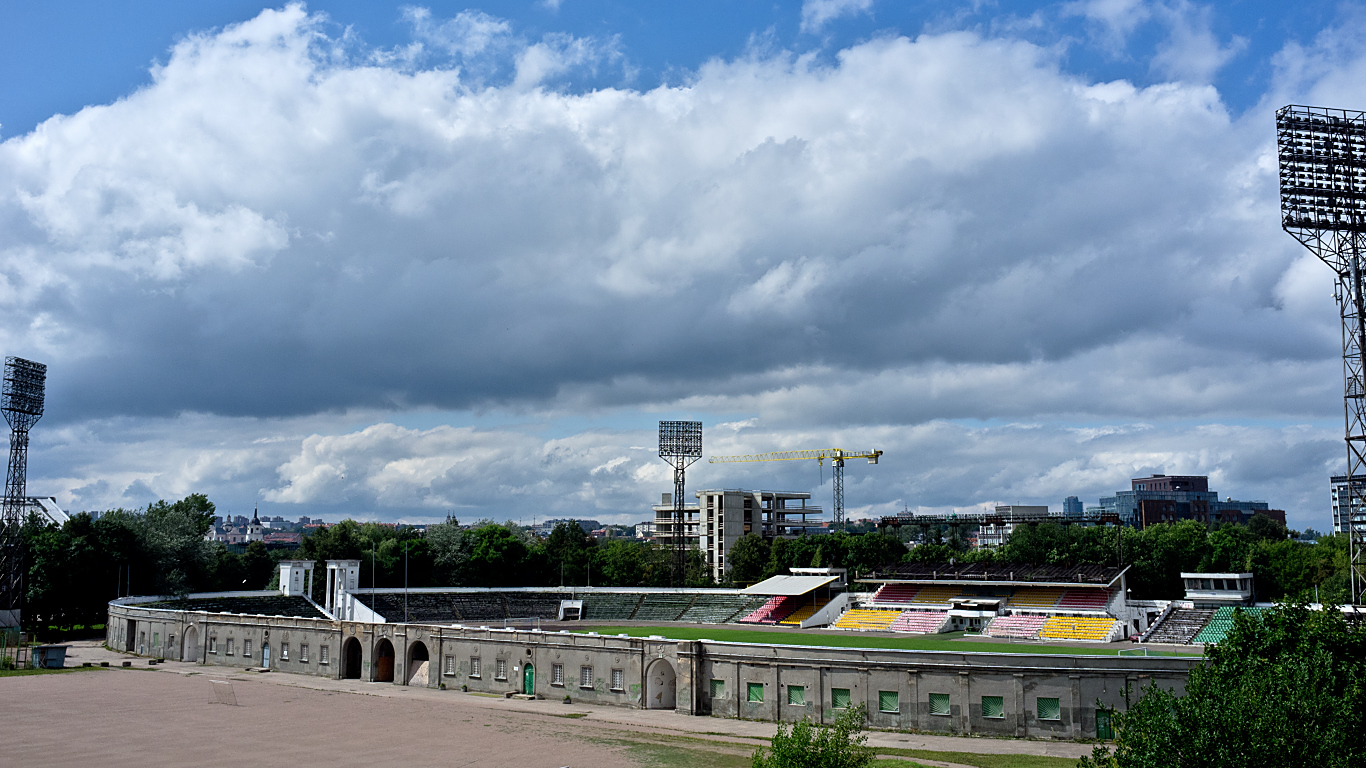
Nieistniejący już Stadion na Pióromoncie – dawny stadion piłkarski polskich klubów Pogoń Wilno i Ognisko Wilno

Wilno jest siedzibą wielu klubów sportowych, m.in. koszykówki – Lietuvos Rytas Wilno, piłki nożnej – Žalgiris Wilno oraz REO Wilno.
W Wilnie istnieje też polski klub sportowy Polonia Wilno założony w 1990 roku.
W czasach II RP w Wilnie istniały też kluby piłkarskie:
- Śmigły Wilno (klub wojskowy) – najlepszy klub piłkarski przedwojennego Wilna, występujący m.in. w ekstraklasie pod koniec lat 30.
- WKS 1 ppLeg Wilno (klub wojskowy, w 1933 roku z fuzji WKS 1 ppLeg i WKS 6 ppLeg Wilno powstał Śmigły)
- Pogoń Wilno (klub wojskowy)
- Ognisko Wilno (klub kolejowy) – siatkarski wicemistrz Polski 1933
- Elektrit Wilno (klub zakładów Elektrit)
- Wilia Wilno (także pod nazwami Sokół i Strzelec)
- Lauda Wilno (klub cywilny)
- AZS Wilno (Akademicki Klub Sportowy działający przy Uniwersytecie Stefana Batorego w Wilnie) – siatkarski mistrz Polski 1938
- Makkabi Wilno (klub mniejszości żydowskiej)

Wilno było przed II wojną światową jednym z większych ośrodków wioślarskich w Polsce. W mieście w okresie międzywojennym istniały następujące kluby wioślarskie lub posiadające sekcję wioślarską:
- Wileńskie Towarzystwo Wioślarskie (od 1908 do 1939),
- WKS „Pogoń” Wilno (od 1922 do 1933),
- AZS Wilno (od 1923 do 1939),
- KS 3 Batalionu Saperów Wileńskich (od 1923 do 1933),
- KS 3 Pułku Artylerii Ciężkiej w Wilnie (od 1923 do 1933),
- Policyjny Klub Sportowy w Wilnie (od 1928 do 1939),
- WKS „Śmigły” Wilno (od 1933 do 1939),
- Makkabi Wilno (od 1925 do 1939),
- Pocztowe Przysposobienie Wojskowe w Wilnie (od 1933 do 1935),
- Harcerski Klub Sportowy w Wilnie (od 1936 do 1939)[53].

## Niektóre osoby związane z miastem

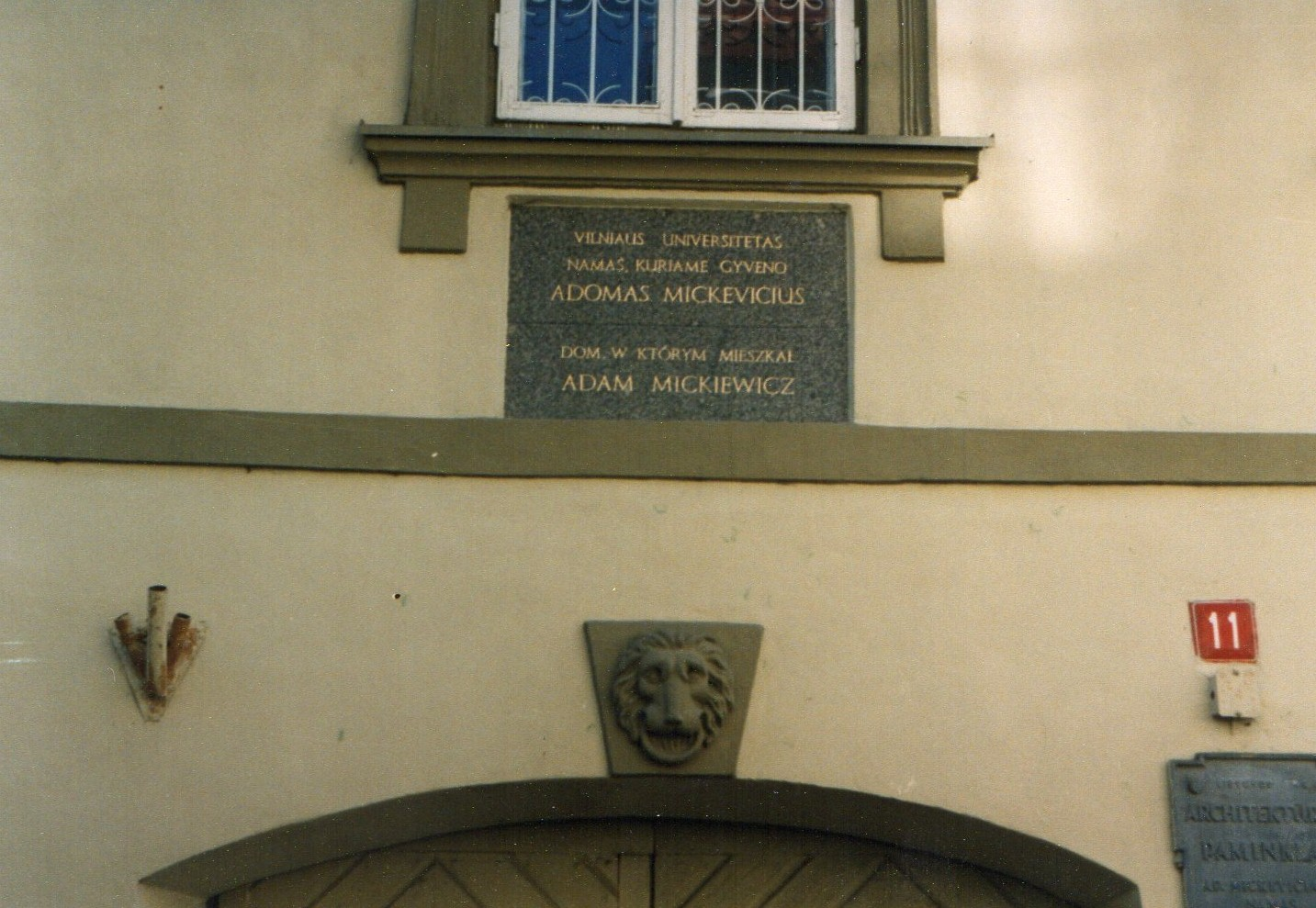
Tablica upamiętniająca Adama Mickiewicza na ścianie jego dawnego domu

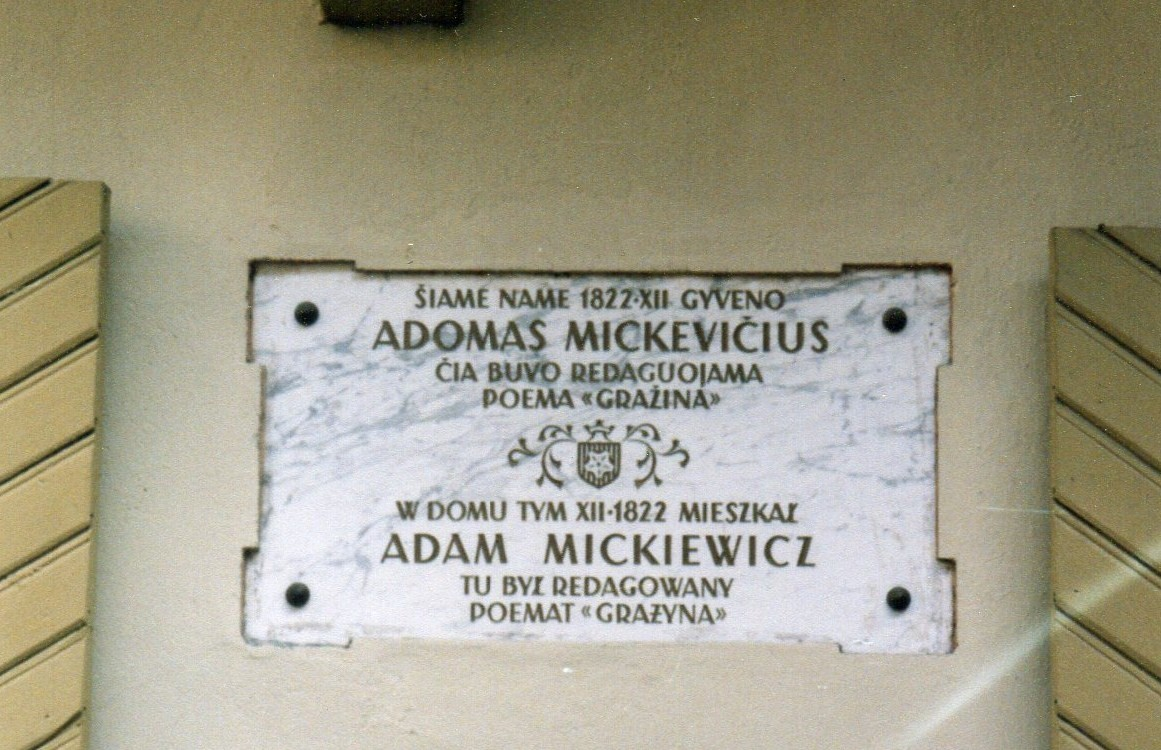
Tablica upamiętniająca miejsce zamieszkania Adama Mickiewicza w 1822

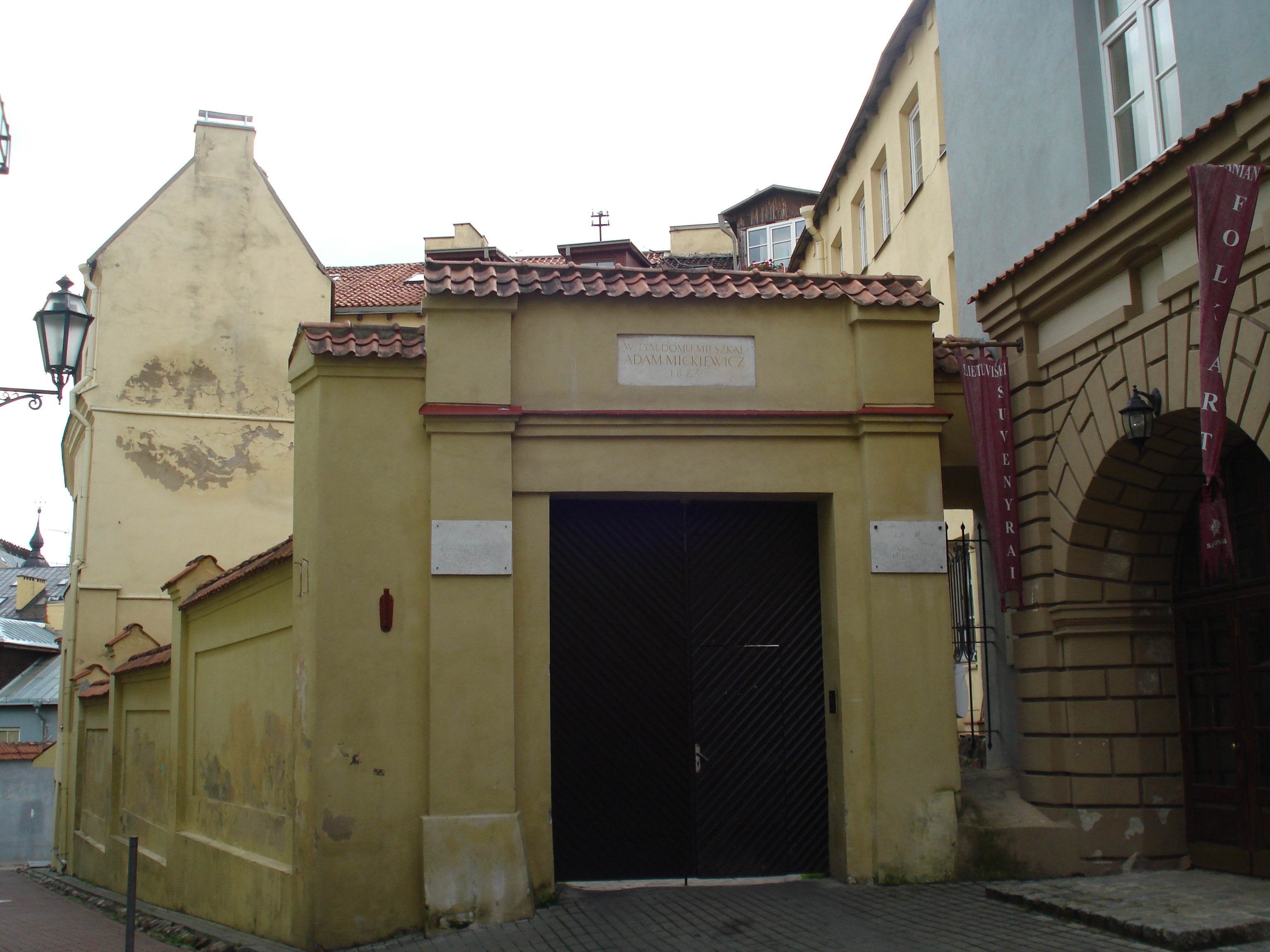
Dom Adama Mickiewicza w 1823

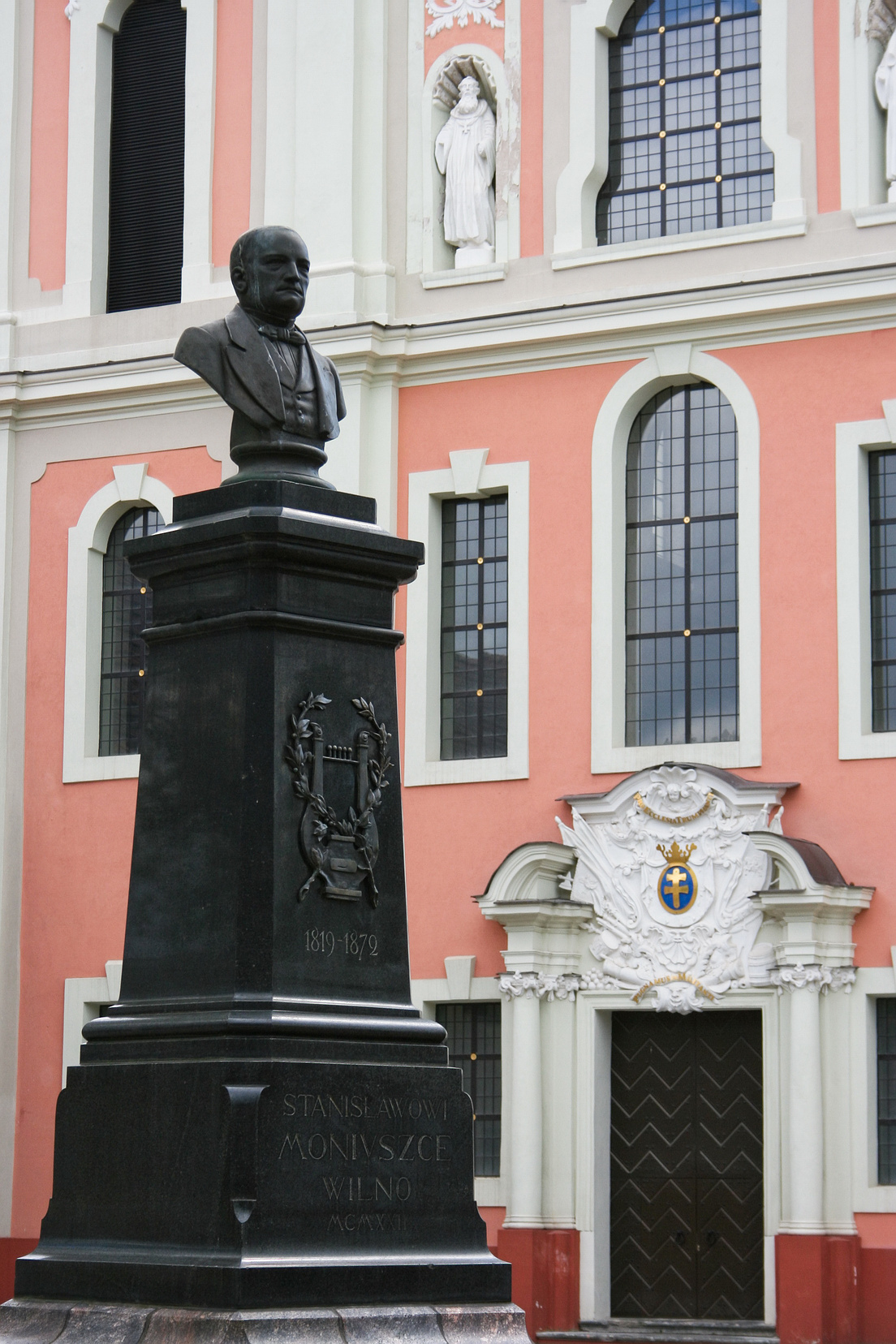
Pomnik Stanisława Moniuszki

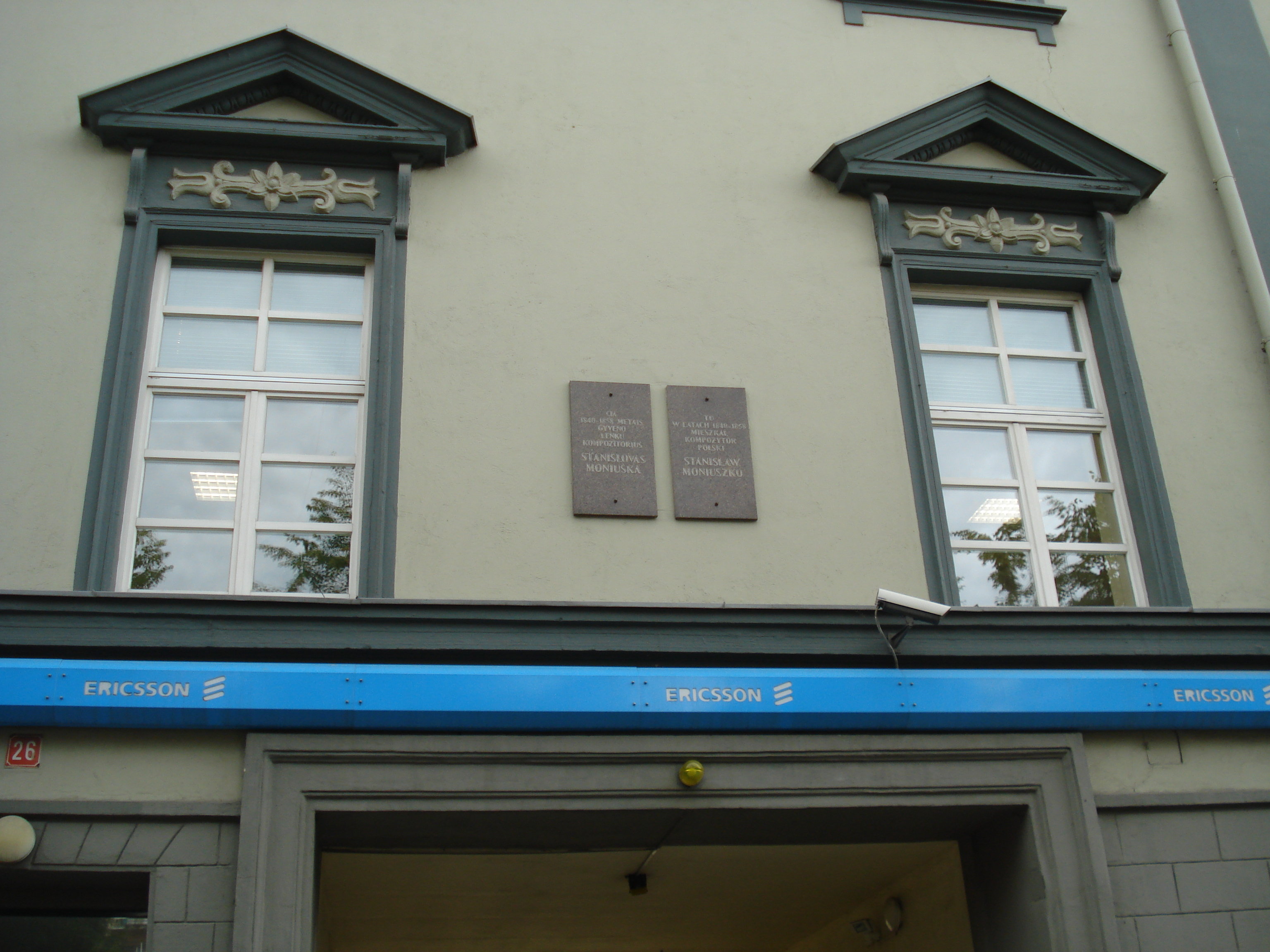
Tablice upamiętniające Stanisława Moniuszkę na fasadzie domu, w którym mieszkał w l. 1840-1858

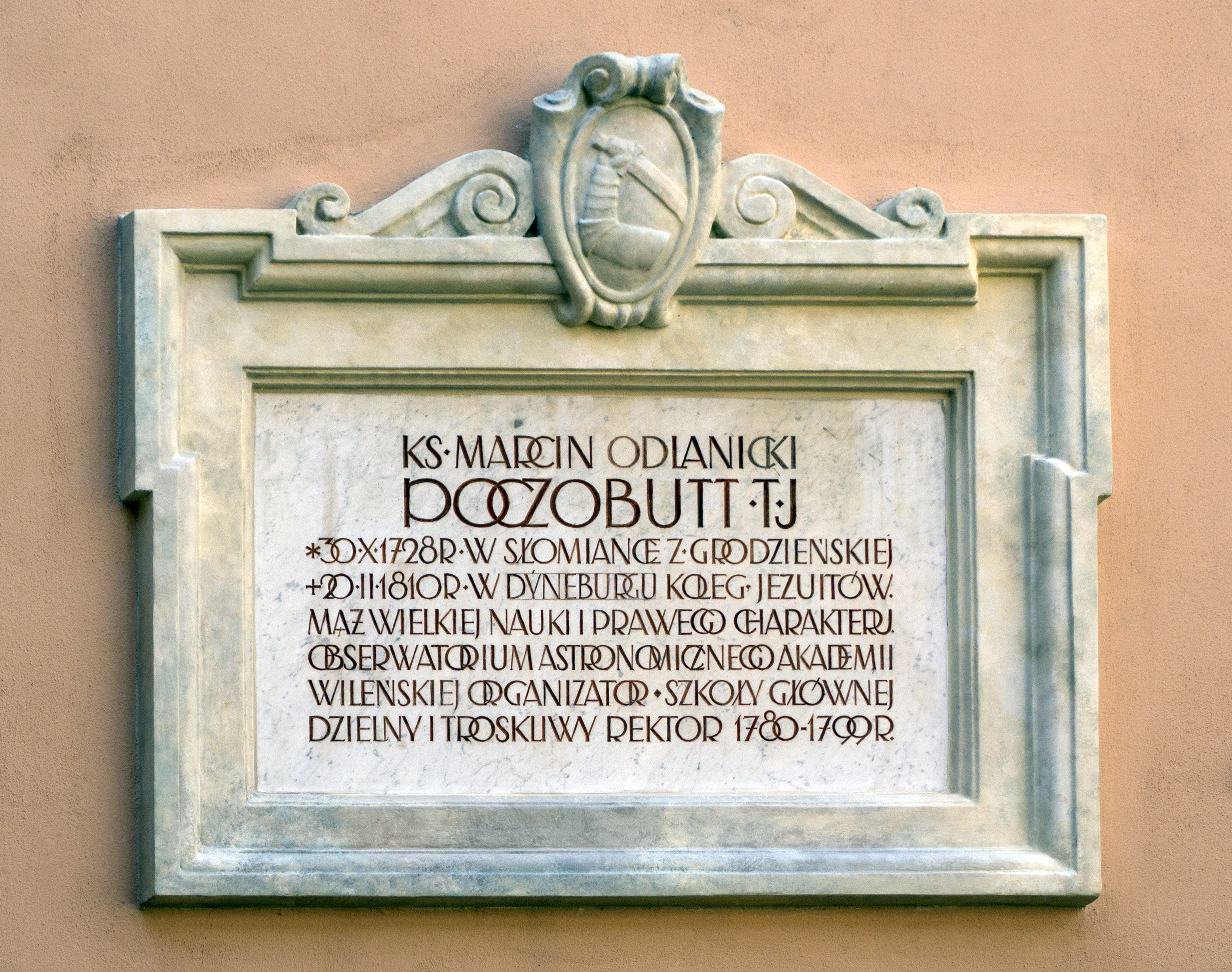
Tablica upamiętniająca Marcina Poczobutta-Odlanickiego

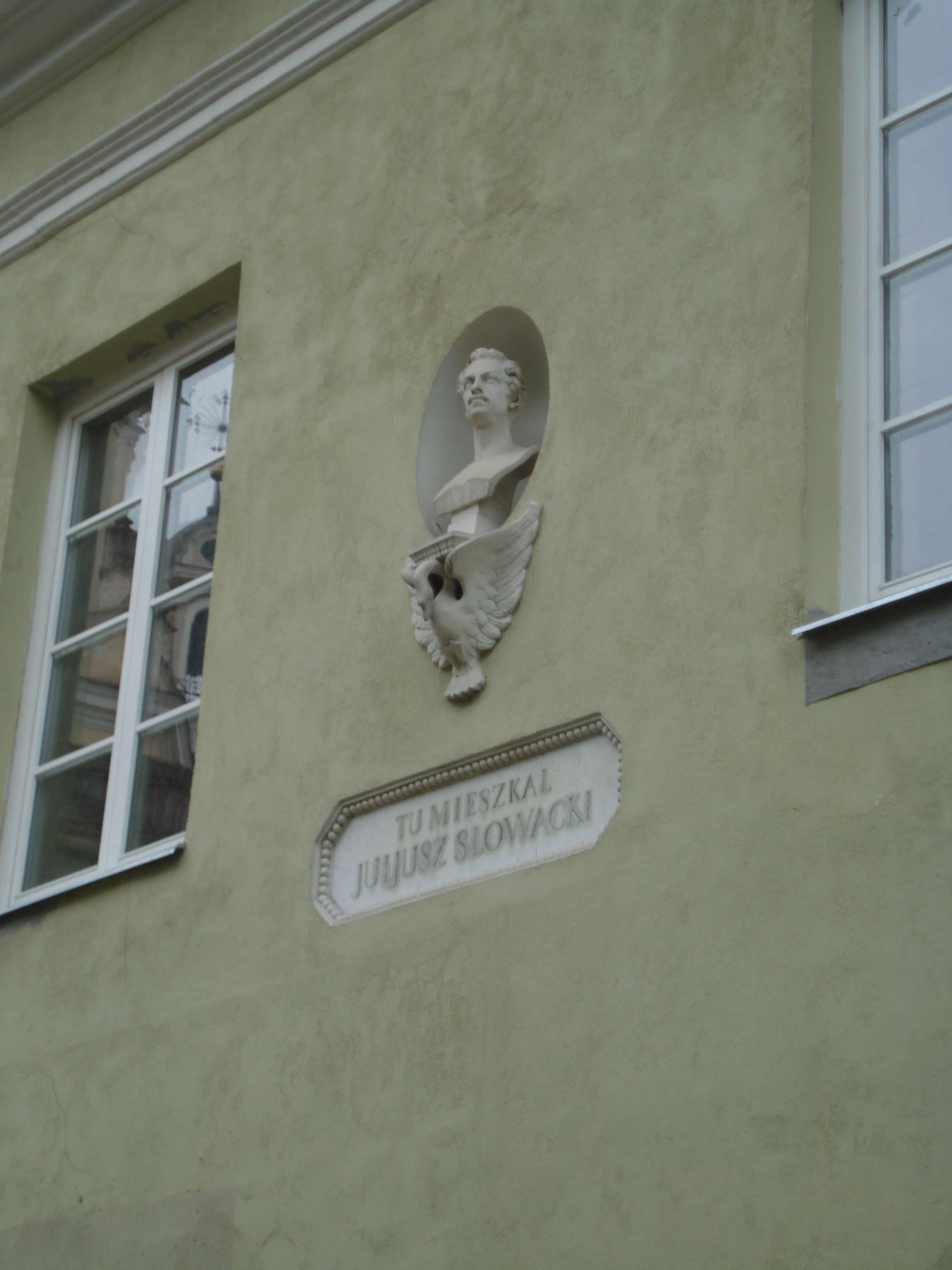
Popiersie Juliusza Słowackiego upamiętniające jego miejsce zamieszkania

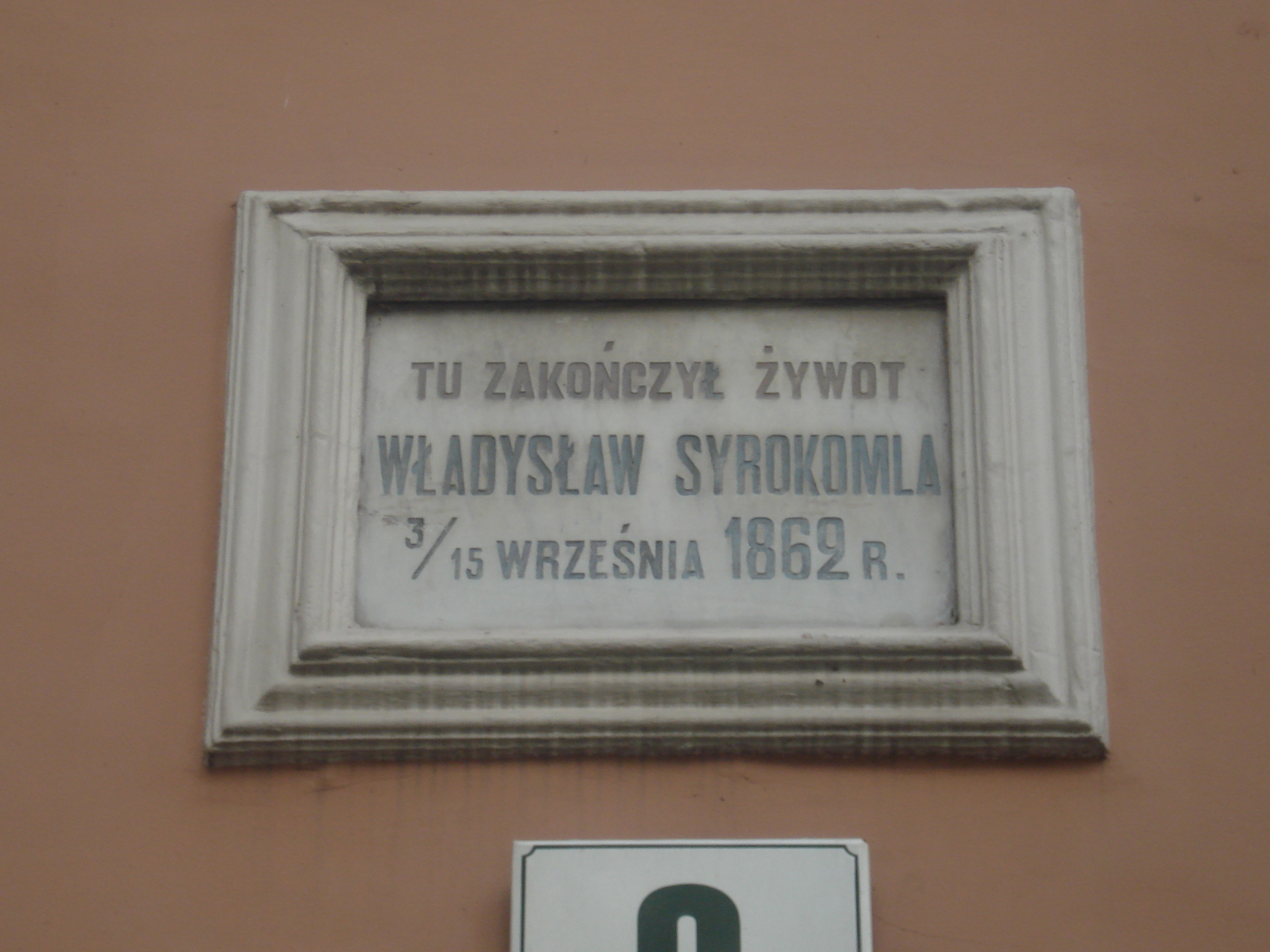
Tablica upamiętniająca miejsce śmierci Władysława Syrokomli

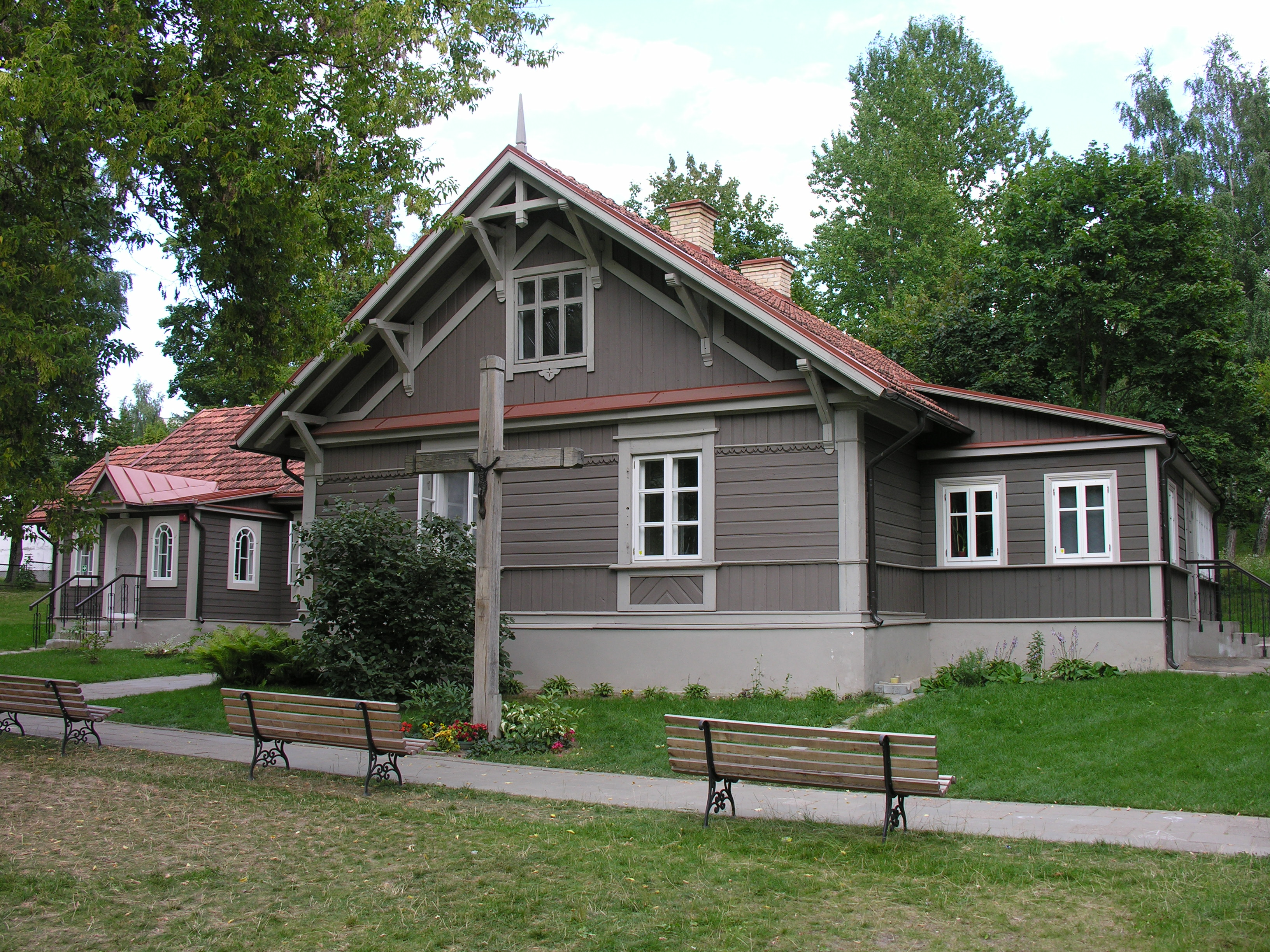
Dom św. Faustyny w Wilnie

- Michał Andriolli (1836–1893), malarz
- Franciszak Alachnowicz (1883–1944) – białoruski działacz narodowy, publicysta i pisarz
- Hleb Bahdanowicz (1913–1957) – białoruski działacz i publicysta niepodległościowy
- Antonin Bajewski (1915–1941), błogosławiony franciszkanin urodzony w mieście
- August Bécu (1771–1824), lekarz
- św. Andrzej Bobola (1591–1657), męczennik za wiarę
- Wojciech Brudzewski (1446–1495), polski astronom, matematyk, filozof, pedagog i dyplomata
- Teodor Bujnicki (1907–1944), poeta
- Jan Bułhak (1876–1950), nestor polskiej fotografii
- Alaksandr Burbis (1885–1923) – białoruski działacz społeczny, etnograf
- Stanisław Cat-Mackiewicz (1896–1966), pisarz
- Jan Karol Chodkiewicz (1560–1621), polityk i hetman
- Mikalojus Konstantinas Čiurlionis (1875–1911), litewski kompozytor, malarz i grafik
- Icchak Cukierman (1915–1981), członek ŻOB, działacz społeczny
- Petras Cvirka (1909–1947), litewski pisarz
- Krzysztof Cwynar (1942–), piosenkarz, kompozytor
- Franciszek Dalewski (1825–1904), jeden z przywódców organizacji cywilnej Rządu Narodowego na Litwie w czasie powstania styczniowego, zesłaniec.
- Andrzej Dąbrowski (1938–) piosenkarz, rajdowiec
- Ignacy Domeyko (1801–1889), geolog
- Szymon Dowkont (1793–1864), litewski pisarz, etnograf i historyk
- Leonard Drożdżewicz (1960–) publicysta kwartalnika literacko-kulturalnego „Znad Wilii”
- Władysław Dziewulski (1878–1962), astronom, pedagog
- Konstanty Ildefons Gałczyński (1905–1953), poeta
- Jan Krzysztof Glaubitz (1715–1767), architekt
- Filip Golański (1753–1824), teoretyk literatury, krytyk literacki
- Antoni Gołubiew (1907–1979), pisarz i publicysta
- Antoni Gorecki (1787–1861), pisarz, poeta
- Wawrzyniec Gucewicz (1753–1798), architekt
- Jascha Heifetz (1901–1987), skrzypek
- Jerzy Hoppen (1891–1969), malarz, grafik, pedagog, historyk sztuki
- Marian Iwańciów (1906–1971), malarz, grafik, pedagog
- Tekla Iwicka (1814–1888), filantropka
- Ignacy Iwicki (1825–1881), pedagog, tłumacz
- Witold Iwicki (1884–1943), duchowny katolicki
- Czesław Jankowski (1857–1929), polski poeta, krytyk, publicysta, historyk, krajoznawca, działacz społeczny
- Jakub Jasiński (1761–1794) poeta i generał, wódz insurekcji kościuszkowskiej na Litwie
- Stanisław Jasiukiewicz (1921–1973), aktor
- Anatoliusz Jureń (1927–1978), poeta
- Rafał Kalinowski (1835–1907), karmelita bosy, powstaniec styczniowy, święty Kościoła Katolickiego
- Mieczysław Karłowicz (1876–1909), kompozytor
- Emil Karewicz (1923–2020), aktor
- Święty Kazimierz (1458–1484), święty Kościoła katolickiego, patron Rzeczypospolitej Obojga Narodów
- Zygmunt Kęstowicz (1921–2007), aktor
- Witold Kieżun (1922–2021), profesor ekonomii
- Adam Kirkor (1818–1886), wydawca, archeolog
- Szymon Konarski (1808–1839), powstaniec
- Maciej Musa Konopacki (1926–2020) – polski działacz społeczny pochodzenia tatarskiego, patriarcha polskiego Orientu
- Kazimierz Kontrym (1776–1836), pisarz, polityk
- Tadeusz Konwicki (1926–2015) pisarz, filmowiec
- św. Faustyna Kowalska (1905–1938), zakonnica, głosicielka kultu Miłosierdzia Bożego
- Borys Kowerda (1907–1987), rosyjski działacz emigracyjny pochodzenia białoruskiego
- Józef Ignacy Kraszewski (1812–1887), polski pisarz, publicysta, wydawca, historyk, działacz społeczny i polityczny
- Joachim Lelewel (1786–1861), historyk
- Józef Łukaszewicz (1863–1928), polski fizyk i geolog
- Józef Mackiewicz (1902–1985), polski pisarz i publicysta
- Adam Mickiewicz (1798–1855), polski poeta, działacz i publicysta polityczny
- Romuald Mieczkowski(1950-), polski poeta, dziennikarz, publicysta, działacz społeczności polskiej na Litwie, współzałożyciel i redaktor naczelny czasopisma literackiego „Znad Wilii”
- Czesław Miłosz (1911–2004), poeta, laureat nagrody Nobla w dziedzinie literatury
- Stanisław Moniuszko (1819–1872), polski kompozytor, organista
- Ludwik Narbutt (1832–1863), powstaniec
- Teodor Narbutt (1784–1864), historyk
- Aleksandra Naumik Sandøy (1949–2013), polska i norweska piosenkarka
- Tymon Niesiołowski (1882–1965), polski malarz, grafik i pedagog
- Maurycy Orgelbrand (1826–1904), polski księgarz i wydawca
- Samuel Orgelbrand (1810–1868), polski drukarz i wydawca
- Bohdan Paczyński (1940–2007), astronom
- Jerzy Passendorfer (1923–2003), reżyser
- Szimon Peres (1923–2016), polityk
- Józef Piłsudski (1867–1935), polityk, wojskowy
- Emilia Plater (1806–1831), polska hrabianka, uczestniczka powstania listopadowego
- Marcin Poczobutt-Odlanicki (1728–1810), polski matematyk, astronom, poeta, rektor Szkoły Głównej
- Ignacy Potocki (1750–1809), polski polityk, działacz patriotyczny, publicysta i pisarz, marszałek wielki litewski, oficer napoleoński
- Edward Römer (1806–1878), działacz społeczny, pisarz, tłumacz, malarz
- Ryszard Ronczewski (1930–2020), aktor, reżyser
- Ferdynand Ruszczyc (1870- 1936), malarz, grafik, pedagog
- Lew Sapieha (1557–1633), hetman wielki litewski, kanclerz wielki litewski, marszałek sejmu, podkanclerzy litewski, wojewoda wileński
- Maciej Kazimierz Sarbiewski, SI (1595–1640), poeta, jezuita
- Kazimierz Siemienowicz polsko-litewski generał, inżynier wojskowy i artylerzysta
- Piotr Skarga (1536–1612), teolog, pisarz, pierwszy rektor Akademii Wileńskiej
- Irena Sławińska (1913–2004), teatrolog
- Juliusz Słowacki (1809–1849), poeta
- bł. Michał Sopoćko (1888–1975), apostoł Miłosierdzia Bożego
- Chaim Soutine (1893–1943), malarz
- Helena Straszyńska (1905–2003), pedagog
- Abraham Suckewer (1913–2010), żydowsko-polski poeta i pisarz, tworzący w języku jidysz
- Władysław Syrokomla (1823–1862), poeta, pisarz, tłumacz
- Antoni Szacki (1902–1992), pułkownik Wojska Polskiego
- Danuta Szaflarska (1915–2017), aktorka
- Tadeusz Szeligowski (1896–1963), kompozytor
- Jan Szyttler (1763–1850), kucharz
- Ludomir Sleńdziński (1889–1980), malarz, rzeźbiarz, pedagog
- Jędrzej Śniadecki (1768–1838), chemik, biolog, filozof
- Józef Świętorzecki (1876–1936), generał
- Eustachy Tyszkiewicz (1814–1873), historyk
- Zygmunt Vogel (1764–1826), malarz
- Chaim Weizman (1874–1952), przywódca ruchu syjonistycznego, przewodniczący Światowej Organizacji Syjonistycznej, pierwszy prezydent Izraela, chemik
- Witold Węsławski (1855–1930), lekarz, działacz społeczny, oświatowy i narodowy, radny Wilna, prezes Polskiej Macierzy Szkolnej Ziem Wschodnich
- Franciszka Wierzbicka (1897–1970), polska bernardynka, art. malarka, założycielka klasztoru w Łodzi
- Jan Kazimierz Wilczyński (1806–1885), archeolog
- Antoni Wiwulski (1877–1919), architekt
- Czesław Wołłejko (1916–1987), aktor
- Franciszek Wróblewski (1789–1857), doktor medycyny i chirurgii
- Eliasz ben Salomon Zalman, Gaon z Wilna (1720–1797), żydowski kabalista i matematyk
- Tomasz Zan (1796–1855), poeta
- Władysław Zajewski (1930–) – polski historyk, profesor, poeta

### Ważniejsze rody
Ważniejsze rody mieszkające w Wilnie i jego okolicach:

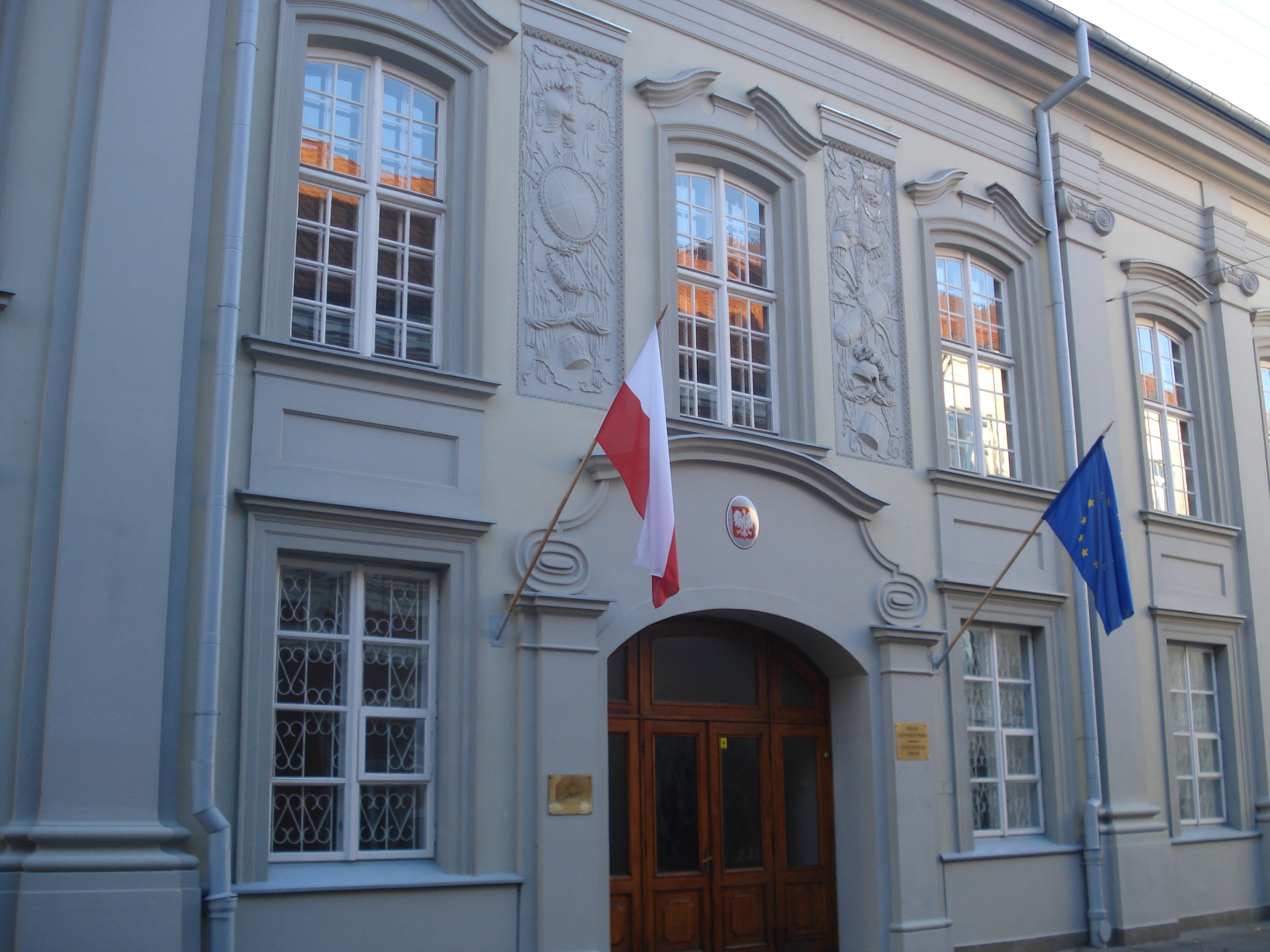
Pałac Paców przy ul. Świętojańskiej, współcześnie Ambasada Rzeczypospolitej Polskiej i Instytut Polski

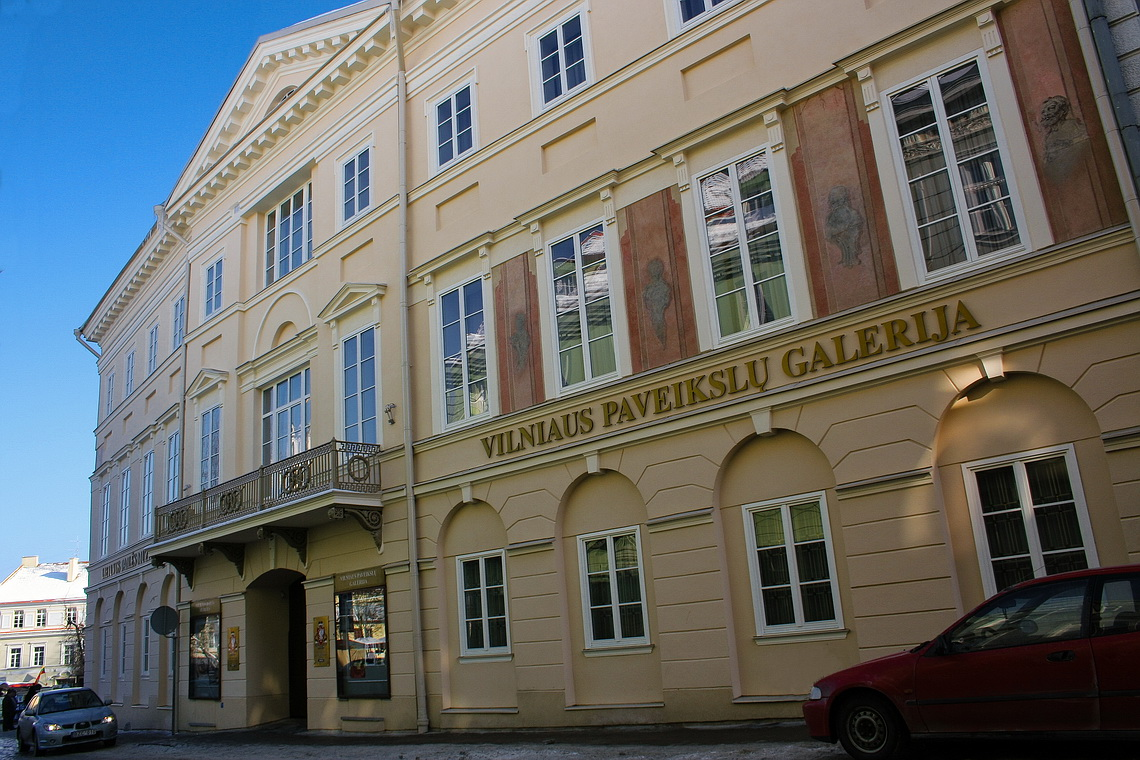
Pałac Chodkiewiczów

- Chodkiewiczowie (herbu Gryf z Mieczem)
- Giedroyciowie (herbu Hippocentaurus)
- Mackiewiczowie (herbu Machwicz[54])
- Massalscy (herbu Masalski Książę III)
- Mickiewiczowie(inne języki) (herbu Poraj)
- Nałęczowie (herbu Nałęcz)
- Potoccy (herbu Pilawa)
- Pacowie (herbu Gozdawa)
- Piłsudscy(inne języki) (herbu własnego)
- Radziwiłłowie (herbu Trąby)
- Sapiehowie (herbu Lis)
- Rodowiczowie (herbu Rudnica)
- Stefanowiczowie (herbu Syrokomla)
- Sołtanowiczowie (herbu Rozstrzał)
- Syrokomlowie (herbu Syrokomla)
- Tyszkiewiczowie (herbu Leliwa)

## Wilno z lotu ptaka

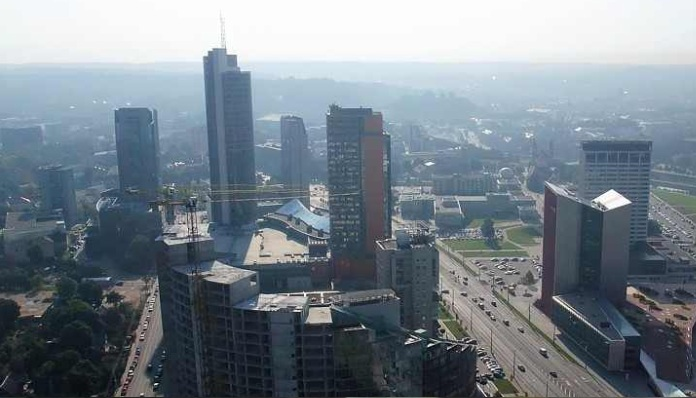
Nowoczesne centrum miasta o poranku
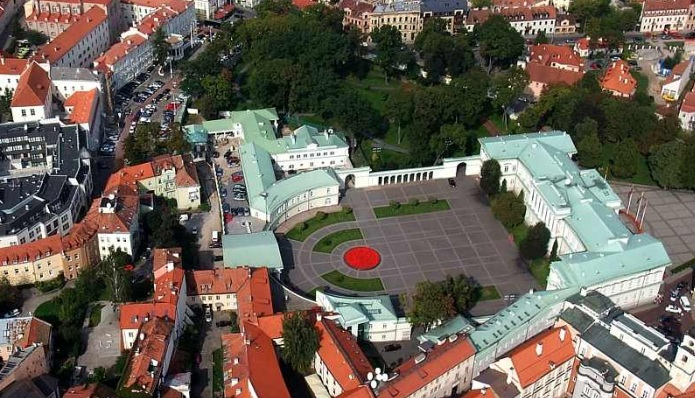
Pałac Prezydencki
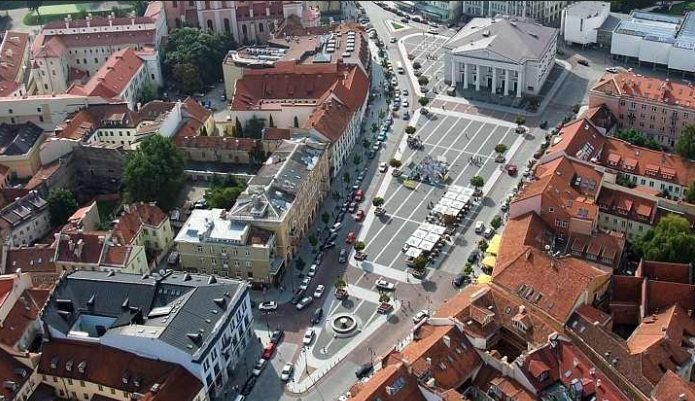
Plac Ratuszowy
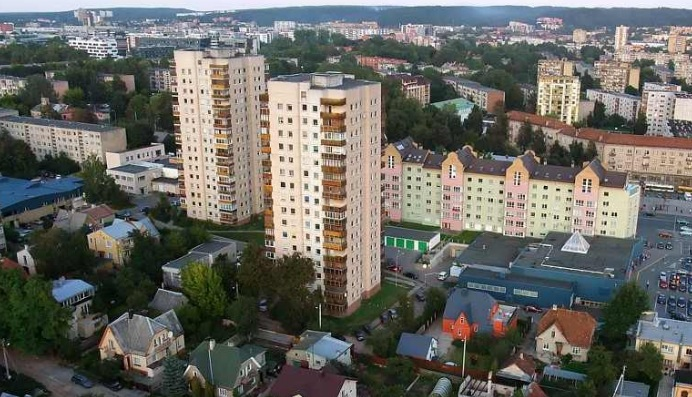
Jedno z osiedli mieszkaniowych
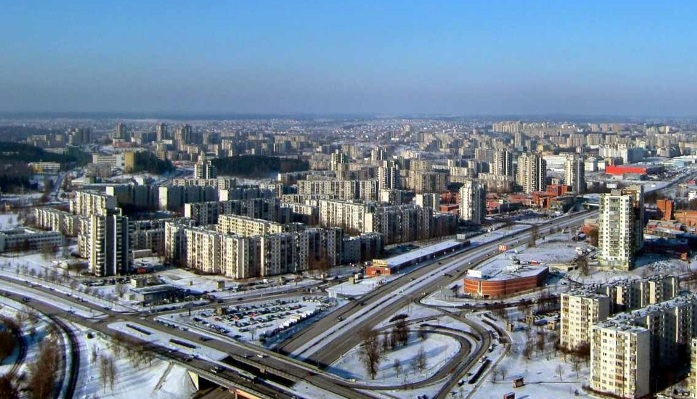
Rozległe blokowiska
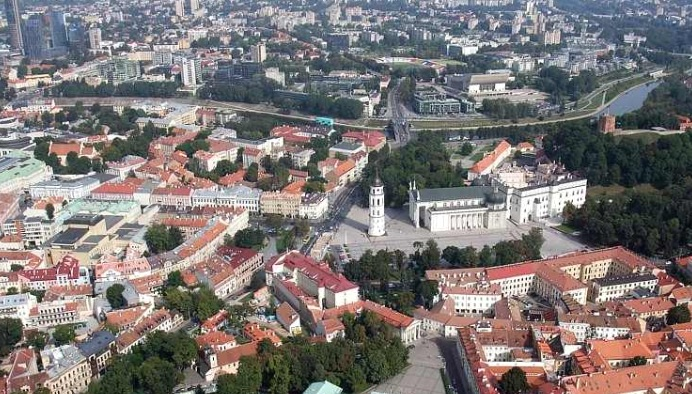
Fragment Starego Miasta
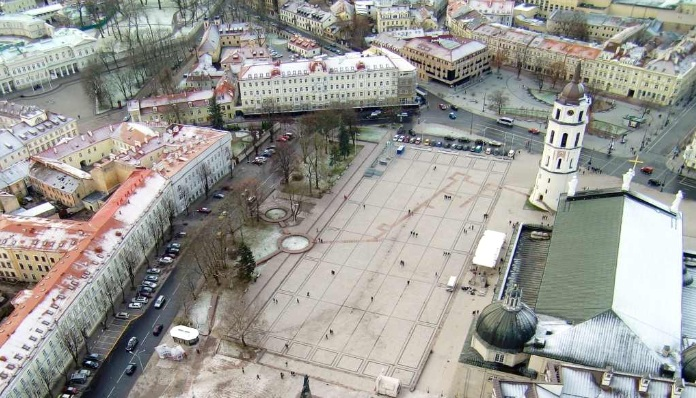
Plac Katedralny
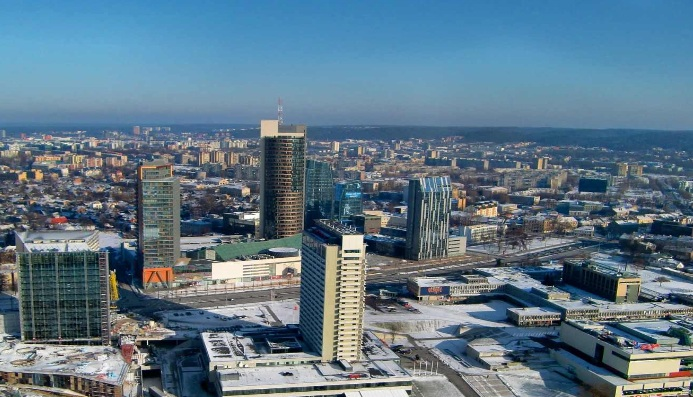
Śnipiszki – nowoczesna dzielnica Wilna
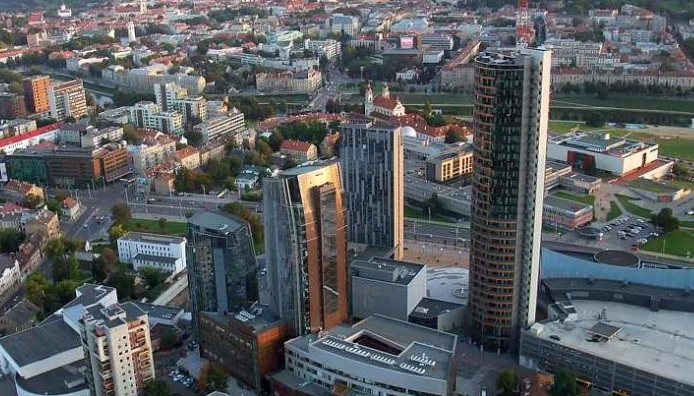
Centrum finansowe
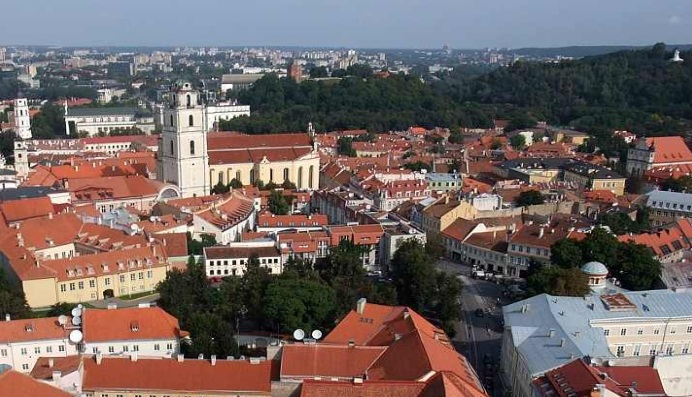
Stare Miasto
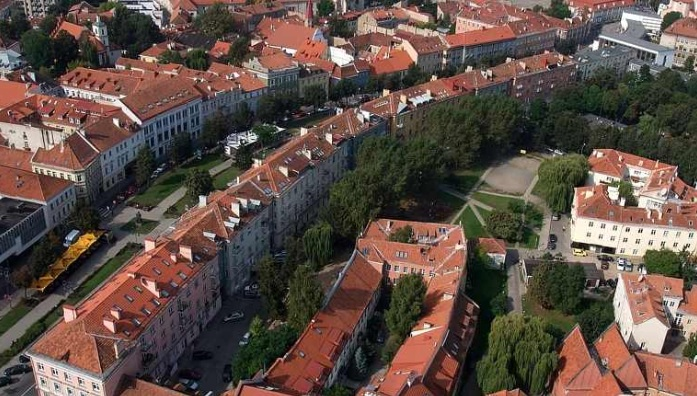
Szereg kamienic
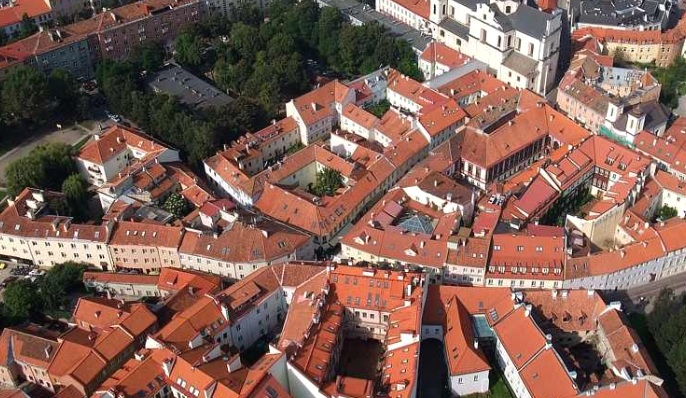
Starówka wileńska
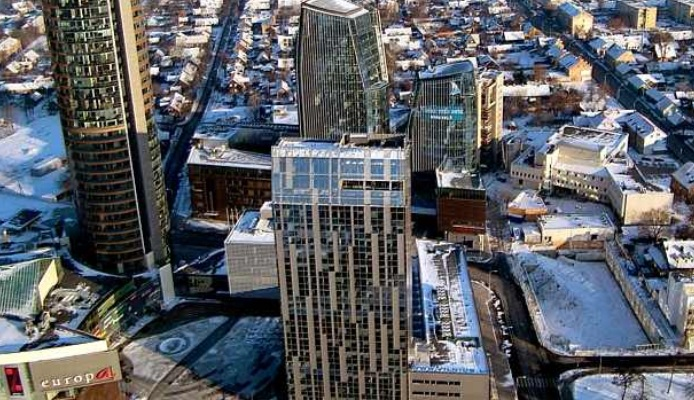
Nowoczesna architektura Wilna

## Miasta partnerskie
Miasta partnerskie Wilna:

- Aalborg, Dania
- Ałmaty, Kazachstan
- Budapeszt, Węgry
- Bruksela, Belgia
- Chicago, Stany Zjednoczone
- Dniepr, Ukraina
- Donieck, Ukraina
- Duisburg, Niemcy
- Edynburg, Wielka Brytania
- Erfurt, Niemcy
- Gdańsk, Polska
- Joensuu, Finlandia
- Kanton, Chińska Republika Ludowa
- Kijów, Ukraina
- Kiszyniów, Mołdawia
- Kraków, Polska
- Łódź, Polska
- Madison, Stany Zjednoczone
- Mińsk, Białoruś
- Moskwa, Rosja (zawieszona)
- Astana, Kazachstan
- Oslo, Norwegia
- Pawia, Włochy
- Petersburg, Rosja (zawieszony)
- Reykjavík, Islandia
- Pireus, Grecja
- Ryga, Łotwa
- Salzburg, Austria
- Strasburg, Francja
- Sztokholm, Szwecja
- Tajpej, Republika Chińska
- Tallinn, Estonia
- Tbilisi, Gruzja
- Warszawa, Polska
- Wrocław (Polska)[56]

### Współpraca miast bez umowy
- Bratysława (Słowacja)
- Dublin (Irlandia)
- Irkuck (Rosja) (zawieszony)
- Lublana (Słowenia)
- Nikozja (Cypr)
- Tirana (Albania)
- Toronto (Kanada)
- Valletta (Malta)